# Liste der Biografien/Kun
Liste der Biografien |
Portal Biografien |
Personensuche
# |
A |
B |
C |
D |
E |
F |
G |
H |
I |
J |
K |
L |
M |
N |
O |
P |
Q |
R |
S |
T |
U |
V |
W |
X |
Y |
Z |
?
 
Ka |
Kb |
Kc |
Kd |
Ke |
Kf |
Kg |
Kh |
Ki |
Kj |
Kl |
Km |
Kn |
Ko |
Kp |
Kr |
Ks |
Kt |
Ku |
Kv |
Kw |
Ky |
Kx |
Kz
 
Kua |
Kub |
Kuc |
Kud |
Kue |
Kuf |
Kug |
Kuh |
Kui |
Kuj |
Kuk |
Kul |
Kum |
Kun |
Kuo |
Kup |
Kuq |
Kur |
Kus |
Kut |
Kuu |
Kuv |
Kuw |
Kux |
Kuy |
Kuz
Die Liste der Biografien führt alle Personen auf, die in der deutschsprachigen Wikipedia einen Artikel haben. Dieses ist eine Teilliste mit 1089 Einträgen von Personen, deren Namen mit den Buchstaben „Kun“ beginnt.

## Kun
- Kun, Attila (* 1949), rumänischer Fußballspieler und -trainer
- Kun, Attila (* 1994), ungarischer Handball- und Beachhandballspieler
- Kun, Béla (1886–1938), ungarischer kommunistischer PolitikerBéla Kun (1886–1938)

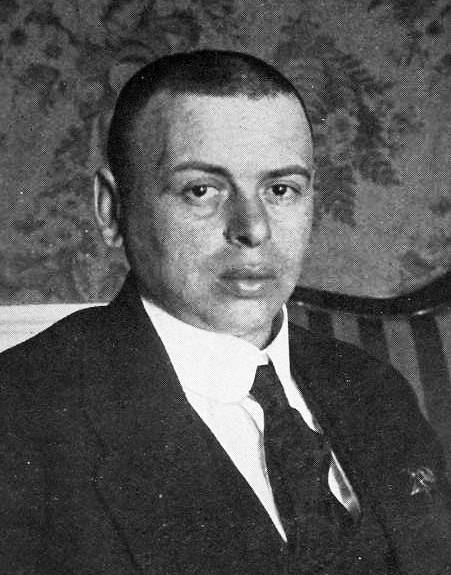
Béla Kun (1886–1938)

- Kun, Bertalan (* 1999), ungarischer Fußballspieler
- Kun, Josef (1931–2020), deutscher Bauunternehmer
- Kun, Julija Albertowna (1894–1980), russisch-sowjetische Bildhauerin
- Kún, László (1869–1939), ungarischer Komponist und Kapellmeister
- Kun, Roland (* 1970), nauruischer Politiker
- Kun, Ruben (1942–2014), nauruischer Politiker
- Kun, Russ (* 1975), nauruischer Politiker, ehemaliger Präsident der Republik Nauru
- Kun, Russell, nauruischer Politiker und Gewichtheber
- Kun, Szilárd (1935–1987), ungarischer Sportschütze
- Kun, Zeev (1930–2024), israelischer Maler ungarischer Herkunft

### Kuna
- Kuna von Zbraslav und Kunstadt († 1295), Burggraf von Veveří, Marschall von Mähren, Kämmerer von Olmütz sowie Burggraf von Vranov und Burggraf von Hradec
- Kuna, Izabela (* 1970), polnische Schauspielerin und Schriftstellerin
- Kuna, Ladislav (1947–2012), tschechoslowakischer Fußballspieler und slowakischer Fußballtrainer
- Kuna, Max (1901–1989), deutscher Fabrikant
- Kuna, Milan (* 1932), tschechischer Musikwissenschaftler, Autor und Herausgeber
- Kuna, Stefan (* 1976), deutscher Hörfunkmoderator, Veranstaltungsmoderator
- Kunack, Lothar (1925–2004), deutscher Fußballspieler
- Kunad, Andreas (1602–1662), deutscher Pädagoge und lutherischer Theologe
- Kunad, Johann Andreas (1638–1693), deutscher evangelischer Theologe
- Kunad, Rainer (1936–1995), deutscher Komponist
- Kunadi, Savitri (* 1943), indische Diplomatin
- Kunadis, Andreas († 1522), griechischer Kaufmann und Förderer griechischer Drucke in Venedig
- Kunajew, Wjatscheslaw Michailowitsch (* 1976), russisch-belarussischer Biathlet
- Kunajewa, Anna Sergejewna (* 1985), russische Biathletin
- Kunakorn, Supratra (* 1936), thailändische Badmintonspielerin
- Kunakow, Juri Alexandrowitsch (* 1990), russischer Wasserspringer
- Kunakowa, Raichana Waliullowna (* 1946), sowjetisch-russische Chemikerin und Hochschullehrerin
- Künanz, Hermann (1896–1958), deutscher Forstbeamter
- Kunasek, Mario (* 1976), österreichischer Politiker (FPÖ), Abgeordneter zum Nationalrat
- Künast, Christian (* 1971), deutscher Eishockeyspieler
- Künast, Dagmar (* 1947), thüringische Politikerin (SPD), MdL
- Künast, Erna (1912–1972), deutsche Dichterin
- Künast, Michael (* 1961), deutscher Fußballspieler
- Künast, Renate (* 1955), deutsche Politikerin (Bündnis 90/Die Grünen), MdA, MdBRenate Künast (* 1955)

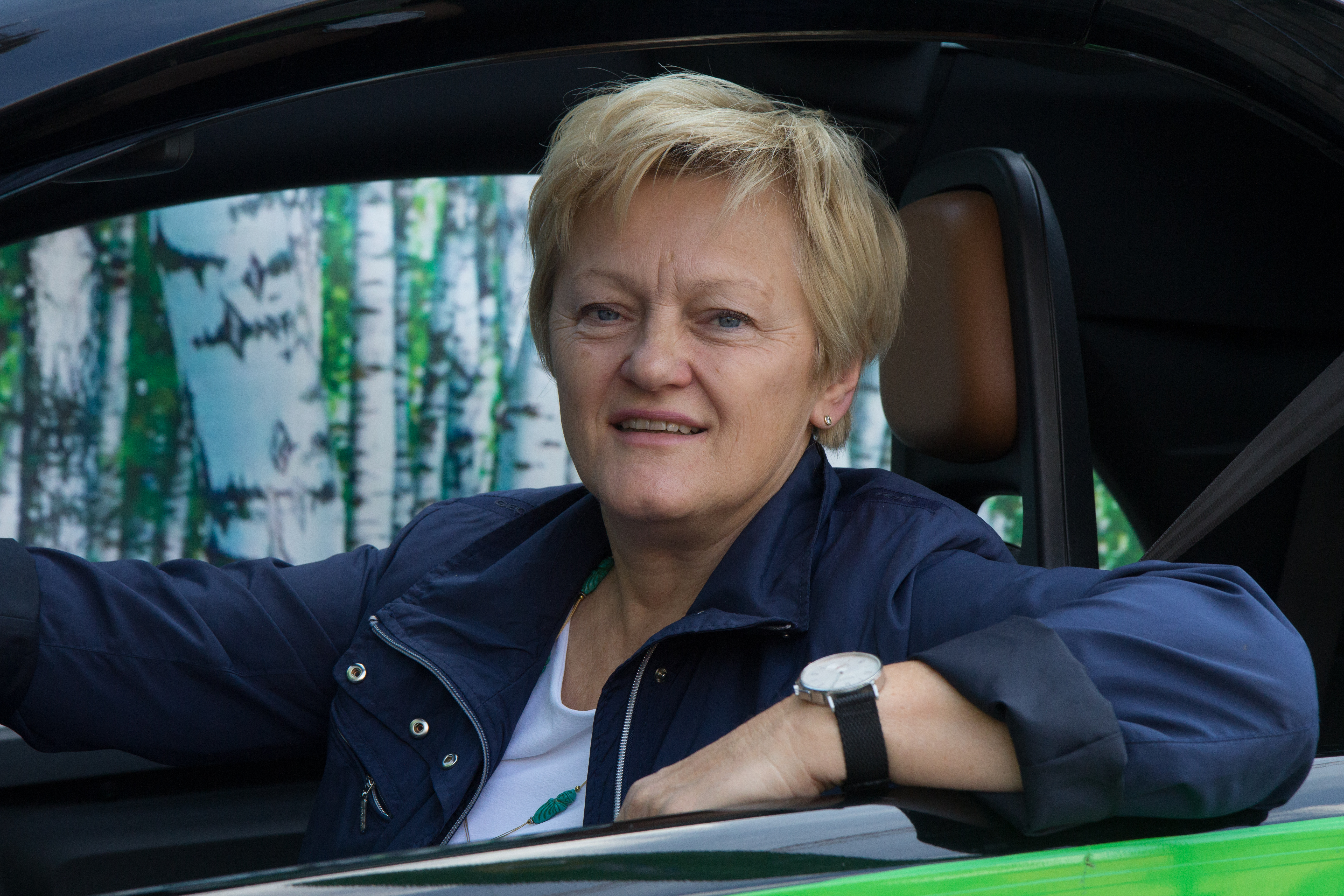
Renate Künast (* 1955)

- Kunath, Arno (1864–1936), deutscher Turnlehrer und Sportschriftsteller
- Kunath, Arthur (1914–1995), deutscher Offizier (NVA)
- Kunath, Beate (* 1967), deutsche Filmemacherin und Drehbuchautorin
- Kunath, Friedrich (* 1974), deutscher Maler und Objektkünstler
- Kunath, Gerd (1930–2017), deutscher Schauspieler und Theaterregisseur
- Kunath, Hanna (1909–1994), deutsche Pilotin
- Kunath, Hans (1899–1979), deutscher Politiker (SPD), MdL Bayern
- Kunath, Hermann (1846–1907), deutscher Politiker sowie Metallwaren- und Maschinenfabrikant
- Kunath, Isi (* 1963), deutsche Künstlerin und Fotografin
- Kunath, Jan (* 1980), deutscher Moderator und DJJan Kunath (* 1980)

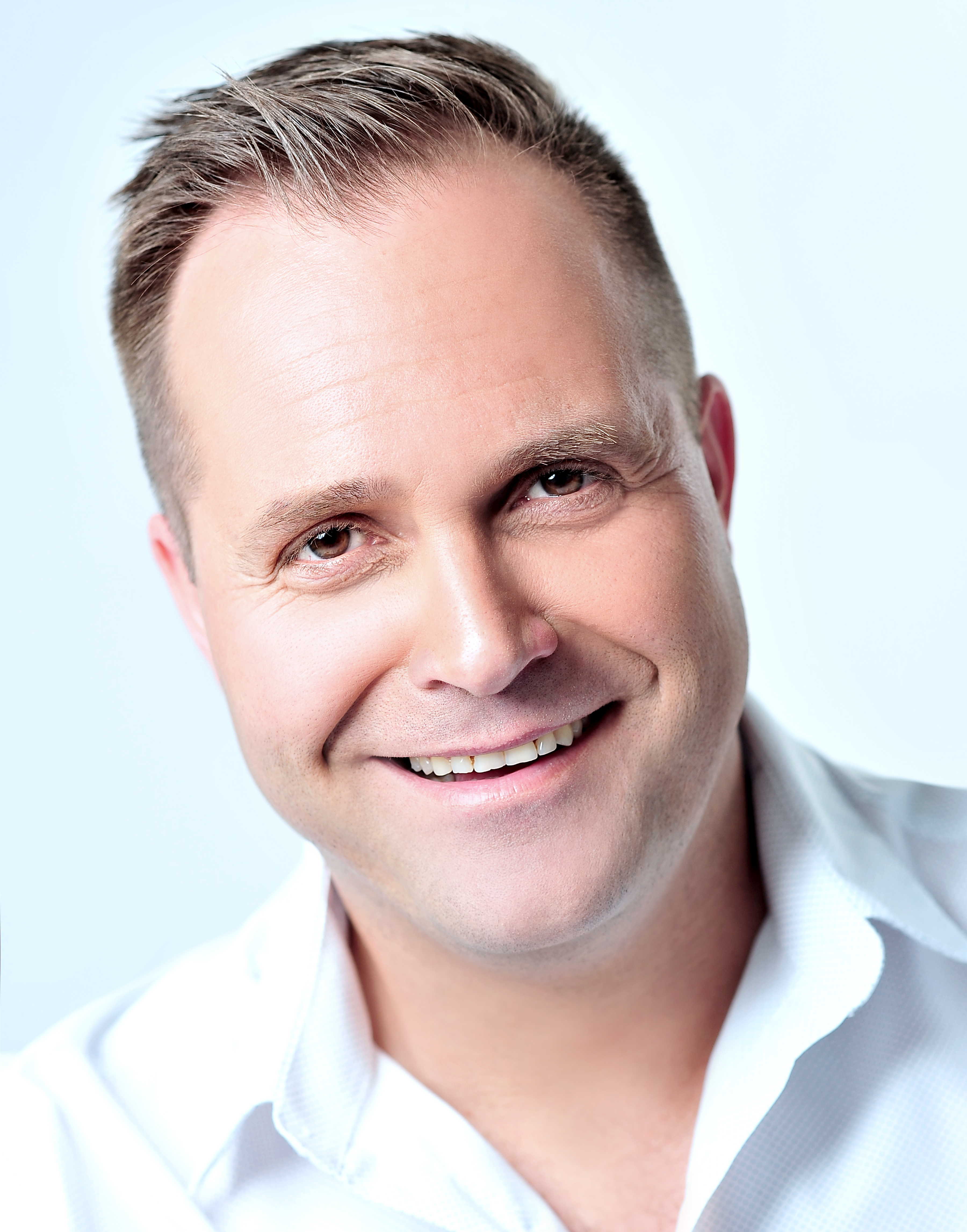
Jan Kunath (* 1980)

- Kunath, Jens (* 1959), deutscher Radrennfahrer
- Kunath, Jens (* 1967), deutscher Fußballtorhüter
- Kunath, Jochen (* 1945), deutscher Fußballspieler
- Kunath, Paul (1926–2022), deutscher Sportpsychologe
- Kunath, Ulrich (* 1942), deutscher Chirurg und Pionier der minimal-invasiven Chirurgie
- Kunath, Yayar (* 1989), thailändischer Fußballspieler
- Kunauer, Elmar (1940–2022), österreichischer Sprinter
- Kunaver, Tone (* 1950), jugoslawischer Radrennfahrer

### Kunc
- Kunc, Aloys (1832–1895), französischer Komponist und Organist
- Kunc, Aymé (1877–1958), französischer Komponist, Dirigent und Musikpädagoge
- Kunc, Balcer, Holzschnitzer und Stadtrat in Kleparz bei Krakau
- Kunc, Božidar (1903–1964), jugoslawischer Komponist und Pianist
- Kunc, Milan (* 1944), tschechischer Maler
- Kunc, Mitja (* 1971), slowenischer Skirennläufer
- Kunc, Pierre (1865–1941), französischer Komponist und Organist
- Kunce, Daniel (* 1971), deutscher Eishockeyspieler
- Kunce, Kristine (* 1970), australische Tennisspielerin
- Kuncewicz, Piotr (1936–2007), polnischer Schriftsteller und Literaturkritiker
- Kuncewiczowa, Maria (1895–1989), polnische Schriftstellerin
- Kunchit Senyasaen (* 1993), thailändischer Fußballspieler
- Kunčíková, Lenka (* 1995), tschechische Tennisspielerin
- Kunčinas, Algirdas (* 1948), litauischer Politiker, Mitglied des Seimas und Philosoph
- Kunčinas, Jurgis (1947–2002), litauischer Schriftsteller, Übersetzer und Germanist
- Künckel d’Herculais, Jules (1843–1918), französischer Entomologe und Zoologe
- Kunckel, Ernst Ewald (1902–1970), deutscher Staatsbeamter und Publizist
- Kunckel, Johannes (1635–1703), deutscher Glasmacher und Erfinder des GoldrubinglasesJohannes Kunckel (1635–1703)
- Kunckel, Jürgen, Lübecker Maler

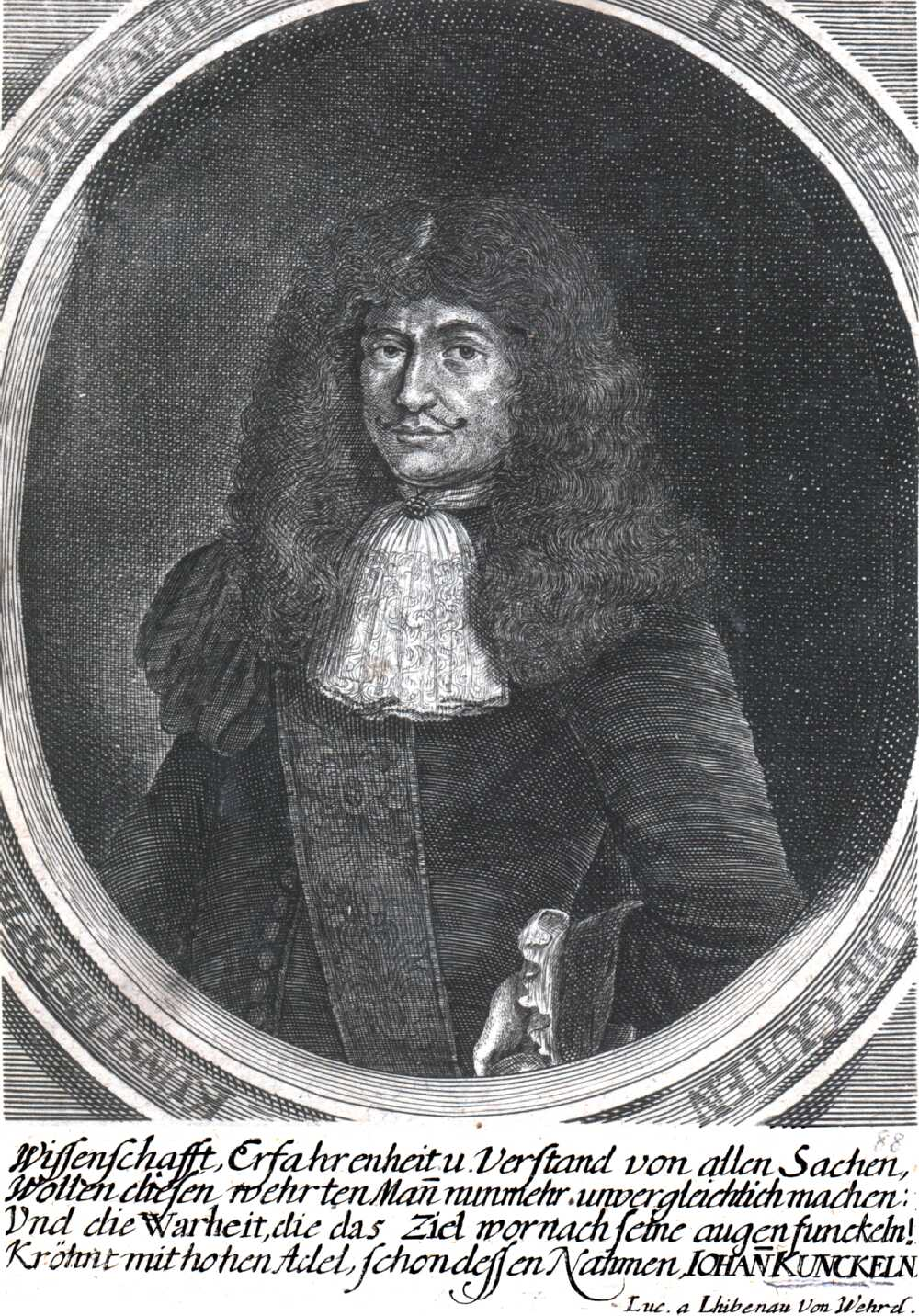
Johannes Kunckel (1635–1703)

- Kunckel, Karl-Heinz (1944–2012), deutscher Ingenieur und Politiker (SPD), MdV, MdL
- Kunckel, Paul (1844–1925), preußischer Richter und Kommunalbeamter; Bürgermeister von Königsberg
- Kunckell, Johann Franz (1739–1814), deutscher Verwaltungsjurist
- Kunckler, Stefanie (* 1979), Schweizer Jazzmusikerin (Kontrabass)
- Kuncoro, Sony Dwi (* 1984), indonesischer Badmintonspieler
- Kuncz, László (1957–2020), ungarischer Wasserballspieler
- Kunczik, Michael (1945–2018), deutscher Medienwissenschaftler

### Kund
- Kund, Erich (* 1943), Schweizer Basketballspieler
- Kund, Herbert (* 1878), deutscher Offizier, Jäger und Afrikareisender
- Kund, Richard (1852–1904), deutscher Offizier und Forschungsreisender
- Kund, Willi (1908–1967), deutscher Fußballspieler
- Kund, William (* 1946), US-amerikanischer Radrennfahrer
- Kunda, George (1956–2012), sambischer Politiker
- Kundag, Engin (* 1984), deutsch-türkischer Filmregisseur, Drehbuchautor und Filmproduzent
- Kundakçı, Göksel (* 1988), türkischer Badmintonspieler
- Kundakçı, Hasan (1937–2023), türkischer Generalleutnant
- Kundananji, Racheal (* 2000), sambische Fußballspielerin
- Kunde, Anne-Katrin (* 1968), deutsche Historikerin
- Kunde, Dirk (* 1970), deutscher Journalist und Autor
- Kunde, Eduardo (* 1997), brasilianischer Fußballspieler
- Kunde, Fred (1912–2001), deutscher Beamter und Politiker (SPD), Mitglied der Bremischen Bürgerschaft
- Kunde, Gregory (* 1954), US-amerikanischer Opernsänger (Tenor)
- Kunde, Karl-Heinz (1938–2018), deutscher RadrennfahrerKarl-Heinz Kunde (1938–2018)

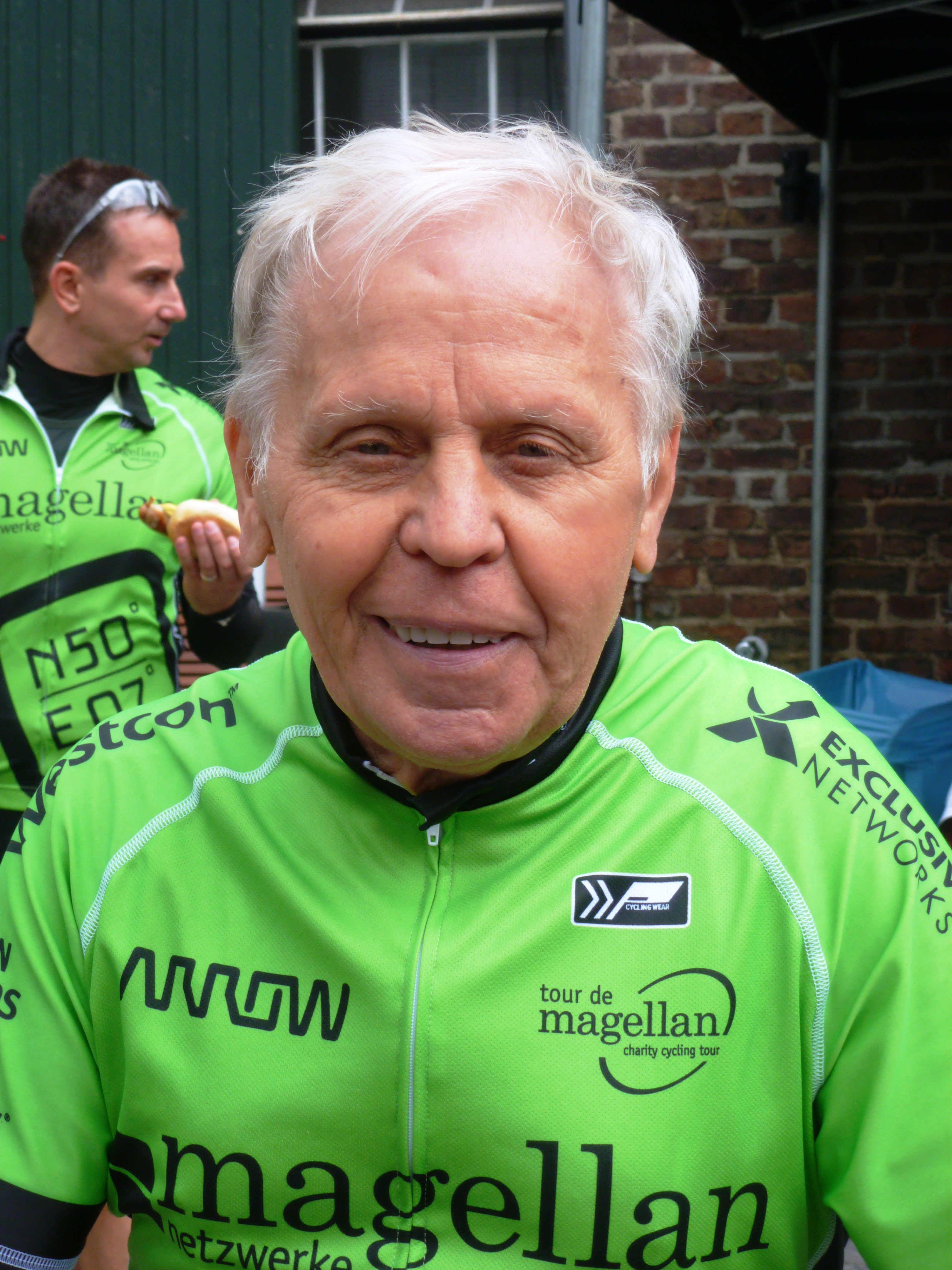
Karl-Heinz Kunde (1938–2018)

- Kunde, Lenard (* 1971), deutscher Schauspieler, Synchronsprecher und Hörfunkmoderator
- Kunde, Pierre (* 1995), kamerunischer Fußballspieler
- Kunde, Rainer (* 1960), deutscher Fußballspieler
- Kunde, Wilfried (* 1967), deutscher Experimentalpsychologe und Professor für Allgemeine Psychologie an der Julius-Maximilians-Universität Würzburg
- Künden (1148–1217), tibetischer Geistlicher, Mitbegründer der Throphu-Kagyü-Schule des tibetischen Buddhismus
- Kunder, Juhan (1852–1888), estnischer Schriftsteller
- Kundera, Ludvík (1891–1971), tschechischer Musikpädagoge und Pianist
- Kundera, Ludvík (1920–2010), tschechischer Schriftsteller
- Kundera, Milan (1929–2023), tschechisch-französischer SchriftstellerMilan Kundera (1929–2023)

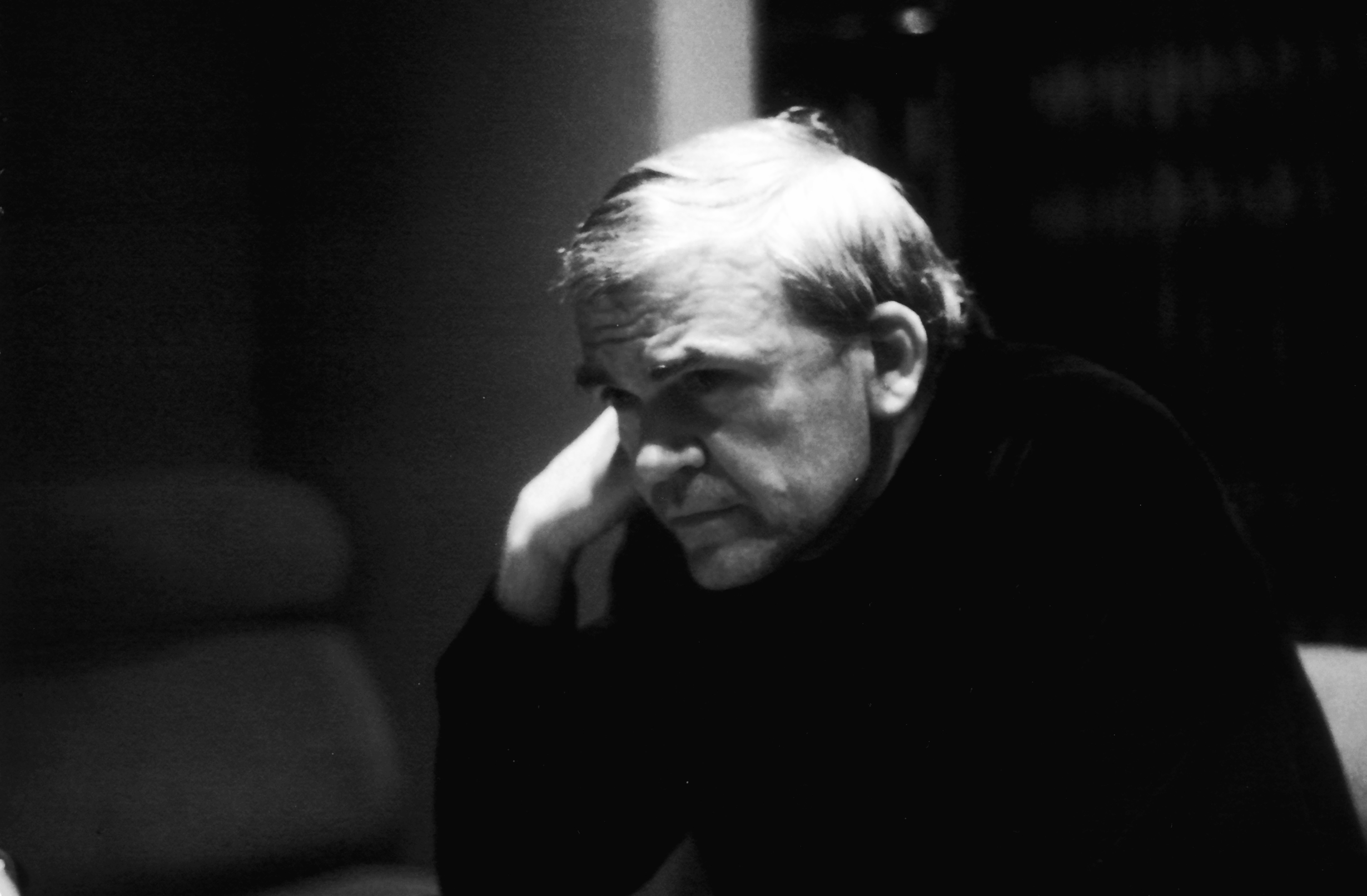
Milan Kundera (1929–2023)

- Kundera, Miroslav (* 1965), tschechoslowakischer Radrennfahrer
- Kundera, Véra (1935–2024), tschechisch-französische Hörfunk- und Fernsehredakteurin sowie Literaturagentin
- Kundermann, Aenne (1907–2000), deutsche Politikerin (KPD/SED) und Diplomatin
- Kundermann, Erich (1903–1992), deutscher Politiker (KPD/SED)
- Kundert, Alice (1920–2013), US-amerikanische Lehrerin und Politikerin
- Kundert, Andreas (* 1984), Schweizer Leichtathlet
- Kundert, František (1891–1957), böhmisch-tschechoslowakischer Radrennfahrer
- Kundert, Georg (1873–1925), österreichischer Schauspieler, Theaterregisseur und Filmregisseur
- Kundert, Heinrich Markus (1853–1924), Schweizer Bankier
- Kundert, Lukas (* 1966), Schweizer Pfarrer, Kirchenratspräsident der Evangelisch-reformierten Kirche Basel-Stadt
- Kundert, Petra (* 1980), Schweizer Unihockeyspielerin
- Kundert, Ursula (* 1970), deutsche und schweizerische Literaturwissenschaftlerin sowie ehemalige Zürcher Verfassungsrätin und Drachenboot-Sportlerin
- Kundi, Julius Yakubu (* 1968), nigerianischer Geistlicher und römisch-katholischer Bischof von Kafanchan
- Kündig, Albert (1838–1908), Schweizer Unternehmer und Politiker der Demokratischen Partei
- Kündig, Albert (* 1937), Schweizer Elektroingenieur
- Kündig, Hermann (1878–1954), Schweizer Gewerkschaftsfunktionär und Grossrat des Kantons Basel-Stadt
- Kündig, Hermann (1905–1998), Schweizer Textilunternehmer, Kantonsrat und Regierungsrat
- Kündig, Jörg (* 1960), Schweizer Politiker (FDP)
- Kündig, Kerstin (* 1993), Schweizer Handballspielerin
- Kündig, Markus (1931–2011), Schweizer Unternehmer, Verbandsfunktionär und Politiker (CVP)
- Kündig, Reinhold (1888–1984), Schweizer Maler
- Kündig, Ulrich (* 1935), Schweizer Dokumentarfilmer, Drehbuchautor und Regisseur
- Kündig-Schlumpf, Silvia (* 1955), Schweizer Politikerin (Grüne)
- Kündiger, Albrecht (* 1958), deutscher Kommunalpolitiker (UKW), Bürgermeister von Kelkheim
- Kündinger, Else (1885–1967), deutsche Schauspielerin
- Kündinger, Rudolph (1832–1913), deutscher Komponist, Musiker, Pianist, Musiklehrer, Klavierlehrer und Musikprofessor
- Kundla, John (1916–2017), US-amerikanischer Basketballtrainer
- Kundler, Herbert (1926–2004), stellvertretender Intendant und Programmdirektor des RIAS Berlin
- Kundmann, Carl (1838–1919), österreichischer Bildhauer
- Kundmann, Johann Christian (1684–1751), deutscher Mediziner und Numismatiker
- Kundmann, Johanna (1914–2000), österreichische Juristin und Richterin
- Kundmann, Sylvester (1597–1676), Leibarzt des Kurfürsten Johann Georg I.
- Kundmüller, Hans (1837–1893), deutscher Porträt-, Genre- und Landschaftsmaler sowie Porzellanmaler bei Carl Schmidt in Bamberg
- Kundnani, Hans (* 1972), britischer politischer Analyst, Germanist, Journalist und Autor
- Kundoo, Anupama (* 1967), indische Architektin und HochschullehrerinAnupama Kundoo (* 1967)

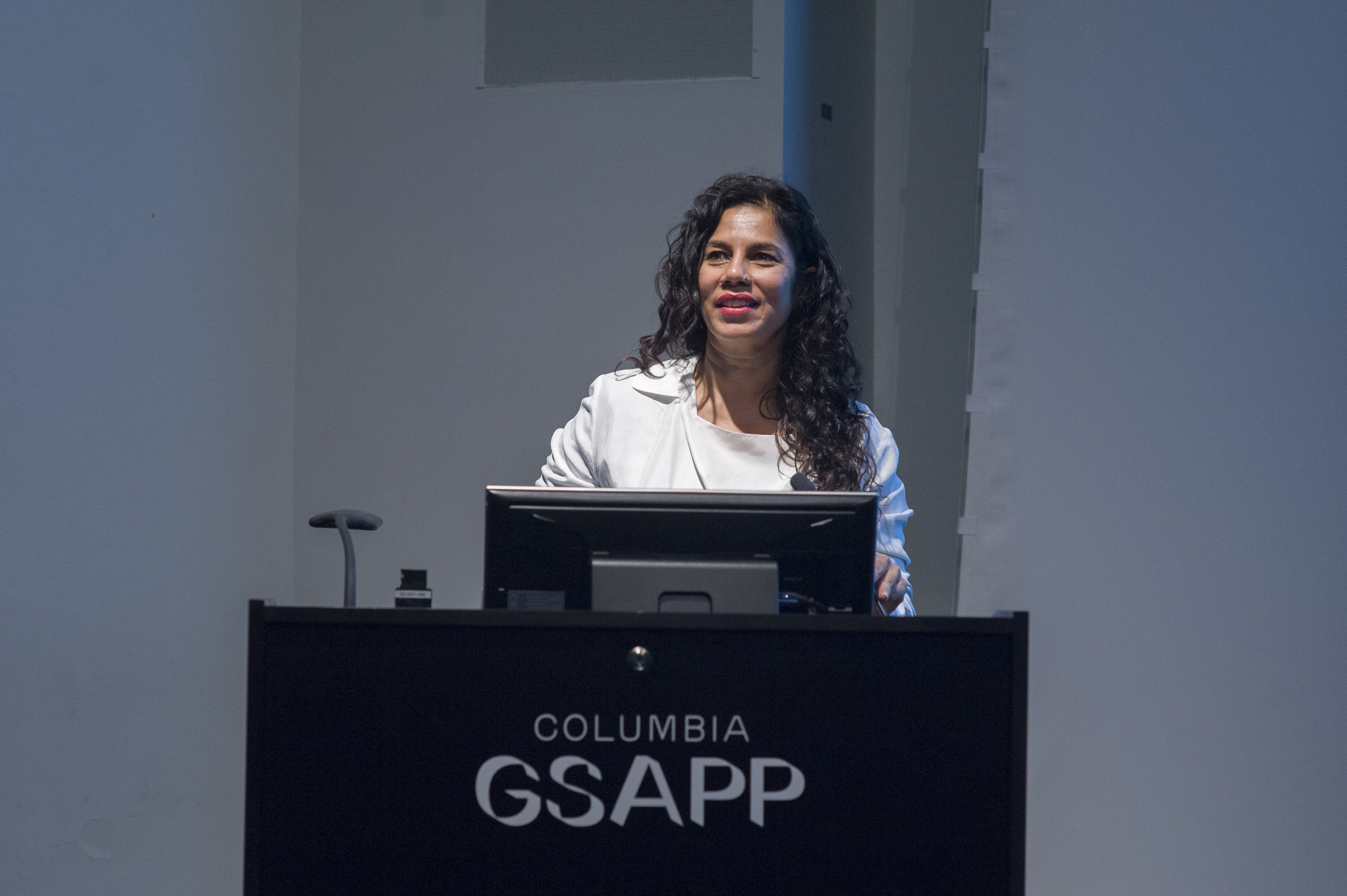
Anupama Kundoo (* 1967)

- Kundrák, Norbert (* 1999), ungarischer Fußballspieler
- Kundrat, Johann (1845–1893), österreichischer Pathologe
- Kundrátek, Tomáš (* 1989), tschechischer Eishockeyspieler
- Kundrotas, Arūnas (* 1963), litauischer Politiker
- Kundrun, Bernd (* 1957), deutscher Manager, Vorstandsvorsitzender der Gruner + Jahr AG
- Kundrun, Emelie (* 1996), deutsche Schauspielerin
- Kundrus, Birthe (* 1963), deutsche Historikerin
- Kundt, August (1839–1894), deutscher Physiker
- Kundt, Ernst (1883–1974), deutscher Diplomat
- Kundt, Ernst (1897–1947), deutscher Politiker (NSDAP), Mitgründer der Sudetendeutschen Partei, MdR
- Kundt, Hans (1869–1939), preußischer Generalmajor, bolivianischer KriegsministerHans Kundt (1869–1939)

Hans Kundt (1869–1939)

- Kundt, Marie (1870–1932), deutsche Fotografin
- Kundt, Wolfgang (* 1931), deutscher Astrophysiker
- Kunduh, Bekir Sami (1865–1933), erster türkischer Außenminister

### Kune
- Küne, Andreas († 1599), Herzoglich Braunschweigisch-Lüneburg-Wolfenbütteler Münzmeister in Goslar
- Küne, Hans († 1570), Herzoglich Braunschweigisch-Lüneburg-Wolfenbütteler Münzmeister in Goslar
- Kunegundis zur Lippe, Äbtissin im Stift Freckenhorst
- Kunelis, Otonas (1900–1982), litauischer Fußballspieler
- Kuneman, Harrie (1886–1945), niederländischer Fußballspieler
- Kunen, Kenneth (1943–2020), US-amerikanischer Mathematiker, Professor für Mathematik
- Kunene, Madala (* 1951), südafrikanischer Musiker (Gitarre, Gesang, Songwriting)
- Kunene, Mazisi (1930–2006), südafrikanischer Dichter, Schriftsteller und Bürgerrechtler
- Kuner, Albert (1819–1906), deutschamerikanischer Gold- und Silberschmied, sowie Graveur
- Kuner, Benedikt (1889–1945), deutscher Politiker
- Küner, Jakob (1697–1764), deutscher Unternehmer
- Kuner, Jean-Claude (* 1954), Schweizer Regisseur und Autor
- Kuner, Otto (1879–1953), deutscher Jurist und Politiker (BCSV, CDU)
- Kuner, Rohini (* 1970), indische Pharmakologin und Neurobiologin
- Kunert, Alexander (* 1996), deutscher Schwimmer
- Kunert, Christian (* 1952), deutscher Liedermacher und MusikerChristian Kunert (* 1952)

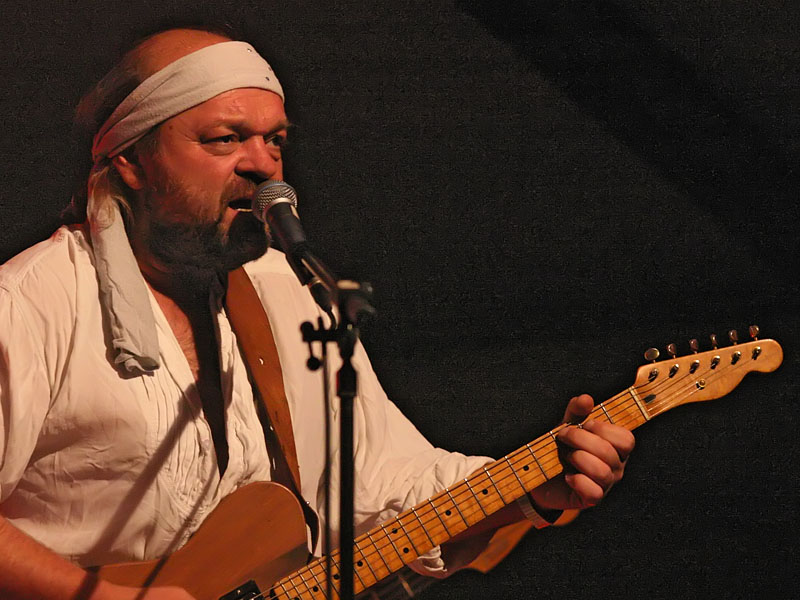
Christian Kunert (* 1952)

- Kunert, Christian (* 1983), deutscher Fagottist, Hochschullehrer und Dirigent
- Kunert, Christian (* 1986), deutscher Fußballspieler
- Kunert, Dirk (* 1967), deutscher Fußballspieler und -trainer
- Kunert, Frank (* 1963), deutscher Fotograf
- Kunert, Fritz (1850–1931), deutscher Politiker (SPD, USPD), MdR
- Kunert, Gernot (* 1952), deutscher Schauspieler und Verhaltenstherapeut
- Kunert, Günter (1929–2019), deutscher Schriftsteller und Lyriker
- Kunert, Heinz (1927–2012), deutscher Experte für Verkehrssicherheit
- Kunert, Ilse (1923–2016), deutsche Slawistin und Sprachwissenschaftlerin
- Kunert, Joachim (1929–2020), deutscher Film- und Fernsehregisseur und Drehbuchautor
- Kunert, Julia (1953–2022), deutsche Kamerafrau und Filmregisseurin
- Kunert, Julius (1900–1993), österreichischer, tschechoslowakischer deutscher Unternehmer in der Textilindustrie
- Kunert, Karoline (1873–1948), deutsche Politikerin (SPD), MdL
- Kunert, Katrin (* 1962), deutsche Malerin und Grafikerin
- Kunert, Katrin (* 1964), deutsche Politikerin (Die Linke), MdB
- Kunert, Kristian (* 1941), deutscher Erziehungswissenschaftler
- Kunert, Kurt (1911–1996), deutscher Flötist und Komponist
- Kunert, Marie (1871–1957), deutsche Politikerin (USPD, SPD), MdR
- Kunert, Matthias (* 1963), deutscher Arzt, Kardiologe und Fachbuchautor
- Kunert, Michael (* 1954), deutscher Maler und Grafiker
- Kunert, Nico (* 1983), deutscher Weltmeister im Kunstradfahren
- Kunert, Peter (* 1949), deutscher Politiker (FDP), Bürgermeister
- Kunert, Sophie (1895–1960), deutsche Seelsorgerin
- Kunert, Thomas (* 1988), österreichischer Beachvolleyballspieler
- Kunert, Timo (* 1987), deutscher Fußballspieler
- Kunert, Wolfgang (* 1936), deutscher Lehrer und Politiker (CDU), MdVK
- Kunert, Wolfgang (* 1943), deutscher Jurist, Regierungspräsident der Oberpfalz (2004–2008)
- Kunert, Wolfgang (* 1954), deutscher Kinderarzt und Politiker (PDS)
- Kunerth, Diether (1940–2024), deutscher Maler und Bildhauer
- Kunerth, Walter (* 1940), deutscher Maschinenbauingenieur, Manager und Ehren- und Honorarprofessor der Universität Stuttgart
- Kunevičienė, Elvyra Janina (* 1939), litauische Politikerin, Mitglied des Seimas, Finanzministerin Litauens
- Kunewa, Kostadinka (* 1964), bulgarisch-griechische Politikerin
- Kunewa, Meglena (* 1957), bulgarische Politikerin, EU-Kommissarin für Verbraucherschutz, stellvertretende Ministerpräsidentin Bulgariens
- Kuney, Amy (* 1985), US-amerikanische Musikerin

### Kunf
- Kunfi, Zsigmond (1879–1929), ungarischer sozialistischer Politiker
- Kunft, Alfred (1892–1961), deutsch-böhmischer Maler

### Kung
- Kung Ni, Queenie Ting (* 1997), malaysische Diskuswerferin
- Küng, Carmen (* 1978), Schweizer Curlerin
- Küng, Daniel (* 1952), Schweizer Manager
- Küng, Dinah Lee, amerikanische Schriftstellerin
- Küng, Emil (1914–1992), Schweizer Wirtschaftswissenschaftler und Hochschullehrer
- Küng, Erhart, deutscher Steinmetz und Werkmeister am Berner Münster
- Küng, Franz Martin (1948–2023), Schweizer Musiker und Musikpädagoge
- Kung, H. H. (1881–1967), chinesischer Bankier, Politiker, Ehemann von Song Ailing
- Küng, Hannes (* 2003), österreichischer Fußballspieler
- Küng, Hans (1928–2021), Schweizer katholischer Theologe und BuchautorHans Küng (1928–2021)

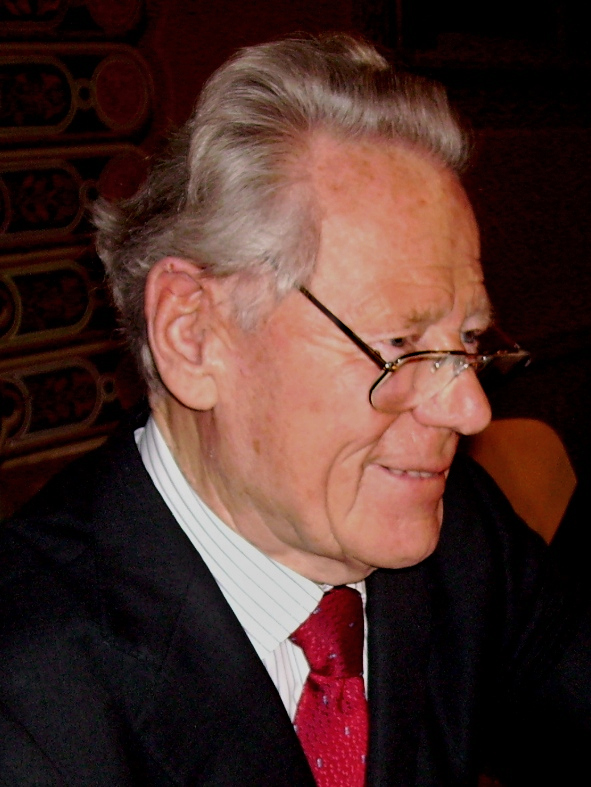
Hans Küng (1928–2021)

- Küng, Hans (* 1949), Schweizer Fussballspieler
- Kung, Hsiang-Tsung (* 1945), US-amerikanischer Informatiker
- Kung, Ignatius Pin-Mei (1901–2000), chinesischer Kardinal der römisch-katholischen Kirche und Bischof von Shanghai
- Küng, Julia (* 2001), Schweizer Politikerin (Junge Grüne)
- Küng, Klaus (* 1940), österreichischer Geistlicher, emeritierter römisch-katholischer Bischof von St. Pölten
- Küng, Leonie (* 2000), Schweizer Tennisspielerin
- Küng, Manuel (* 1987), Schweizer Triathlet
- Küng, Maria (1587–1644), Schweizer Benediktinerin und Äbtissin
- Küng, Maria Eugenia (1805–1843), Schweizer Äbtissin der Benediktinerinnen
- Küng, Mike (* 1968), österreichischer Gleitschirmpilot
- Küng, Mirena (* 1988), Schweizer Skirennfahrerin und Volksmusikerin
- Küng, Patrick (* 1984), Schweizer Skirennläufer
- Küng, Rahel (* 1991), Schweizer Triathletin
- Küng, René (* 1934), Schweizer Bildhauer
- Küng, Robert (* 1956), Schweizer Politiker (FDP.Die Liberalen)
- Kung, Sok-ung (* 1941), nordkoreanischer Diplomat
- Küng, Stefan (* 1993), Schweizer RadrennfahrerStefan Küng (* 1993)

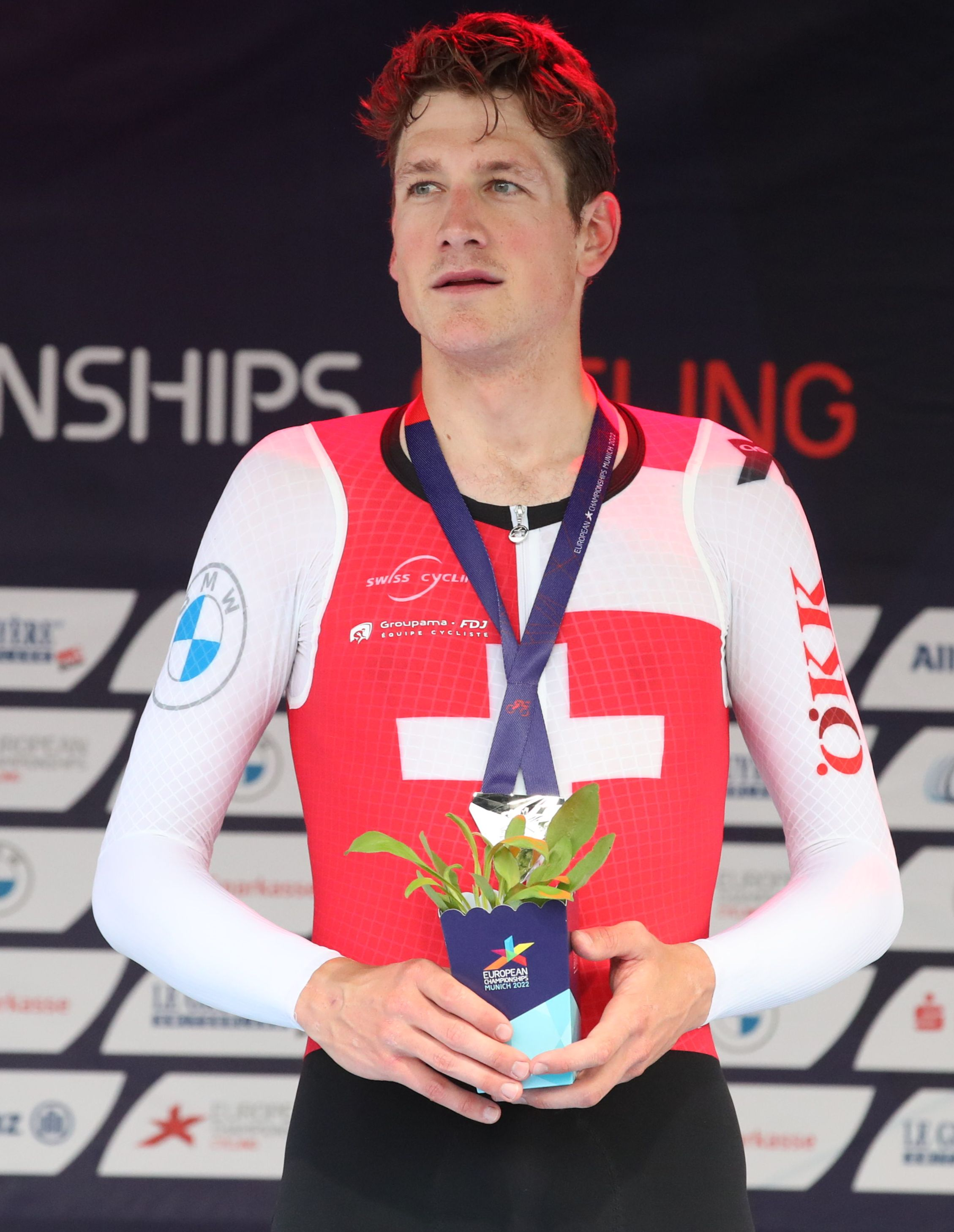
Stefan Küng (* 1993)

- Küng, Susanne (* 1988), Schweizer Fussballschiedsrichterassistentin
- Küng, Vincenz (1764–1843), Schweizer Politiker
- Kung, Wen-chi (* 1957), taiwanischer Politiker
- Küng, Zita (* 1954), Schweizer Juristin, Organisationsberaterin und Frauenrechtsaktivistin
- Künga Döndrub (1419–1486), Gründer des Oberen Tantra-Kollegs
- Künga Gyeltshen Pel Sangpo (1310–1358), kaiserlicher Lehrer (dishi)
- Künga Legpe Chungne Gyeltshen Pel Sangpo (1308–1341), Kaiserlicher Lehrer (dishi)
- Künga Lodrö Gyeltshen Pel Sangpo (1299–1327), Kaiserlicher Lehrer (dishi)
- Künga Trashi (1349–1425), Geistlicher der Sakya-Schule des tibetischen Buddhismus; Dharmakönig
- Kunger, Karl (1901–1943), deutscher Arbeiter, KPD-Mitglied, Widerstandskämpfer gegen den Nationalsozialismus
- Kungs (* 1996), französischer DJ und MusikproduzentKungs (* 1996)

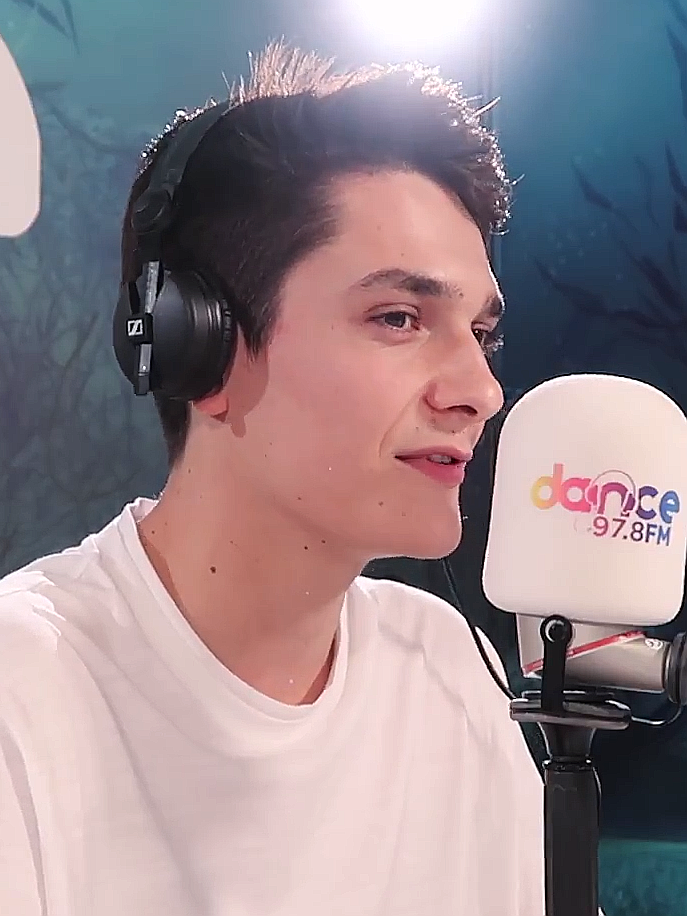
Kungs (* 1996)

### Kunh
- Kunhardt, Carl Philipp (1782–1854), deutscher Kaufmann und Hamburger Oberalter
- Kunhardt, Dorothy (1901–1979), US-amerikanische Autorin und Historikerin
- Kunhardt, Ferdinand (1824–1895), deutscher Jurist und Politiker, MdHB
- Kunhardt, Gert von (* 1939), deutscher Gesundheitstrainer
- Kunhardt, Heinrich (1772–1844), deutscher Pädagoge und Professor am Katharineum zu Lübeck
- Kunhardt, Ludwig Heinrich (1788–1871), deutscher evangelisch-lutherischer Theologe
- Kunhardt, Michael von (* 1965), deutscher Hockeyspieler
- Kunhardt, Otto Wilhelm (1818–1888), deutscher Kaufmann
- Kunhardt, Philip B. junior (1928–2006), US-amerikanischer Filmproduzent, Regisseur und Autor
- Kunheim, Daniel von († 1507), Söldnerführer im Deutschordensstaat, Landrichter im brandenburgischen Teil
- Kunheim, Erich (1872–1921), deutscher Chemiker, Industrieller und Politiker
- Kunheim, Georg von der Ältere (1480–1543), Verwaltungsbeamter und Vertrauter von Albrecht von Brandenburg-Ansbach
- Kunheim, Georg von, der Jüngere (1532–1611), Amtshauptmann von Bartenstein
- Kunheim, Hugo (1838–1897), deutscher Chemiker und Industrieller
- Kunheim, Johann Dietrich von (1684–1752), preußischer Staatsmann
- Kunheim, Johann Ernst von (1730–1818), preußischer Generalleutnant
- Kunheim, Louis (1808–1878), deutscher Chemiker und Industrieller
- Kunheim, Margarete von (1534–1570), Tochter Martin LuthersMargarete von Kunheim (1534–1570)

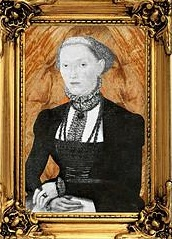
Margarete von Kunheim (1534–1570)

- Kunheim, Samuel Heinrich (1781–1848), jüdischer Unternehmer in Preußen
- Kunhenn, Oskar, deutscher Architekt
- Kunhiraman, Kanayi (* 1937), indischer Bildhauer
- Künholz, Elke (* 1959), deutsche Politikerin (SPD), MdL
- Kunhsaw Kyaunghpyu, birmanischer Herrscher, König von Bagan

### Kuni
- Kuni, Verena (* 1966), deutsche Kunst-, Medien- und Kulturwissenschaftlerin
- Kunibert von Köln, Bischof von Köln, Heiliger
- Kunichika, Tomoaki (* 1973), japanischer Langstreckenläufer
- Kunick, Anja (* 1975), deutsche Fußballschiedsrichterin
- Kunick, Klaus (1929–2004), deutscher Schauspieler, Regisseur und Schriftsteller
- Kunick, Konrad (1940–2021), deutscher Politiker (SPD), MdBB, MdB
- Kunicke, Friedrich Adolph, preußischer Landrat und Gutsbesitzer
- Kunicki, Ryszard Paweł (1873–1960), polnischer Arzt, Sozialist
- Kunicki, Wojciech (* 1955), polnischer Germanist und Hochschullehrer
- Kunieda, Shingo (* 1984), japanischer Rollstuhltennisspieler
- Kunieda, Tsuyoshi (* 1944), japanischer Fußballspieler
- Kunig, Philip (* 1951), deutscher Rechtswissenschaftler
- Kunig-Rinach, Martha (1898–1993), deutsche Schauspielerin und Operettensängerin (Mezzosopran)
- Künigl, Hermann Peter von (1765–1853), österreichischer Feldzeugmeister und Artillerist
- Künigl, Johann Georg von (1628–1697), Landeshauptmann von Tirol
- Künigl, Kaspar Ignaz von (1671–1747), Bischof von Brixen
- Künigl, Sebastian Johann Georg von (1663–1739), Landeshauptmann, 1732 bis 1739 auch kaiserlicher Gouverneur (Gubernator) von Tirol (1695–1739)
- Kunigunde († 1333), polnische Prinzessin und Herzogin von Schweidnitz
- Kunigunde († 1357), polnische Prinzessin
- Kunigunde († 920), Tochter
- Kunigunde, Enkelin des westfränkischen Königs Ludwig der Stammler
- Kunigunde Jakobäa von der Pfalz (1556–1586), Gräfin von Nassau-Dillenburg
- Kunigunde von Altdorf († 1054), Stammmutter der jüngeren Welfen
- Kunigunde von Bilstein, Gräfin von Gudensberg
- Kunigunde von Böhmen (1265–1321), Herzogin von Masowien, Äbtissin in Prag
- Kunigunde von Brandenburg-Kulmbach (1523–1558), Markgräfin von Baden
- Kunigunde von Eisenberg, Markgräfin von Meißen und Landgräfin von Thüringen
- Kunigunde von Habsburg, Gräfin von Küssenberg und Ochsenstein
- Kunigunde von Halitsch († 1285), Königin von Böhmen
- Kunigunde von Luxemburg, Gemahlin Kaiser Heinrichs II., Regentin des Heiligen Römischen Reiches, Heilige der Katholischen KircheKunigunde von Luxemburg

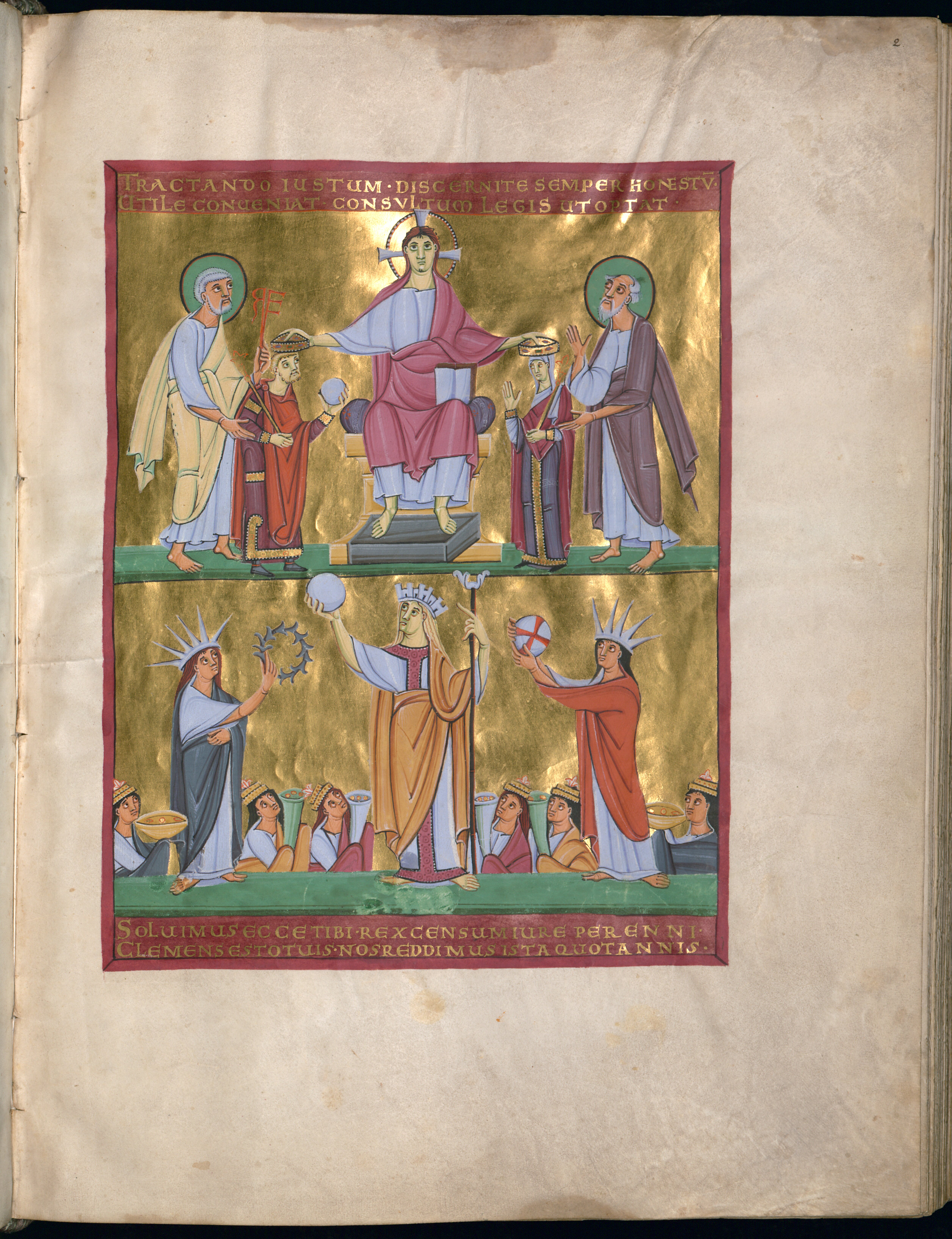
Kunigunde von Luxemburg

- Kunigunde von Nothaft († 1370), deutsche Äbtissin
- Kunigunde von Orlamünde († 1382), deutsche Nonne, Begründerin des Klosters Himmelthron und dessen erste Äbtissin
- Kunigunde von Österreich (1465–1520), Frau des bayerischen Herzogs Albrecht IV.
- Kunigunde von Rapperswil, römisch-katholische Heilige
- Kunigunde von Sayn (1334–1383), deutsche Adelige, Gräfin zu Westerberg
- Kunigunde von Staufen (1202–1248), Königin von Böhmen (1230–1248)
- Kunigunde von Sternberg († 1449), erste Ehefrau des späteren Königs Georg von PodiebradKunigunde von Sternberg († 1449)

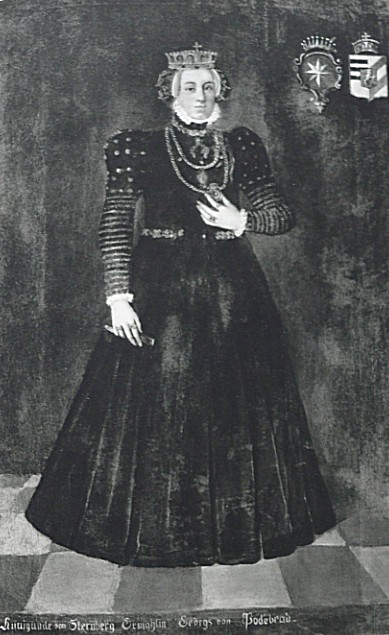
Kunigunde von Sternberg († 1449)

- Kunigunde von Weimar-Orlamünde, Ehefrau Jaropolk Isjaslawitschs, Ottos von Northeim und Wiprechts von Groitzsch
- Kunigunde von Zollern († 1381), Äbtissin von Lichtenthal
- Kunihara, Yoriko (* 1985), japanische Judoka
- Kunii, Yuki (* 2003), japanischer Motorradrennfahrer
- Kunik, Ernst (1814–1899), russischer Ethnologe und Historiker
- Kunik, Petra (* 1945), deutsche Schriftstellerin
- Kunike, Adolph Friedrich (1777–1838), deutscher Lithograph, Zeichner und Verleger
- Kunike, Friedrich Wilhelm (1778–1859), deutscher Buchdrucker und Maler
- Kunike, Hugo (1887–1945), deutscher Ethnologe, Altamerikanist und Linguist
- Kunikida, Doppo (1871–1908), japanischer Schriftsteller
- Kunimoto, Keisuke (* 1989), japanischer Automobilrennfahrer
- Kunimoto, Reo (* 2001), japanischer Fußballspieler
- Kunimoto, Takahiro (* 1997), japanischer Fußballspieler
- Kunimoto, Yūji (* 1990), japanischer Automobilrennfahrer
- Kunimund († 567), König der Gepiden
- Kunimune, japanischer Schwertschmied
- Kunimura, Jun (* 1955), japanischer Schauspieler
- Kunin, Drew, Tontechniker
- Kunin, Illja (* 2002), ukrainischer Leichtathlet
- Kunin, Luke (* 1997), US-amerikanischer Eishockeyspieler
- Kunin, Madeleine M. (* 1933), US-amerikanische Politikerin
- Kunin, Vitaly (* 1983), deutscher Schachgroßmeister und -trainer russischer Herkunft
- Kunin, Wladimir Wladimirowitsch (1927–2011), russischer Schriftsteller, Dramatiker und Drehbuchautor
- Kuninaka, Katsuo, japanischer Jazzmusiker
- Kuninaka, no Kimimaro († 774), japanischer Baumeister und Bildhauer
- Kuningas, Mikko (* 1997), finnischer Fußballspieler
- Kuningas, Oskar (1911–1997), estnischer Literaturwissenschaftler und Übersetzer
- Kuningbal, Crusoe (1922–1984), australischer Bildhauer
- Kunis, Hans (1899–1976), deutscher Verleger
- Kunis, Jochen, deutscher Verleger einer Mühlenzeitschrift
- Kunis, Kurt Klaus, deutscher Hauptschriftleiter
- Kunis, Mila (* 1983), US-amerikanische SchauspielerinMila Kunis (* 1983)

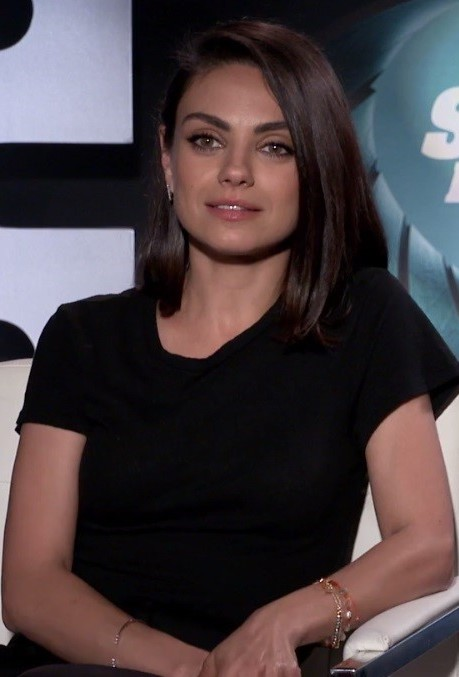
Mila Kunis (* 1983)

- Kunisch von Richthofen, Richard von (1828–1885), deutscher Landrat und Mitglied des Preußischen Abgeordnetenhauses
- Kunisch, Erich (1929–2003), deutscher Maler und Künstler
- Kunisch, Georg (1893–1936), deutscher Schwimmer und Olympiateilnehmer
- Kunisch, Hans-Peter (* 1962), Schweizer Journalist und Schriftsteller
- Kunisch, Hermann (1856–1893), deutscher Geologe, Botaniker und Paläontologe
- Kunisch, Hermann (1901–1991), deutscher Literaturhistoriker
- Kunisch, Johann Gottlieb (1789–1852), deutscher Gymnasiallehrer, Autor, Lexikograf
- Kunisch, Johannes (1937–2015), deutscher Historiker
- Kunisch, Karl (* 1952), österreichischer Mathematiker
- Kunisch, Kornelia (* 1959), deutsche Handballspielerin und -trainerin
- Kunisch, Norbert (1934–2018), deutscher Klassischer Archäologe
- Kunisch, Paul (1862–1938), deutscher Musikdirektor
- Kunisch, Richard (* 1907), deutscher Politiker (CDU)
- Kunisch, Rolf (1941–2018), deutscher Manager, Unternehmensleiter der Beiersdorf AG
- Kunisch, Siegmund (1900–1978), deutscher Politiker (DNVP, NSDAP), MdR
- Kuniß, Anastasia (* 2006), deutsche BahnradsportlerinAnastasia Kuniß (* 2006)

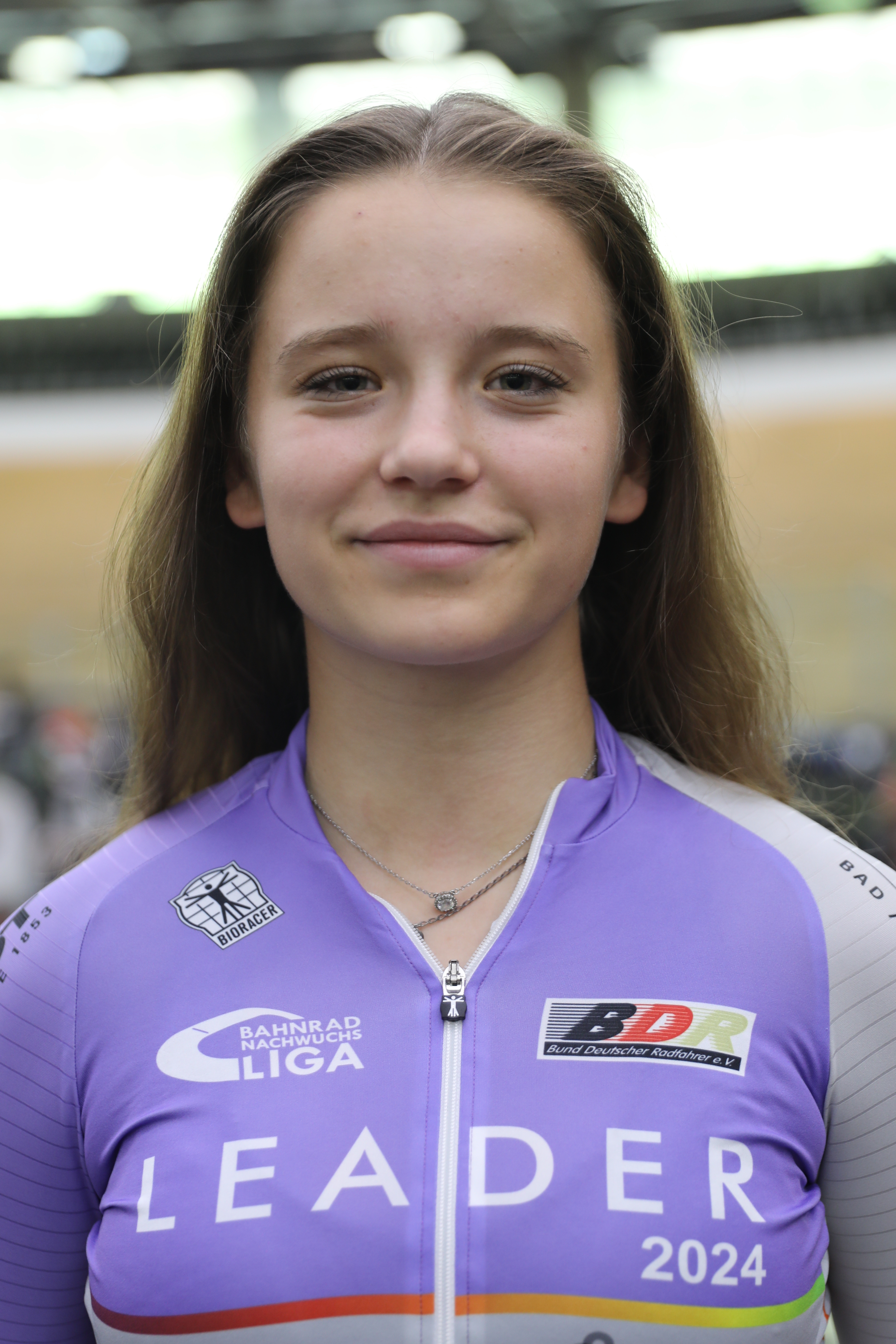
Anastasia Kuniß (* 2006)

- Kunita, Hiroshi (1937–2019), japanischer Mathematiker und Hochschullehrer
- Kunitake, Aimi (* 1997), japanische Fußballspielerin
- Kunitake, Hiroaki (* 2002), japanischer Snowboarder
- Kunitake, Kume (1839–1931), japanischer Historiker
- Kunitake, Toyoki (* 1936), japanischer Chemiker und Materialwissenschaftler
- Kunith, Anna Voy (* 1979), deutsche Schauspielerin
- Kunitomo, Ikkansai (1778–1840), japanischer Büchsenmacher und Erfinder
- Kunits, Luigi von (1870–1931), österreichischer Dirigent, Komponist, Geiger und Musikpädagoge
- Kunitz, Chris (* 1979), kanadischer Eishockeyspieler
- Künitz, Maxim (* 1999), deutscher Volleyballspieler
- Kunitz, Moses (1887–1978), russisch-amerikanischer Biochemiker
- Kunitz, Stanley (1905–2006), US-amerikanischer Lyriker
- Kunitzer, Friedrich (1907–1998), deutscher Maler, Grafiker und Schriftsteller
- Kunitzki, Norbert von (1934–2005), luxemburgischer Wirtschaftsmanager und Universitätspräsident
- Kunitzky, Franz Georg Gneomar von (1735–1799), preußischer Generalmajor, Chef des Infanterieregiments „von Kunitzky“
- Kunitzsch, Paul (1930–2020), deutscher Arabist
- Kunius, Albert (1575–1611), deutscher Philologe und Dichter sowie Hochschullehrer
- Kuniva (* 1976), US-amerikanischer Rapper
- Kuniya, Hiroko (* 1957), japanische Nachrichtensprecherin und Journalistin
- Kuniyoshi, Takahiro (* 1988), japanischer Fußballspieler
- Kuniyoshi, Yasuo (1889–1953), japanischer Maler
- Kuniyoshi-Kuhn, Akemi (* 1953), japanische Pianistin und Komponistin
- Kunizki, Andrej (* 1984), belarussischer Radrennfahrer
- Kunizyn, Igor Konstantinowitsch (* 1981), russischer Tennisspieler

### Kunj
- Kunja, Alexander (* 1969), deutscher Drehbuchautor, Regisseur und Dramaturg
- Kunja, Rajitha (* 2003), indische Sprinterin
- Kunjarani Devi, N. (* 1968), indische Gewichtheberin
- Kunješić, Đurđica (* 1970), kroatische Fußballspielerin

### Kunk
- Kunkat, Stella (* 1998), deutsche Schauspielerin
- Kunke, Cäcilie (* 1880), österreichisches Opfer der Shoa
- Kunke, Hans (1906–1940), österreichischer Versicherungsbeamter und Widerstandskämpfer gegen den Nationalsozialismus
- Kunke, Herta Gertrude (* 1901), österreichisches Opfer der Shoa
- Kunke, Stefanie (1908–1943), österreichische Lehrerin und Widerstandskämpferin gegen den Nationalsozialismus
- Kunkel, Adam (* 1981), kanadischer Hürdenläufer
- Kunkel, Albrecht (1968–2009), deutscher Fotograf und Künstler
- Kunkel, Benjamin (* 1972), US-amerikanischer Autor
- Kunkel, Burkard (* 1967), deutscher Jazz- und Improvisationsmusiker (Bassetthorn, Zither, Bassklarinette, Stimme, Komposition)
- Kunkel, Carsten (* 1974), deutscher Rechtswissenschaftler und Hochschullehrer
- Künkel, Christoph (* 1958), deutscher Theologe, Sprecher im Vorstand des Diakonischen Werkes evangelischer Kirchen in Niedersachsen
- Kunkel, Eberhard (1931–2019), deutscher Comicautor und Schriftsteller
- Kunkel, Ekkehard (* 1923), deutscher Fußballspieler und -trainer
- Kunkel, Erich (* 1962), deutscher Autor
- Kunkel, Ernst (1901–1981), deutscher Politiker (SPD), MdL
- Kunkel, Ernst (1908–1984), deutscher Politiker (SPS, SPD), MdL
- Kunkel, Ernst (1924–1963), deutscher Lehrer und Politiker (CDU), MdL
- Kunkel, Ernst (1925–1992), deutscher Fußballspieler
- Kunkel, Frank (* 1963), deutscher Fußballspieler
- Künkel, Fritz (1889–1956), deutscher Psychiater
- Künkel, Hans (1896–1956), deutscher Schriftsteller
- Kunkel, Henry G. (1916–1983), US-amerikanischer Immunologe
- Kunkel, Holger (* 1965), deutscher SchauspielerHolger Kunkel (* 1965)

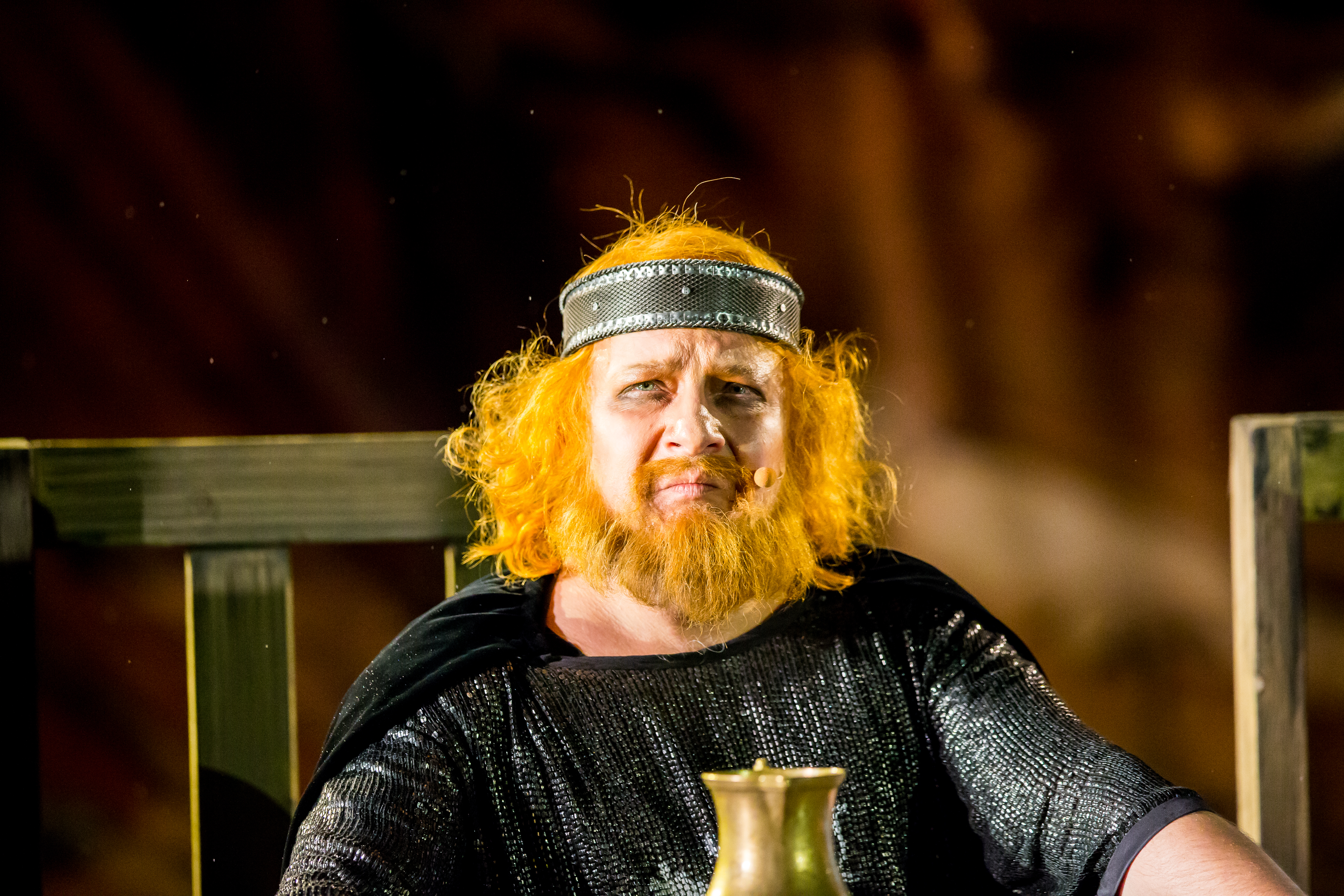
Holger Kunkel (* 1965)

- Kunkel, Jacob Michael (1822–1870), US-amerikanischer Politiker
- Kunkel, Johannes (* 1958), deutscher Posaunist
- Kunkel, Johannes (* 1985), deutscher Filmproduzent und Drehbuchautor
- Kunkel, John C. (1898–1970), US-amerikanischer Politiker
- Kunkel, John Christian (1816–1870), US-amerikanischer Politiker
- Künkel, Karl (1861–1943), deutscher Lehrer, Biologe und Malakologe
- Kunkel, Karl (1913–2012), deutscher römisch-katholischer Priester
- Kunkel, Karl-Heinz (1926–1994), deutscher Fußballspieler
- Künkel, Klaus (1927–2016), deutscher evangelischer Theologe und Religionspädagoge
- Künkel, Klaus (1933–2007), deutscher Wirtschaftswissenschaftler und Hochschullehrer
- Kunkel, Klaus (1937–2013), deutscher Fußballspieler
- Kunkel, Lilo (* 1975), deutsche Organistin und Musikwissenschaftlerin
- Kunkel, Louis M (* 1949), US-amerikanischer Genetiker
- Künkel, Marie-Sophie (* 1992), deutsche Politikerin (CDU)Marie-Sophie Künkel (* 1992)

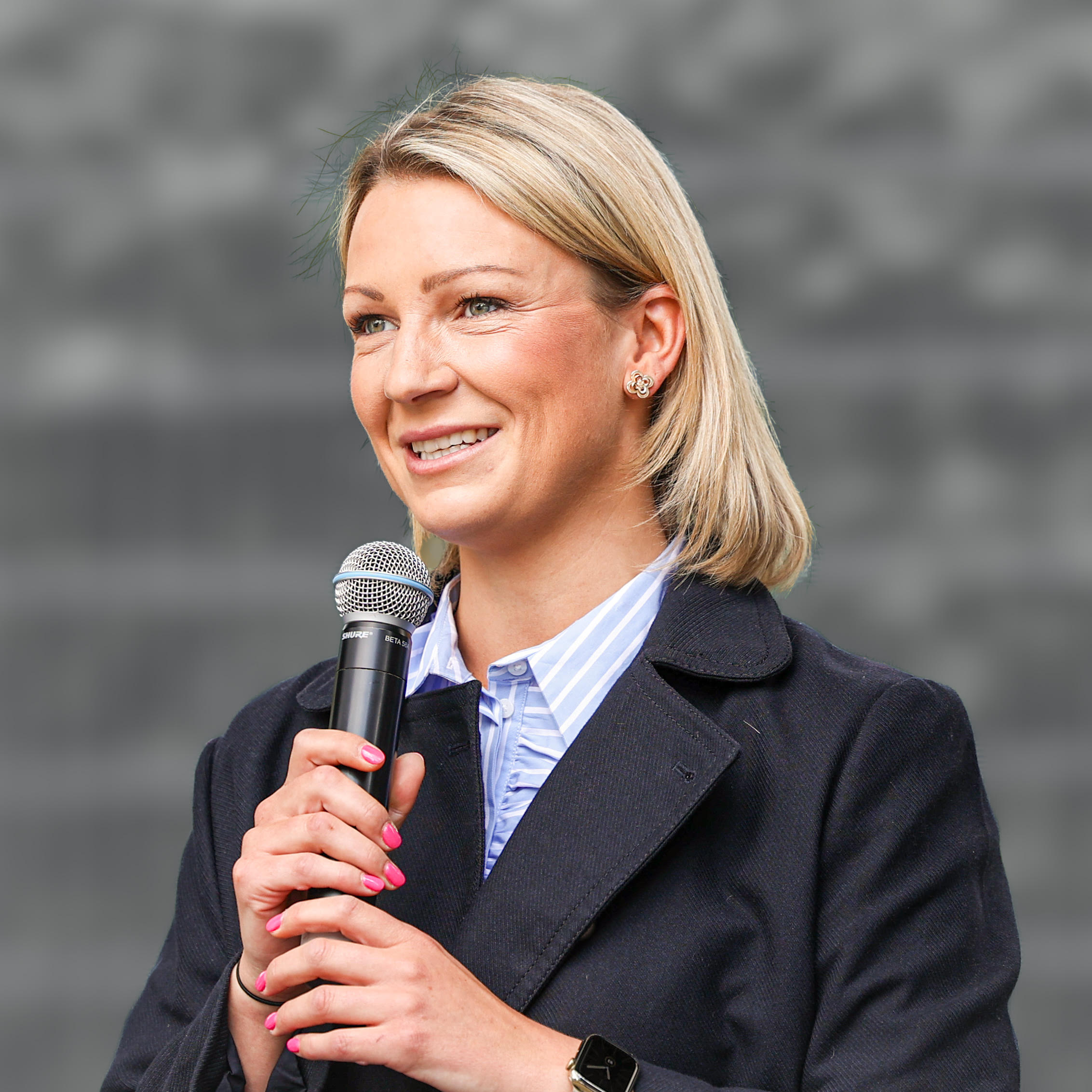
Marie-Sophie Künkel (* 1992)

- Kunkel, Melina (* 2006), deutsche Fußballspielerin
- Kunkel, Otto (1895–1984), deutscher Prähistoriker
- Kunkel, Peter (* 1956), deutscher Fußballspieler und Fußballtrainer
- Kunkel, Peter (* 1957), deutscher Numeriker
- Kunkel, Peter-Christian (* 1943), deutscher Jurist
- Künkel, Petra (* 1956), deutsche Organisationspsychologin und Buchautorin
- Künkel, Reiner (* 1950), deutscher Fußballspieler
- Kunkel, Robert (* 1999), deutscher Eiskunstläufer
- Kunkel, Rolf (* 1940), deutscher Journalist
- Kunkel, Susann (* 1983), deutsche Fußballschiedsrichterin
- Kunkel, Thor (* 1963), deutscher Schriftsteller
- Kunkel, Werner (1922–2017), deutscher Maler, Zeichner und Grafiker
- Kunkel, Wilhelm (1886–1965), Landtagsabgeordneter Volksstaat Hessen
- Kunkel, Willi (1908–1970), deutscher Widerstandskämpfer gegen den Nationalsozialismus und Mitglied der Internationalen Brigaden
- Kunkel, Wolfgang (1902–1981), deutscher Jurist und Rechtshistoriker
- Kunkel, Wolfram (* 1943), deutscher Schauspieler und Musiker
- Kunkel, Yves (* 1994), deutscher Handballspieler
- Kunkel-Razum, Kathrin (* 1959), deutsche Germanistin, Chefredakteurin des DudensKathrin Kunkel-Razum (* 1959)

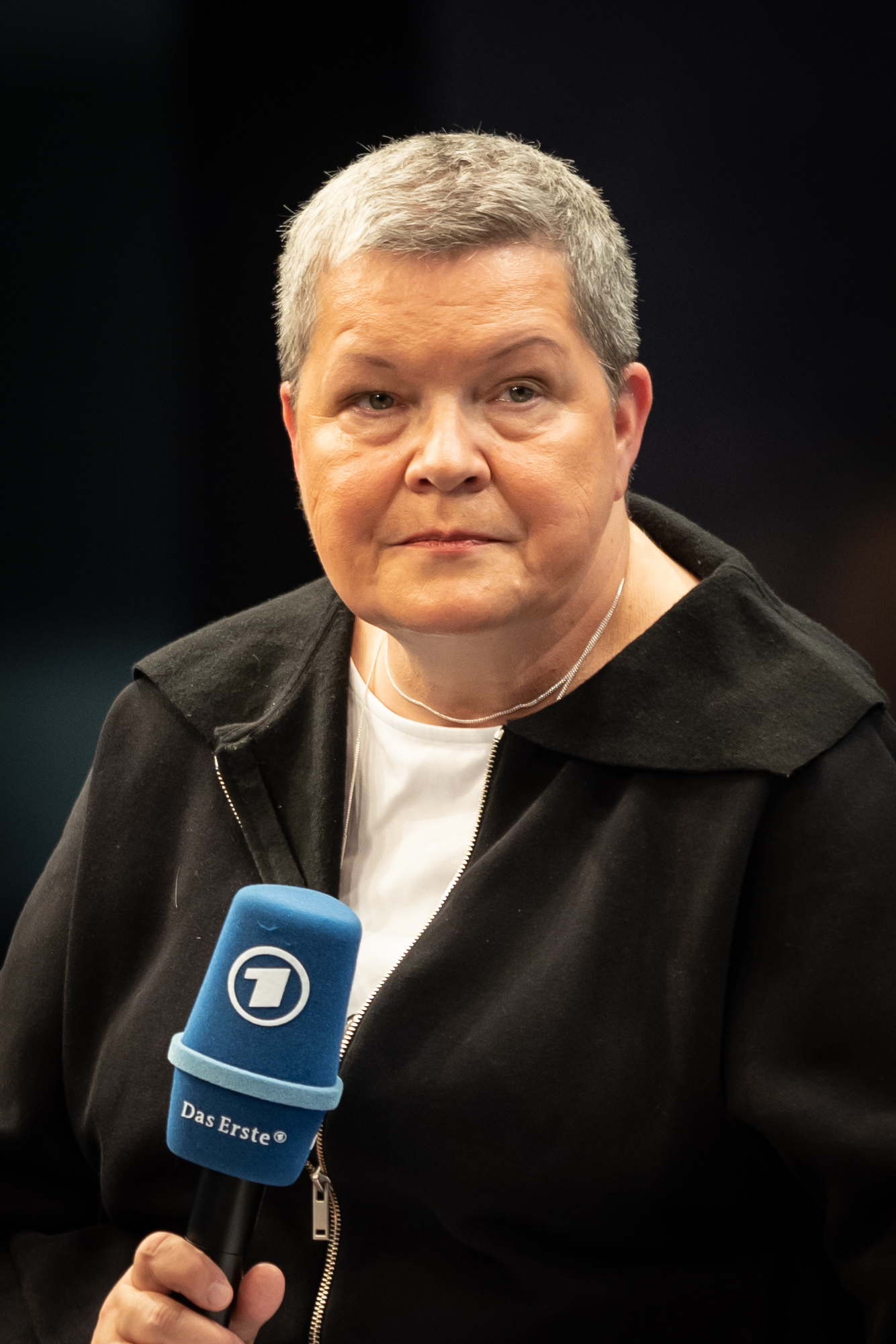
Kathrin Kunkel-Razum (* 1959)

- Kunkel-Weber, Isolde (* 1954), deutsche Gewerkschafterin (ver.di)
- Künkele, Günter (* 1951), deutscher Naturschützer
- Künkele, Ilse (1925–1992), deutsche Film- und Theaterschauspielerin
- Künkele, Siegfried (1931–2004), deutscher Jurist und Botaniker
- Künkele, Theodor (1876–1970), deutscher Forstwissenschaftler
- Kunkelmann, Edmund (* 1925), deutscher Fußballspieler
- Künker, Fritz Rudolf (* 1949), deutscher Münzhändler
- Kunkler, Christine (* 1970), deutsche Malerin
- Kunkler, Henri (1886–1951), Schweizer Luftfahrtpionier
- Kunkler, Hermann (1927–2020), deutscher Bildhauer und Goldschmied
- Kunkler, Jean-Jules Adrien (1829–1866), Schweizer Genre- und Landschaftsmaler
- Kunkler, Jeanne (1894–1990), Schweizer Schriftstellerin und Redaktorin
- Kunkler, Joachim (1612–1696), Schweizer Bürgermeister
- Kunkler, Johann Christoph (1813–1898), Schweizer Architekt
- Kunkler, Julius (1845–1923), Schweizer Architekt und Maler
- Kunkler, Matthias (1957–1997), deutscher Maler
- Kunkler, Roderich Albert (1846–1900), Schweizer Politiker (FDP)
- Künkler, Rudolph (1873–1961), deutscher Jurist und Politiker (USDP, SPD), MdBB
- Künkler, Tobias (* 1979), deutscher Erziehungswissenschaftler, Soziologe und Hochschullehrer

### Kunl
- Kunle, Heinz (1928–2012), deutscher Mathematiker

### Kunn
- Kunnacherry, Kuriakose (1928–2017), indischer Geistlicher, syro-malabarischer Erzbischof von Kottayam
- Kunnam, elamitischer General
- Künnap, Asko (* 1971), estnischer Autor und Designer
- Kunnas, Leo (* 1967), estnischer Offizier, Politiker und Schriftsteller
- Kunnas, Mauri (* 1950), finnischer Zeichner und Illustrator
- Kunnas, Satu (* 1977), finnische Fußballtorhüterin
- Kunnas, Tarmo (* 1942), finnischer Literaturwissenschaftler, Essayist und philosophischer Schriftsteller
- Kunnath, Joseph (* 1939), indischer Geistlicher, emeritierter Bischof von Adilabad
- Kunne, Albrecht, deutscher Drucker des Mittelalters
- Künne, Andreas (* 1966), deutscher Diplomat
- Künne, Arnold (1866–1942), deutscher Bildhauer
- Künne, Christoph, deutscher Journalist
- Künne, Hans-Dieter (1930–2017), deutscher Bauingenieur und Technischer Bürgermeister der Stadt Stuttgart
- Künne, Helene (1891–1973), deutsche Verbandsfunktionärin
- Künne, Hermann (1897–1918), deutscher Torpedobootsmatrose
- Künne, Manfred (1931–1990), deutscher Schriftsteller
- Künne, Rolf (* 1948), deutscher Politiker (SPD), Landrat
- Künne, Wolfgang (* 1944), deutscher Philosoph
- Künnecke, Arndt (* 1975), deutscher Jurist und Politikwissenschaftler
- Künnecke, Berit (* 1978), deutsche Theater- und Filmschauspielerin
- Künnecke, Johann Friedrich († 1738), deutscher Baumeister
- Künneke, Eduard (1885–1953), deutscher Operettenkomponist
- Künneke, Evelyn (1921–2001), deutsche Sängerin, Tänzerin und Schauspielerin
- Kunnel, Anil Jacob (* 1984), deutscher Regisseur, Filmproduzent und Autor
- Künnemann, Horst (* 1929), deutscher Kinder- und Jugendmedienforscher
- Kunnen, Herman (1925–2001), belgischer Sprinter
- Kunnert, Heinrich (1904–1979), österreichischer Bibliothekar und Archivar im Burgenland und in der Steiermark
- Kunnes, Christian (* 1976), deutscher Jurist, Richter am Bundesgerichtshof
- Künneth, Hermann (1892–1975), deutscher Mathematiker
- Künneth, Otto (1888–1954), deutscher Verwaltungsjurist und Landrat
- Künneth, Walter (1901–1997), deutscher Theologe
- Kunnola, Pekka (* 1978), finnischer Fußballspieler
- Kunnunkal, Hippolytus Anthony (1921–2008), indischer Ordensgeistlicher, römisch-katholischer Bischof von Jammu-Srinagar

### Kuno
- Kuno I. von Münzenberg († 1207), Reichsministerialer
- Kuno I. von Pfullingen († 1066), Erzbischof von Trier
- Kuno I. von Rott, Pfalzgraf von Bayern, Graf von Vohburg und Graf an der unteren Isar
- Kuno II. von Falkenstein († 1388), Erzbischof und Kurfürst von Trier
- Kuno II. von Falkenstein-Münzenberg († 1333), Adliger des Hauses Falkenstein
- Kuno II. von Rott, Adliger
- Kuno III. von Pyrmont, Ritter und Burggraf
- Kuno von Disibodenberg († 1155), Abt des Klosters Disibodenberg
- Kuno von Lichtenstein (1360–1410), Großkomtur
- Kuno von Michelbach († 1128), Bischof von Straßburg
- Kuno von Minden († 1266), Bischof von Minden
- Kuno von Northeim († 1103), Graf von Beichlingen
- Kuno von Praeneste († 1122), päpstlicher Legat in Frankreich und Deutschland
- Kuno von Stoffeln († 1411), Fürstabt zu St. Gallen (1379–1411)
- Kuno von Wülflingen († 1092), Graf von Wülflingen und Achalm
- Kuno, Fubuki (* 1989), japanische Fußballspielerin
- Kuno, Hisashi (1910–1969), japanischer Geologe, Petrologe und Vulkanologe
- Kuno, Jun’ya (* 1988), japanischer Fußballspieler
- Kuno, Misaki (* 1993), japanische Schauspielerin und Synchronsprecherin
- Kuno, Tomoaki (* 1973), japanischer Fußballspieler
- Kuno, Yasu (1882–1977), japanischer Physiologe
- Künoldt, Emil (1850–1920), deutscher Pädagoge
- Kunori, Seia (* 2001), japanischer Fußballspieler
- Kunoth, Georg (1863–1927), deutscher Journalist und Politiker (DDP), MdBB
- Kunová, Alexandra (* 1992), slowakische Eiskunstläuferin
- Kunow, Alexander Magnus von (1694–1740), preußischer Landrat und Hofmarschall
- Kunow, Jürgen (* 1953), deutscher Prähistoriker
- Kunow, Lenchen (1911–1989), deutsche Sport-Funktionärin und Autorin
- Kunow, Rüdiger (* 1951), deutscher Amerikanist und Hochschullehrer
- Kunowitz, Johann Dietrich von (1624–1700), Landgräflicher Regierungspräsident und Konsistorialpräsident
- Kunowski, Eduard von (1795–1870), preußischer General der Infanterie
- Kunowski, Felix von (1868–1942), deutscher Stenograf und Systemerfinder
- Kunowski, Georg Carl Friedrich (1786–1846), deutscher Jurist, Astronom, Topograph und Geologe
- Kunowski, George August (1757–1838), evangelischer Pastor Primarius an der Friedenskirche Schweidnitz, Superintendent sowie Kirchen- und Schulinspektor
- Kunowski, Gertrud von (1877–1960), deutsche Malerin und Zeichnerin
- Kunowski, Lothar von (1866–1936), deutscher Maler und Zeichner
- Kunowski, Moritz von (1831–1917), preußischer Generalmajor und Kommandeur der 50. Infanterie-Brigade (2. Großherzoglich Hessische)

### Kunp
- Künpang Thugje Tsöndrü (1243–1313), Lama der Jonang-Tradition des tibetischen Buddhismus und Gründer des Jonang-Klosters (1293)

### Kunr
- Kunrath, Karl (1923–2009), deutscher Juwelier und Verbandsgründer
- Kunrath, Nikolaus (* 1960), österreichischer Menschenrechtsaktivist und Politiker der Grünen
- Kunreuther, Hirsch (1771–1847), jüdischer Talmud- und Thora-Gelehrter

### Kuns
- Künsberg Sarre, Martina (* 1976), österreichische Politikerin (NEOS), Abgeordnete zum Nationalrat
- Künsberg, Eberhard von (1909–1945), deutscher Nationalsozialist, Jurist und Diplomat
- Künsberg, Elisabeth von (1425–1484), Äbtissin des Klosters Himmelkron (1460–1484)
- Künsberg, Sophie von (1861–1938), Schriftstellerin
- Künsberg-Langenstadt, Karl Joseph von (1799–1863), bayerischer Regierungsbeamter, zuletzt Regierungspräsident von Schwaben
- Kunsch von Breitenwald, Johann (1620–1681), deutscher reformierter Theologe
- Kunsch, Hans-Joachim (1930–2020), deutscher Metallgestalter und Restaurator
- Künsch, Hans-Rudolf (* 1951), Schweizer Mathematiker
- Kunschak, Leopold (1871–1953), österreichischer Politiker (CS, VF, ÖVP), Landtagsabgeordneter
- Kunschin, Alexei Nikolajewitsch (* 1987), russischer Radrennfahrer
- Kunschke, Stefanie, deutsche Opern-, Operetten, Lied- und Oratoriensängerin in der Stimmlage lyrischer Sopran
- Kunschopper, Lucie († 1668), deutsches Hexenprozess-Opfer
- Kunsemüller, Andrea (* 1947), dänische Journalistin, Autorin der deutschen Minderheit in Dänemark
- Kunsemüller, Ernst (1885–1918), deutscher Dirigent, Pianist und Komponist
- Kunsman, Roman (1941–2002), russisch-israelischer Musiker des Jazz und Klezmer
- Künßberg, Eberhard von (1881–1941), deutscher Rechtswissenschaftler und Rechtshistoriker
- Künßberg, Gustav von (1826–1895), deutscher Verwaltungsjurist
- Künßberg, Heinrich von (1801–1862), deutscher bayerischer Politiker
- Künßberg, Katharina von (1883–1977), deutsche Zoologin
- Kunst, August (1898–1981), deutscher Politiker (CDU), MdB
- Kunst, Berend (1794–1881), niederländischer Maler
- Kunst, BumBum, österreichischer Musiker
- Kunst, Carl (1884–1912), deutscher Künstler, Illustrator und Graphiker
- Kunst, Christiane (* 1963), deutsche Althistorikerin
- Kunst, Fritz (1899–1979), deutscher Lokalpolitiker (SED)
- Kunst, Hans-Joachim (1929–2007), deutscher Kunsthistoriker
- Kunst, Heinrich (1905–1993), deutscher Volksschauspieler
- Kunst, Hermann (1907–1999), deutscher evangelischer MilitärbischofHermann Kunst (1907–1999)

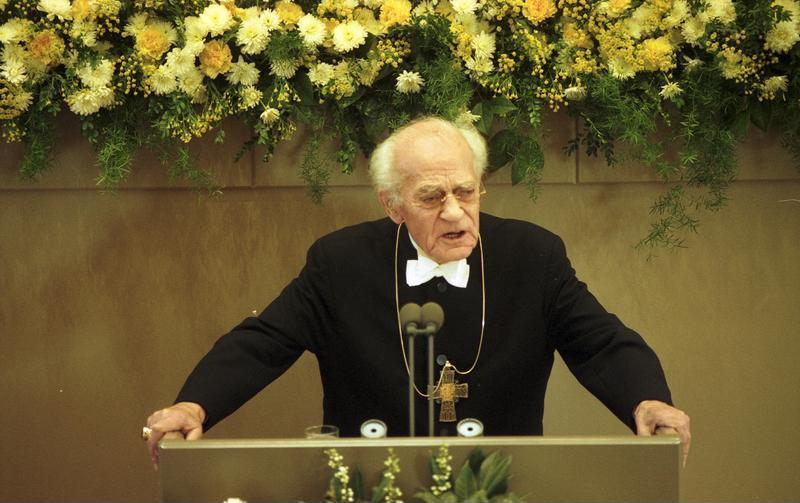
Hermann Kunst (1907–1999)

- Kunst, Jaap (1891–1960), niederländischer Musikethnologe
- Kunst, Johann von (1779–1877), bayerischer Generalleutnant, Stadtkommandant von München und Präsident des Generalauditoriats
- Kunst, Josef (1914–2002), österreichischer Gewerkschafter und Politiker (SPÖ), Abgeordneter zum Nationalrat
- Kunst, Karl (1895–1926), österreichischer Klassischer Philologe
- Kunst, Karl (1904–1989), österreichischer Politiker (SPÖ)
- Kunst, Karl (1934–2019), deutscher Politiker (CDU), MdL
- Kunst, Lea Sophie (* 2001), deutsche Beachvolleyballspielerin
- Kunst, Manfred (* 1951), deutscher ehemaliger Schauspieler
- Kunst, Marco (* 1966), niederländischer Schriftsteller
- Kunst, Marie-Luisa, deutsche Schauspielerin
- Kunst, Sabine (* 1954), deutsche Hochschullehrerin und Politikerin (SPD)Sabine Kunst (* 1954)

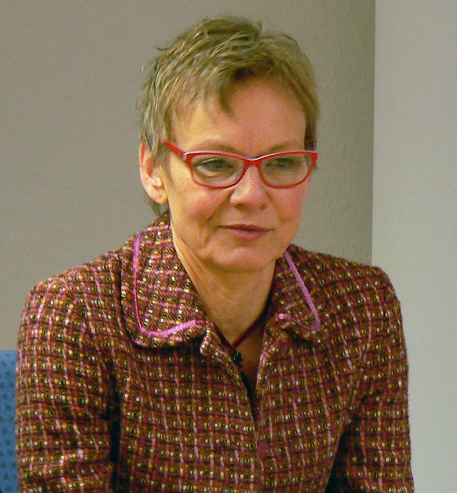
Sabine Kunst (* 1954)

- Kunst, Thomas (* 1965), deutscher Dichter und Schriftsteller
- Kunst, Wilhelm (1799–1859), deutscher Schauspieler
- Kunst, Wilhelm (1909–1986), deutscher Holzbildhauer
- Kunstätter, Harald (1926–2003), österreichischer Politiker (SPÖ), Abgeordneter zum Nationalrat, Mitglied des Bundesrates
- Kunstein, Andreas (* 1967), deutscher Komponist
- Kunštek, Maria (* 1998), kroatische Fußballspielerin
- Künstel, Johann Georg († 1695), deutscher Organist, Kapellmeister und Komponist
- Künster, Doris Katharina (* 1958), deutsche Grafikerin und Fotografin
- Künster, Frank (* 1966), deutscher Clubbesitzer, Filmproduzent, Schauspieler, Türsteher sowie Künstler
- Künster, Hans (* 1927), deutscher Schauspieler, Hörspiel- und Synchronsprecher
- Künster, Jan (1951–2025), deutscher Maler, Reprograf und Autor
- Kunstic, Mladen (* 1955), deutscher Bildhauer, Klangkünstler, Maler, Zeichner und Collagist
- Künstler, Florian (* 1985), deutscher Singer-SongwriterFlorian Künstler (* 1985)

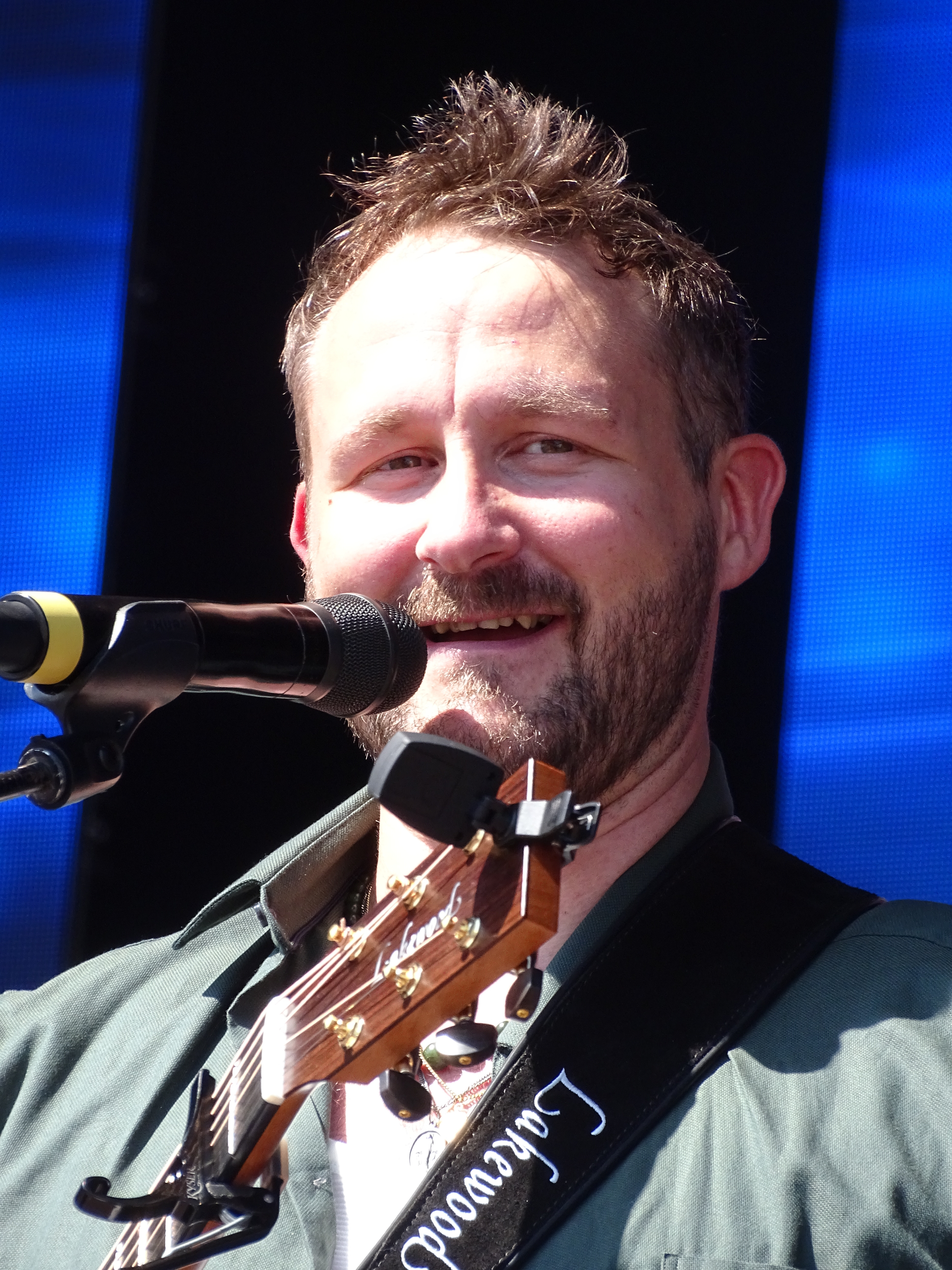
Florian Künstler (* 1985)

- Künstler, Franz (1888–1942), deutscher Politiker (SPD, USPD), MdR
- Künstler, Franz (1900–2008), österreichischer Kriegsveteran
- Künstler, Georg (1864–1957), deutscher evangelischer Theologe
- Kunstler, James Howard (* 1948), US-amerikanischer Autor, Zivilisationskritiker, Redner und Blogger
- Künstler, Kai (* 1969), deutscher Fernsehschauspieler
- Künstler, Karl (* 1901), deutscher KZ-Kommandant
- Künstler, Karl (1957–2022), österreichischer Schauspieler
- Künstler, Max (1924–2015), deutscher Politiker (CDU), MdB
- Künstler, Mort (1927–2025), amerikanischer Illustrator
- Künstler, Thomas (* 1960), deutscher Badmintonspieler
- Künstler, Torsten (* 1969), deutscher Filmregisseur und -schauspieler
- Kunstler, William (1919–1995), US-amerikanischer Bürgerrechtsanwalt
- Kunstmann, Antje (* 1949), deutsche Verlegerin
- Kunstmann, Arthur (1871–1940), deutscher Reeder
- Kunstmann, Doris (* 1941), deutsche Schauspielerin und HörspielsprecherinDoris Kunstmann (* 1941)

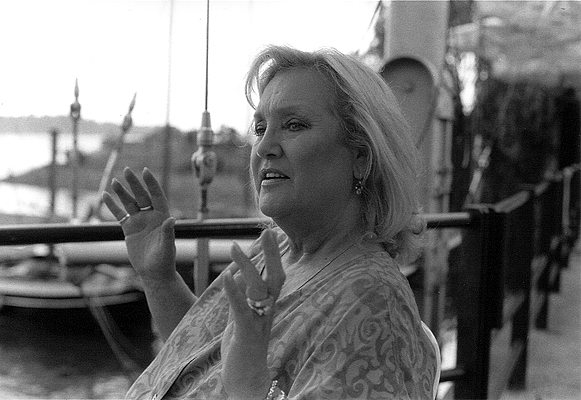
Doris Kunstmann (* 1941)

- Kunstmann, Ernst (1898–1995), deutscher Trickfilm- und Spezialeffekte-Kameramann
- Kunstmann, Friedrich (1811–1867), deutscher katholischer Theologe
- Kunstmann, Gudrun (1917–1994), deutsche Bildhauerin und Malerin
- Kunstmann, Harald (* 1968), deutscher Klimaforscher und Hydrologe
- Kunstmann, Heinrich (1900–1964), deutscher Internist und rechtsradikaler Politiker (NSDAP, DRP, Deutsche Freiheitspartei)
- Kunstmann, Heinrich (1923–2009), deutscher Slawist und Übersetzer
- Kunstmann, Hellmut (1908–1979), deutscher Urologe und Burgenforscher
- Kunstmann, Joachim (* 1961), deutscher evangelischer Theologe, Religionspädagoge und Kulturwissenschaftler
- Kunstmann, Joscha (* 2003), deutscher Volleyballspieler
- Kunstmann, Louis (* 2000), deutscher Volleyballspieler
- Kunstmann, Ludwig (1877–1961), deutscher Bildhauer
- Kunstmann, Marcel (* 1988), deutscher Fußballspieler
- Kunstmann, Wilhelm (1844–1934), deutscher Reeder
- Künstner-Mantl, Tina (* 1969), österreichische Westernreiterin
- Kunstreich, Jan Siefke (1921–1991), deutscher Kunsthistoriker
- Kunstreich, Siegfried (1908–1998), deutscher Künstler und Kunsterzieher
- Kunstreich, Timm (* 1944), deutscher Sozialwissenschaftler
- Kunstreich, Tjark (* 1966), deutscher Publizist
- Kunstwadl, Adolf (1940–2016), deutscher Fußballspieler
- Kunszt, Zoltan (* 1944), ungarisch-schweizerischer theoretischer Physiker
- Kunsztowicz, Uwe (* 1944), deutscher Schachspieler

### Kunt
- Kunt, Burakcan (* 1992), -deutsch-türkischer Fußballspieler
- Kunt, Rikkat (1903–1986), türkische Illuminatorin und Kalligraphin
- Kunt, Yılmaz (* 1994), türkischer Schauspieler
- Kuntar, Samir (1962–2015), libanesischer Druse und Terrorist der Palästinensischen BefreiungsfrontSamir Kuntar (1962–2015)

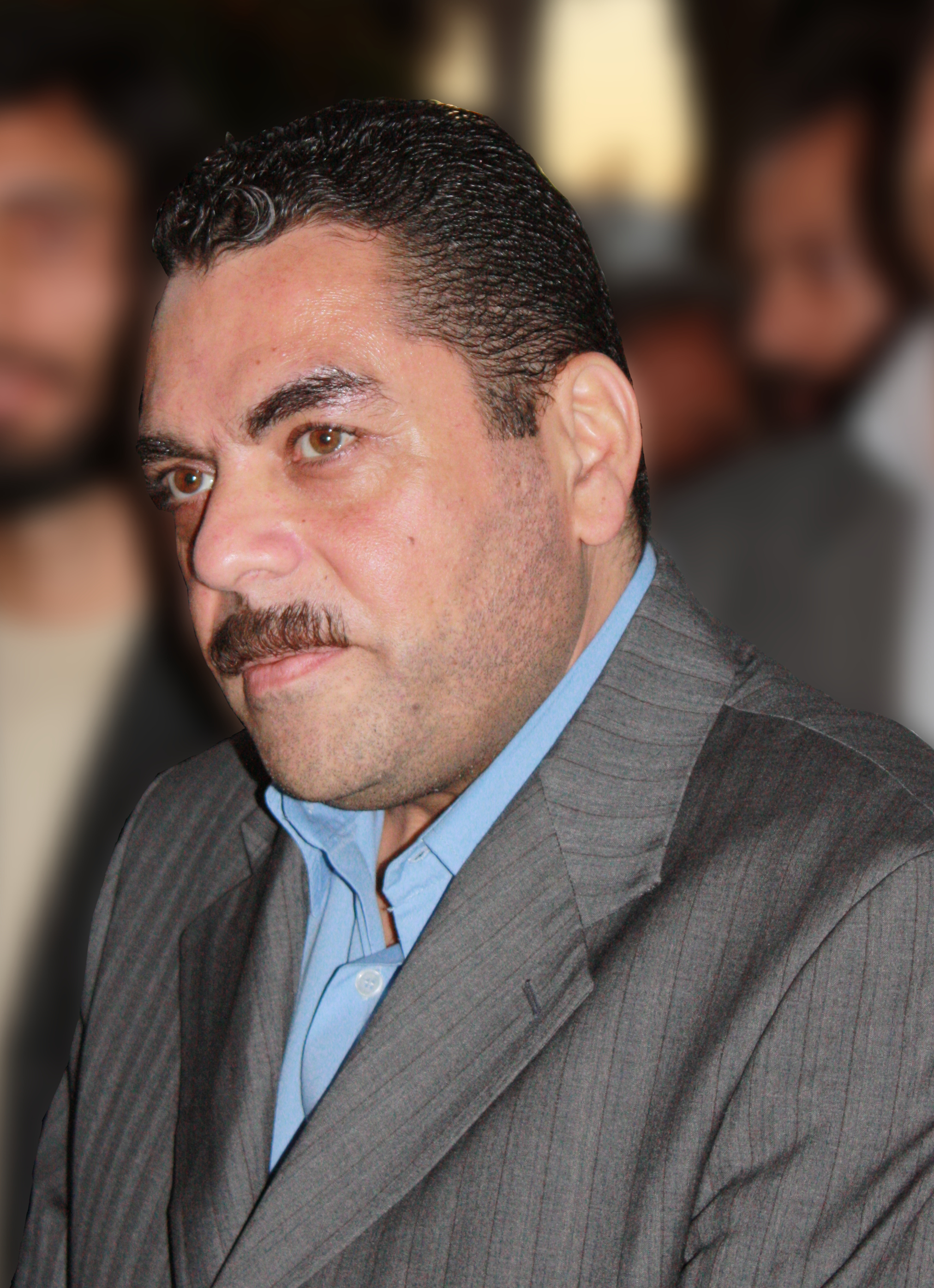
Samir Kuntar (1962–2015)

- Kunter, Erich (1898–1982), deutscher Schriftsteller
- Kunter, Erman (* 1956), türkisch-französischer Basketballtrainer und -spieler
- Kunter, Heinrich († 1317), Tiroler Kaufmann und Erbauer des nach ihm benannten Kuntersweg
- Kunter, Katharina (* 1968), deutsche Neuzeithistorikerin
- Kunter, Manfred (1940–2025), deutscher Anthropologe
- Kunter, Mareike (* 1972), deutsche Psychologin und Hochschullehrerin
- Kunter, Michael (* 1980), deutscher Grafiker
- Kunter, Peter (1941–2024), deutscher Fußballspieler und -funktionär
- Kunth, Dietrich (1925–2009), deutscher Grafiker und Maler
- Kunth, Ernst (1809–1882), deutscher Lehrer und Politiker
- Kunth, Gottlob Johann Christian (1757–1829), deutscher Pädagoge und Politiker
- Kunth, Heinrich (1811–1850), deutscher Verwaltungsjurist und Parlamentarier im Königreich Preußen
- Kunth, Karl Sigismund (1788–1850), deutscher Botaniker
- Kunth, Wolfgang, deutscher Tischtennisspieler
- Kuntner, Christian (1962–2005), italienischer Extrembergsteiger
- Kuntner, Emil (1902–1999), österreichischer Hauptschuldirektor und Politiker (SPÖ), Landtagsabgeordneter
- Kuntner, Florian (1933–1994), österreichischer Geistlicher, Weihbischof in Wien
- Kuntner, Jernej (* 1970), slowenischer Schauspieler und Synchronsprecher
- Kuntner, Liselotte (1935–2021), Physiotherapeutin und Ethnologin zum Thema Geburtshilfe
- Kuntner, Nicole (* 1976), österreichische Tänzerin
- Kuntner, Wilhelm (1915–2001), österreichischer General und Militärdiplomat
- Kuntsch, Johann Gottfried (1735–1795), deutscher Architekt
- Kuntsch, Margaretha Susanna von (1651–1717), deutsche Schriftstellerin
- Kuntschak, Abundus (1753–1822), österreichischer Geistlicher
- Kuntsche, Bärbel (* 1939), deutsche Malerin und Grafikerin
- Kuntsche, Siegfried (1935–2024), deutscher Historiker und Archivar
- Kuntsche, Wolf-Eike (* 1941), deutscher Bildhauer und Medailleur
- Kuntscher, David (* 2002), deutscher Handballspieler
- Kuntscher, Ernst (1899–1971), deutscher Politiker (CDU), MdL, MdB
- Küntscher, Gerhard (1900–1972), deutscher Chirurg
- Küntscher, Volkmar (1939–2005), deutscher Ingenieur und Professor für Kraftfahrzeugtechnik
- Küntscher, Wolfgang (1902–1966), deutscher Eisenhütteningenieur und Hochschullehrer
- Kuntsi, Risto (1912–1964), finnischer Kugelstoßer
- Kuntz, Albert (1896–1945), kommunistischer Widerstandskämpfer gegen den Nationalsozialismus
- Kuntz, Andreas (1952–2012), deutscher Ethnologe
- Kuntz, Andy (* 1962), deutscher Sänger und Musicaldarsteller
- Kuntz, Benjamin (* 1985), deutscher Medizinhistoriker, Gesundheitsforscher und Autor
- Kuntz, Bernhard (* 1958), deutscher Journalist und Sachbuchautor
- Kuntz, Carl (1770–1830), deutscher Landschaftsmaler und Radierer
- Kuntz, Daniel (1860–1959), deutscher Musiker
- Kuntz, Erwin (1922–2017), deutscher Internist
- Kuntz, Eugen (1925–1998), deutscher Geodät
- Kuntz, Friedebert-Johannes (1915–1945), deutscher Schulbruder und Märtyrer
- Kuntz, Günter (* 1938), deutscher Fußballspieler
- Kuntz, Gustav Adolf (1843–1879), deutscher Bildhauer und Genremaler
- Kuntz, Johannes August (1780–1828), deutscher Kaufmann und Abgeordneter
- Kuntz, Júlio (1897–1938), brasilianischer Fußballspieler
- Kuntz, Karl-Emil (* 1958), deutscher Koch
- Kuntz, Klaus (1935–2018), deutscher evangelischer Pfarrer
- Kuntz, Konrad (1804–1881), deutscher Verwaltungsbeamter und Parlamentarier
- Kuntz, Ludwig (1810–1876), deutscher Maler, Zeichner und Lithograph
- Kuntz, Ludwig (* 1964), deutscher Ökonom
- Kuntz, Rudolf (1797–1848), deutscher Tiermaler
- Kuntz, Stefan (* 1962), deutscher Fußballspieler, -funktionär und -trainerStefan Kuntz (* 1962)

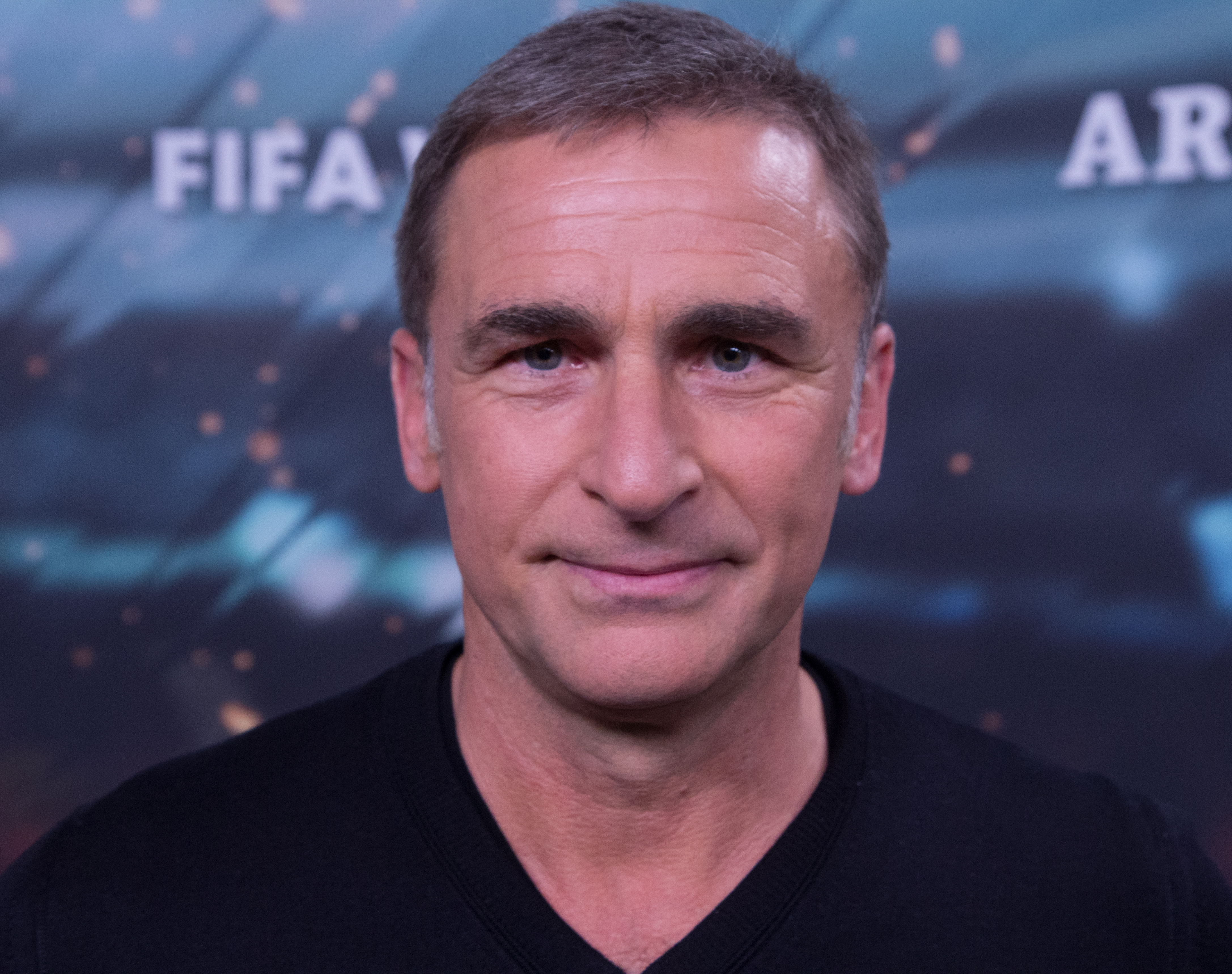
Stefan Kuntz (* 1962)

- Kuntz, Thilo (* 1977), deutscher Jurist und Hochschullehrer
- Kuntze, Alexander (1861–1939), deutscher Politiker (SPD), MdR
- Kuntze, Bernhard (1814–1899), preußischer Landschaftsrat und Gutsbesitzer
- Kuntze, Carl (1817–1883), deutscher Komponist und Musiker
- Kuntze, Carl Ernst Otto (1843–1907), deutscher Botaniker
- Kuntze, Edmund, deutscher Zeichner, Illustrator, Pressezeichner und Karikaturist
- Kuntze, Ernst (1850–1932), preußischer General der Infanterie
- Kuntze, Friedrich Wilhelm Otto (1841–1931), deutscher Geistlicher, Fremdsprachenlehrer und Übersetzer
- Kuntze, Herbert (1930–1995), deutscher Bodenkundler
- Kuntze, Ingolf (1890–1952), deutscher Schauspieler und Intendant
- Kuntze, Ingrid (* 1935), deutsche Musikerin und Musikpädagogin
- Kuntze, Johannes Emil (1824–1894), deutscher Jurist und Hochschullehrer
- Kuntze, Karl-Martin (* 1948), deutscher Politiker (DVU), MdL
- Kuntze, Kay (* 1966), deutscher Theaterintendant und -regisseur
- Kuntze, Lisa (1909–2001), deutsch-namibische Schriftstellerin
- Kuntze, Martha (1849–1929), deutsche Bildnismalerin und Grafikerin
- Kuntze, Max (1846–1917), deutscher Bankier und sächsischer Politiker
- Kuntze, Michael (* 1958), deutscher Fußballspieler
- Kuntze, Oskar Theodor (1827–1911), deutscher Verwaltungsjurist und Kommunalpolitiker, Oberbürgermeister von Plauen, MdL
- Kuntze, Reimar (1902–1949), deutscher Kameramann
- Kuntze, Sven (* 1942), deutscher Journalist und Fernsehmoderator
- Kuntze, Tadeusz (1727–1793), schlesischer Maler in Rom
- Kuntze, Walter (1883–1960), deutscher General der Pioniere im Zweiten WeltkriegWalter Kuntze (1883–1960)

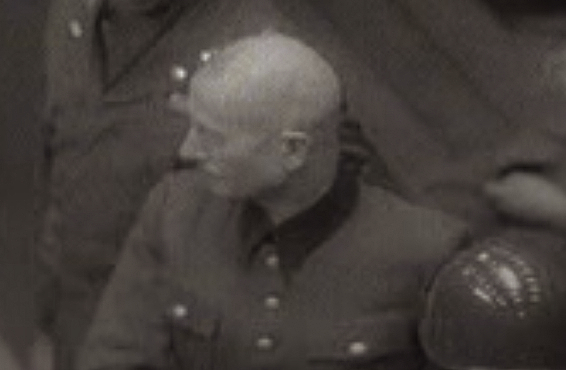
Walter Kuntze (1883–1960)

- Kuntze-Just, Heinz (1913–1980), deutscher Autor, Journalist, Drehbuchautor und Fernsehproduzent
- Küntzel, Adolf (1898–1988), deutscher Chemiker und Hochschullehrer für Gerbereichemie
- Küntzel, Alexander (1804–1873), preußischer Jurist und Gutsherr, Mitglied der Frankfurter Nationalversammlung
- Küntzel, Eduard (1793–1860), preußischer Generalmajor
- Küntzel, Georg (1870–1945), deutscher Historiker
- Küntzel, Marco (* 1976), deutscher Fußballspieler
- Küntzel, Martha (1857–1942), deutsche Pianistin und Autorin theosophischer Schriften und Übersetzerin
- Küntzel, Matthias (* 1955), deutscher Politikwissenschaftler und Journalist
- Küntzel, Oscar (1834–1914), deutscher Jurist
- Küntzel, Sven (* 1973), deutscher Politiker (BSW)
- Küntzelmann, Ludwig (1826–1881), deutscher Industrieller
- Kuntzemüller, Albert (1880–1956), deutscher Oberrealschuldirektor und Historiker
- Kuntzemüller, Otto (* 1847), deutscher Historiker, Autor und Freimaurer
- Kuntzemüller, Wilhelm (1845–1918), deutscher Fotograf
- Kuntzen, Adolf-Friedrich (1889–1964), deutscher Offizier, zuletzt General der Panzertruppe im Zweiten Weltkrieg
- Kuntzen, August (1807–1885), deutscher Jurist, Eisenbahndirektor und Politiker (NLP), MdR
- Kuntzen, Gustav-Adolf (1907–1998), deutscher Generalleutnant
- Kuntzen, Heinrich (1893–1977), deutscher Chirurg und Hochschullehrer
- Kuntzl, Andrea (* 1958), österreichische Soziologin und Politikerin (SPÖ), Abgeordnete zum Nationalrat
- Küntzle, Gerhard (* 1955), deutscher Diplomat
- Kuntzmann, Jean (1912–1992), französischer Mathematiker
- Kuntzsch, Betina (* 1963), deutsche Künstlerin und Filmemacherin
- Kuntzsch, Dietmar (1936–2023), deutscher Architekt und Hochschullehrer
- Kuntzsch, Gustav (1848–1919), deutscher Holzbildhauer
- Kuntzsch, Hugo (1862–1945), deutscher Politiker (DNVP) und Mitglied des Sächsischen Landtages
- Kuntzsch, Joachim (1944–2024), deutscher Komponist, Pianist und Sänger
- Kuntzsch, Konstantin (* 1994), deutscher Koch
- Kuntzsch, Matthias (* 1935), deutscher Dirigent
- Kuntzsch, Max (1851–1919), deutscher Imker und Bienenforscher

### Kunu
- Kunuk, Zacharias (* 1957), kanadischer Filmproduzent, Filmregisseur und Drehbuchautor
- Kunur, Derya (* 1999), türkische Langstreckenläuferin

### Kunw
- Kunwald, Ernst (1868–1939), österreichischer Jurist, Dirigent, Chorleiter und Pianist
- Kunwar, Aayush (* 1995), nepalesischer Sprinter

### Kuny
- Kunyk, Cody (* 1990), kanadischer Eishockeyspieler

### Kunz
- Kunz (* 1985), Schweizer Mundartmusiker
- Kunz Mejri, Benjamin, deutscher IT-Sicherheitsexperte, Softwareentwickler
- Kunz von der Rosen († 1519), Berater und Hofnarr Kaiser Maximilians I.
- Kunz von Kauffungen († 1455), Initiator des Altenburger Prinzenraubes
- Kunz von Würzburg, erster erwähnter Landvogt der Niederlausitz
- Kunz, Adrian (* 1967), Schweizer Fussballspieler
- Kunz, Alexander (* 1966), deutscher Koch
- Kunz, Alexander (* 2003), deutscher TurnerAlexander Kunz (* 2003)

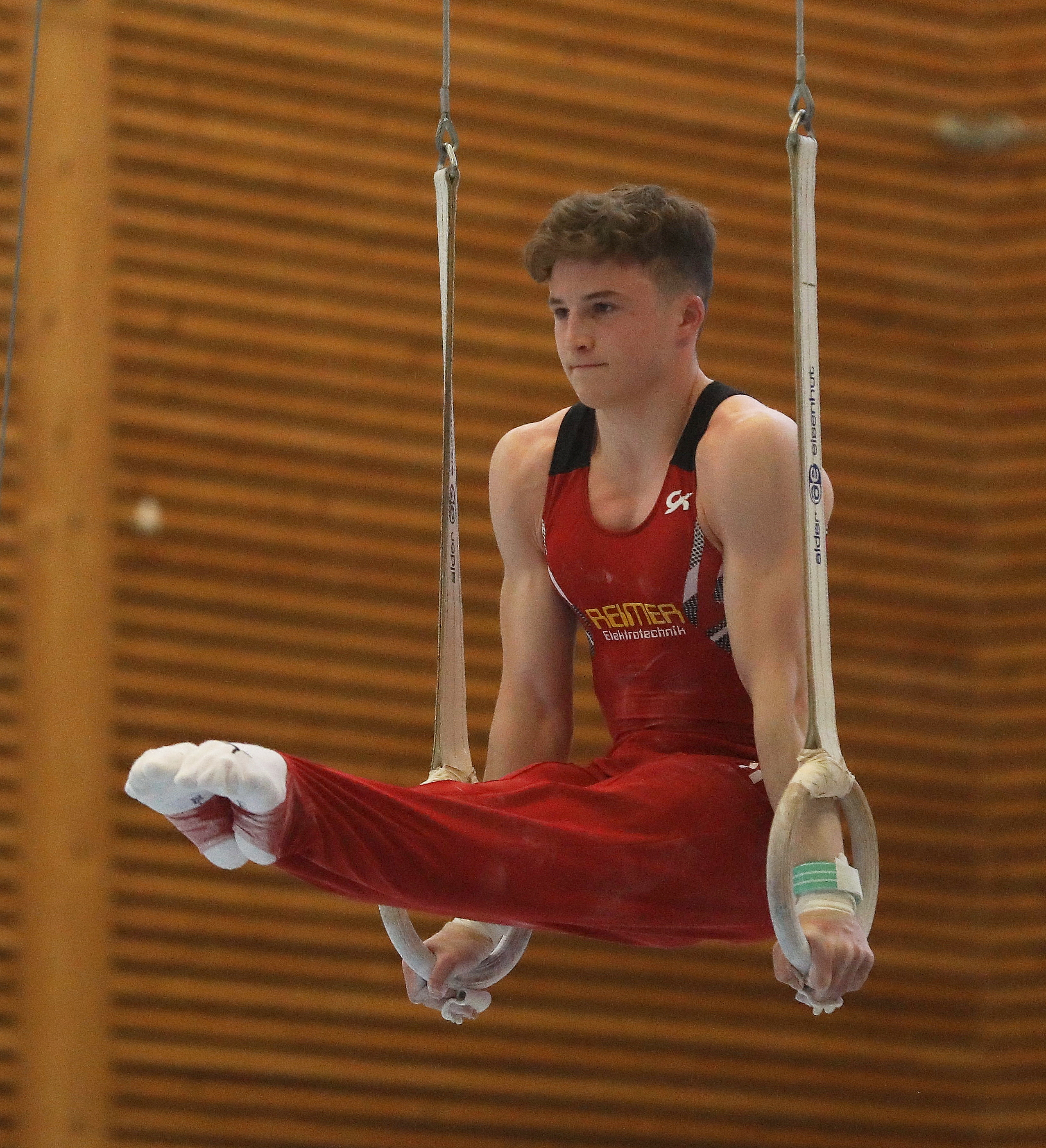
Alexander Kunz (* 2003)

- Kunz, Alfred (1894–1961), österreichischer Bühnen- und Kostümbildner
- Kunz, Andreas (1946–2022), deutscher Nordischer Kombinierer
- Kunz, Andreas (* 1967), deutscher Journalist und Musikwissenschaftler
- Kunz, Andreas (* 1982), deutscher Handballspieler
- Kunz, Annie (* 1993), US-amerikanische Leichtathletin
- Kunz, Arthur H. (1934–1993), US-amerikanischer Stadtplaner
- Kunz, Artur (1916–2018), deutscher Unternehmer (Getränkeindustrie)
- Kunz, Boris (* 1979), deutscher Regisseur und Drehbuchautor
- Kunz, Carl Friedrich (1785–1849), deutscher Weinhändler, Leihbibliothekar, Verleger und Schriftsteller
- Kunz, Cecilia (* 1971), deutsche Schauspielerin
- Kunz, Charlie (1896–1958), britischer Pianist und Bandleader
- Kunz, Christian (1927–2020), österreichischer Virologe
- Kunz, Christoph (* 1982), Schweizer Monoskifahrer
- Kunz, Christoph (* 1986), deutscher Koch
- Kunz, Christopher (* 1992), deutscher Jazz- und Improvisationsmusiker
- Kunz, Cirsten (* 1981), deutsche Politikerin (SPD), MdL Hessen
- Kunz, Clemens (* 1952), deutscher Ernährungswissenschaftler und Hochschullehrer
- Kunz, Doris (* 1974), deutsche Chemikerin
- Kunz, Earl (1898–1963), US-amerikanischer Baseballspieler
- Kunz, Eberhard (* 1937), deutscher Diplomat, Botschafter der DDR
- Kunz, Edmundo Luís (1919–1988), brasilianischer Geistlicher, Weihbischof in Porto Alegre
- Kunz, Emma (1892–1963), Schweizer Heilpraktikerin, Radiästhesistin und Künstlerin
- Kunz, Erhard (* 1934), deutscher römisch-katholischer Theologe
- Kunz, Erich (1897–1939), deutscher Politiker (NSDAP), MdR
- Kunz, Erich (1909–1995), österreichischer Opernsänger (Bariton)
- Kunz, Ernst (1891–1980), Schweizer Komponist
- Künz, Ernst (1912–1944), österreichischer Fußballspieler
- Kunz, Ernst (1933–2021), deutscher Mathematiker
- Kunz, Ernst W. (1912–1985), deutscher Maler und Bildhauer
- Kunz, Ernst-Adolf (1923–1981), deutscher Schriftsteller und Presseagent
- Kunz, Erwin Ernst (1917–2014), Schweizer Musiker und Komponist
- Kunz, Eva (1947–2023), deutsche Politikerin (SDP, SPD)
- Kunz, Felix (* 1961), Schweizer Unternehmer und MuseumsstifterFelix Kunz (* 1961)

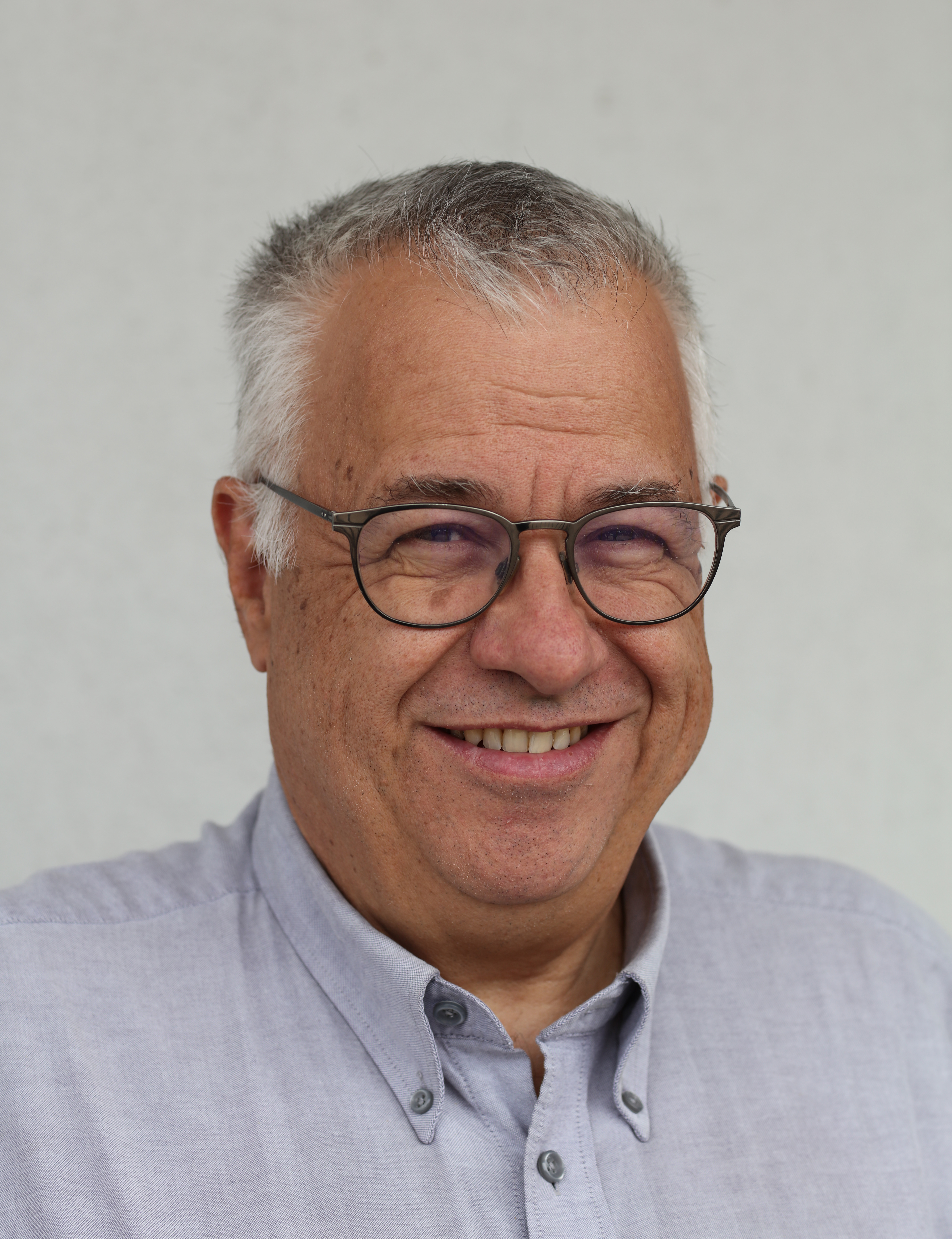
Felix Kunz (* 1961)

- Kunz, Ferdinand (1755–1825), deutscher Hochschullehrer
- Kunz, Florian (* 1972), deutscher Feldhockey-Spieler
- Kunz, Fredy (* 1944), Schweizer Schauspieler, Regisseur und Theaterleiter
- Kunz, Fritz (1868–1947), Schweizer Maler, Kirchenmaler, Zeichner und Mosaizist
- Kunz, George (* 1944), US-amerikanischer American-Football-Spieler
- Kunz, George Frederick (1856–1932), US-amerikanischer Mineraloge, Gemmologe und Mineraliensammler
- Kunz, Gerhard (* 1942), deutscher Politiker (CDU), MdA, MdB, MdEP
- Kunz, Gottfried (1859–1930), Schweizer Politiker (FDP)
- Kunz, Gregor (* 1959), deutscher Schriftsteller und Künstler
- Kunz, Gunnar (* 1961), deutscher Illustrator und Schriftsteller
- Kunz, Günter (* 1966), österreichischer DJ und Musikproduzent
- Kunz, Hannah (* 2005), deutsche Radrennfahrerin
- Kunz, Hanns-Friedrich (* 1945), deutscher Chorleiter
- Kunz, Hans (1904–1982), Schweizer Philosoph, Psychologe und Botaniker
- Kunz, Harry (* 1924), deutscher Fußballspieler
- Kunz, Heinrich (1793–1859), Schweizer Unternehmer
- Kunz, Helmut (1910–1976), deutscher Zahnarzt und Mitglied der Waffen-SS; Beteiligung an der Ermordung der Goebbels-Kinder
- Kunz, Horst (* 1940), deutscher Chemiker
- Kunz, Hugo (* 1875), deutscher Apotheker, jüdischer Gemeindevorsitzender
- Kunz, Hugo (1884–1938), deutscher Maler und Radierer
- Kunz, Jaroslav (* 1946), tschechisch-deutscher Tischtennisspieler und -trainer
- Kunz, Jean-Claude (* 1942), Schweizer Maler
- Kunz, Joachim (* 1959), deutscher Weltmeister in Gewichtheben, Olympiasieger
- Kunz, Johannes (1766–1835), Schultheiß und nassauischer Politiker
- Kunz, Johannes (1884–1946), deutscher Amtshauptmann
- Kunz, Johannes (* 1947), österreichischer Journalist, Publizist und UnternehmerJohannes Kunz (* 1947)

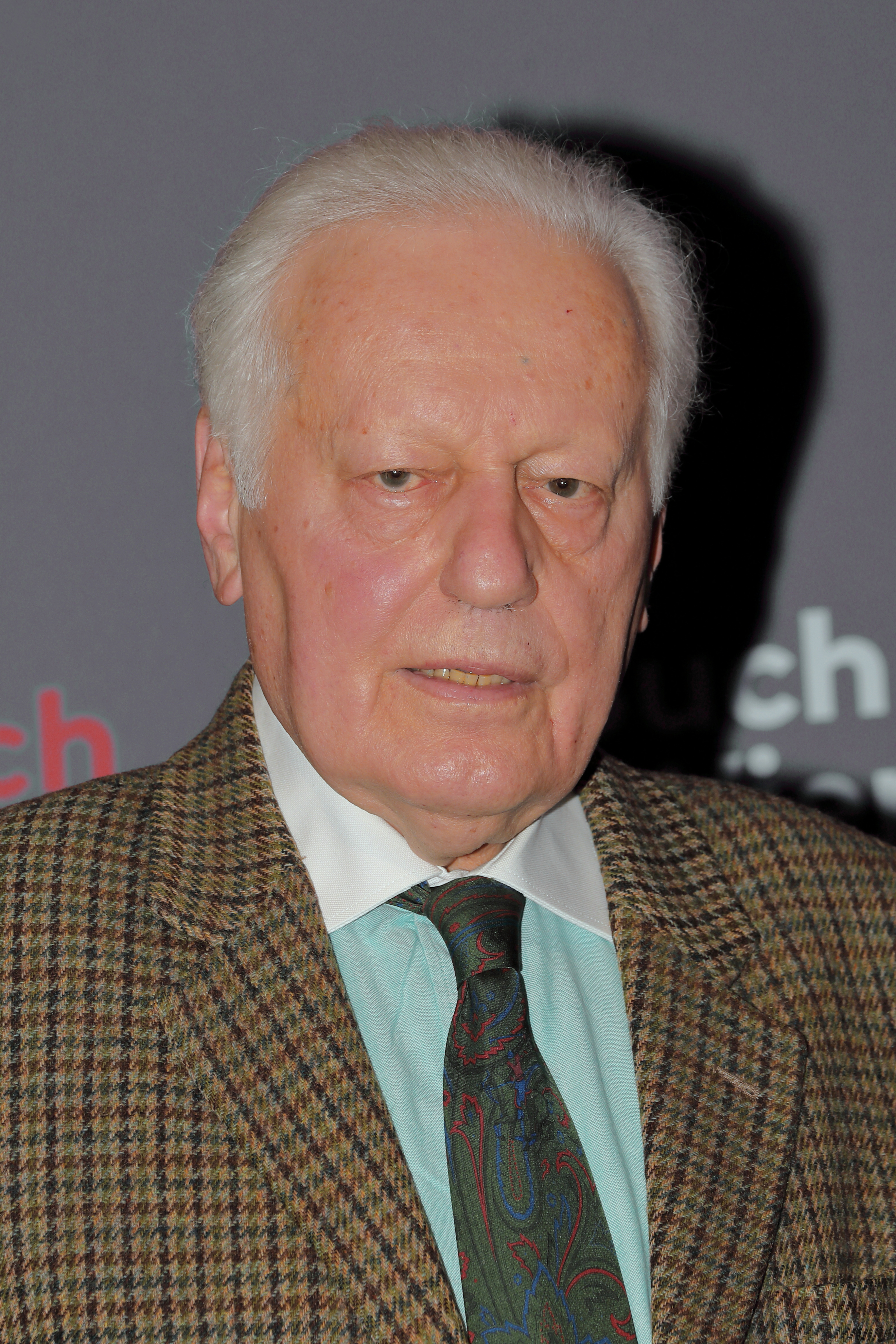
Johannes Kunz (* 1947)

- Kunz, Johannes (* 1957), deutscher Polizist und Präsident des Landeskriminalamts Rheinland-Pfalz
- Kunz, Jonathan (* 1988), deutscher Comicautor, Illustrator und Dozent
- Kunz, Josef (* 1945), Schweizer Politiker
- Kunz, Josef Laurenz (1890–1970), österreichisch-amerikanischer Rechtswissenschaftler
- Kunz, Jürg (* 1982), Schweizer Biathlet und Skilangläufer
- Kunz, Jutta (* 1955), deutsche Physikerin und Hochschullehrerin
- Kunz, Karl (1882–1931), deutscher Bibliothekar
- Kunz, Karl Friedrich (1904–1969), deutscher Maler
- Kunz, Karl Lorenz (1905–1971), deutscher Maler
- Kunz, Karl Theodor (1791–1863), deutscher Eisenbahningenieur und sächsischer Baubeamter, Eisenbahn-Pionier
- Kunz, Karl-Ludwig (* 1947), deutsch-schweizerischer Rechtswissenschaftler und Kriminologe
- Kunz, Kevin (* 1992), deutscher Fußballtorhüter
- Kunz, Konrad Max (1812–1875), deutscher Komponist der BayernhymneKonrad Max Kunz (1812–1875)
- Kunz, Kurt, Schweizer Diplomat

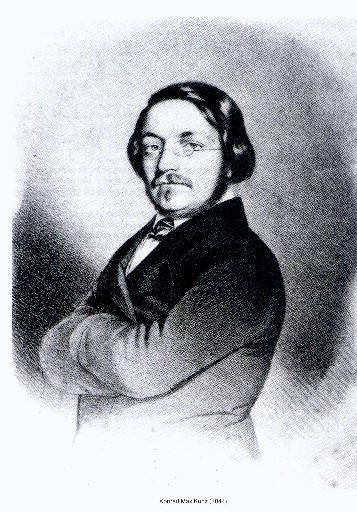
Konrad Max Kunz (1812–1875)

- Kunz, Leonard (* 1992), deutscher Schauspieler
- Kunz, Lothar (1892–1972), deutscher Politiker (BdL, SdP, NSDAP, GB/BHE), MdB
- Kunz, Ludwig (1900–1976), deutsch-niederländischer Autor und Herausgeber
- Kunz, Ludwig Adam (1857–1929), österreichisch-deutscher Maler
- Kunz, Marc (* 1988), deutscher Beachhandballspieler und Sportfunktionär
- Kunz, Maria (1899–1985), Schweizer Ärztin und Entwicklungshelferin
- Kunz, Martin (* 1947), Schweizer Philosoph, Psychotherapeut, Kulturschaffender, Autor und Musiker
- Kunz, Martin (1947–2021), Schweizer Kunsthistoriker und Kurator
- Kunz, Martin Andreas (* 1960), deutscher Journalist, Chefredakteur und Autor
- Kunz, Martina (* 1984), Schweizer Duathletin und Triathletin
- Kunz, Max (1929–2024), deutscher Politiker (CSU), MdB
- Kunz, Michael (* 1958), deutscher Sportwissenschaftler
- Kunz, Michel (* 1959), Schweizer Manager
- Kunz, Nicolin (1953–1997), österreichische Schauspielerin
- Kunz, Nikolaus (1780–1843), deutscher Landwirt, Schultheiß und Abgeordneter
- Kunz, Nina (* 1993), Schweizer Journalistin, Kolumnistin und Schriftstellerin
- Kunz, Opal (1894–1967), amerikanische Pilotin, Feministin
- Kunz, Otmar († 1577), Abt des Klosters St. Gallen
- Kunz, Otto (1872–1959), deutscher Fabrikant feuerfester Erzeugnisse
- Kunz, Otto (1880–1949), Salzburger Kulturjournalist und Bibliothekar
- Kunz, Otto (1887–1952), Schweizer Journalist
- Kunz, Otto Ludwig (1904–1985), deutscher Maler, Designer und Architekt
- Kunz, Patrick (* 1977), deutscher Politiker (Freie Wähler), MdL Rheinland-Pfalz
- Kunz, Paul (1942–2018), US-amerikanischer Teilchenphysiker und Softwareentwickler
- Kunz, Peter († 1544), Reformator des Nieder- und Obersimmentals und Pfarrer am Berner Münster
- Kunz, Peter (1816–1888), deutscher Landwirt, Schultheiß und Abgeordneter
- Kunz, Peter (1872–1959), deutscher Pädagoge, Landtagsabgeordneter
- Kunz, Peter (* 1962), deutscher Journalist
- Kunz, Peter V. (* 1965), Schweizer Wirtschaftsrechtler und Politiker
- Kunz, Ralph (* 1964), schweizerischer evangelisch-reformierter Pfarrer und Professor für Praktische Theologie
- Kunz, Regina (* 1962), deutsche Medizinerin, Epidemiologin und Hochschullehrerin
- Kunz, Roland (* 1960), deutscher CountertenorRoland Kunz (* 1960)

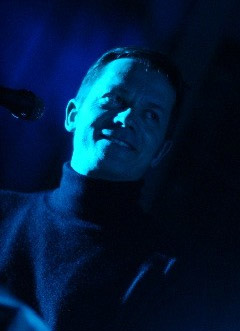
Roland Kunz (* 1960)

- Kunz, Rolf Henry (1939–2017), deutscher Organist und Kapellmeister
- Kunz, Rolf W. (* 1949), Schweizer Komponist klassischer Unterhaltungsmusik
- Kunz, Rüdiger (1926–2013), österreichischer Luftfahrtingenieur, Flugzeugkonstrukteur und Segelflieger
- Kunz, Rudolf (1856–1930), Schweizer Offizier
- Kunz, Sacha (* 1978), Schweizer Rechtsextremist
- Kunz, Samuel (1921–2010), deutscher KZ-Wachmann und mutmaßlicher Kriegsverbrecher
- Kunz, Sigrun (* 1939), deutsche Tischtennisspielerin
- Kunz, Simon (* 1962), britischer Film und Theaterschauspieler
- Kunz, Stanley H. (1864–1946), US-amerikanischer Politiker
- Kunz, Stephan (* 1972), liechtensteinischer Skilangläufer
- Kunz, Susanne (* 1978), Schweizer Moderatorin, Schauspielerin und Kabarettistin
- Kunz, Thomas H. (1938–2020), US-amerikanischer Biologe und Mammaloge
- Kunz, Tobias (* 1972), deutscher Kunsthistoriker
- Kunz, Tobias (* 1989), deutscher Eishockeyspieler
- Kunz, Udo (1924–2015), deutscher Unternehmer
- Kunz, Uli (* 1975), deutscher Meeresbiologe und ForschungstaucherUli Kunz (* 1975)

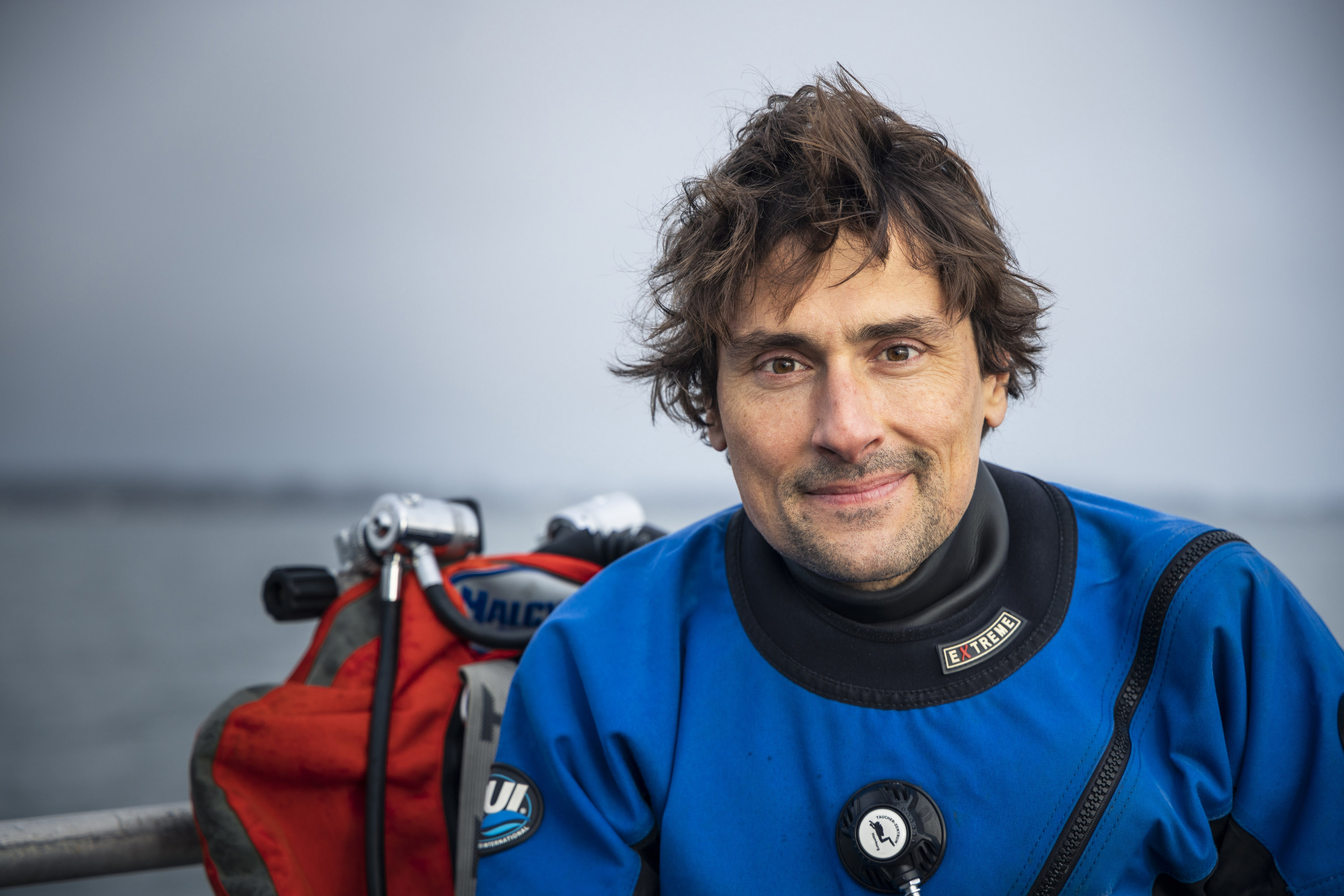
Uli Kunz (* 1975)

- Kunz, Urs (* 1974), Schweizer Nordischer Kombinierer
- Kunz, Viktor (* 1968), Schweizer Radsportler
- Kunz, Walter, deutscher erzgebirgischer Mundartsänger und -sprecher
- Kunz, Werner (* 1926), Schweizer Filmproduzent
- Kunz, Werner (* 1940), deutscher Biologe
- Kunz, Werner (* 1960), deutscher Chemiker
- Kunz, Werner Friedrich (1896–1981), Schweizer Bildhauer und Plastiker
- Kunz-Eisenlohr, Claudia (* 1963), deutsche Opernsängerin (Sopran) und Hochschullehrerin
- Kunz-Krause, Hermann (1861–1936), deutscher Pharmakologe
- Kunz-Langenauer, Elisabeth (1942–2022), Schweizer Politikerin

#### Kunza
- Kunzang, Lenchu (* 1992), bhutanische Sportschützin

#### Kunze
- Kunze, Achim (1932–1992), deutscher Politiker (CDU), MdL Mecklenburg-Vorpommern
- Kunze, Agnes (1923–1998), deutsche Sozialarbeiterin
- Kunze, Albert (1872–1954), deutscher Opernsänger, Komiker und Schriftsteller
- Kunze, Albert (1877–1949), deutscher Maler
- Kunze, Alexander (* 1971), deutscher Fußballtorhüter
- Kunze, Alfred (1909–1996), deutscher Fußballspieler und Fußballtrainer in der DDR
- Kunze, Andreas (1952–2010), deutscher Schauspieler
- Kunze, Andreas (* 1978), deutscher Entertainer, Radio- und Fernseh-Moderator, Musiker und GastronomAndreas Kunze (* 1978)

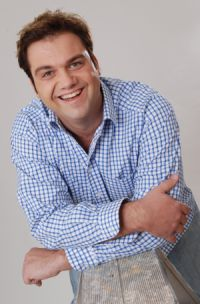
Andreas Kunze (* 1978)

- Kunze, Andreas (* 1991), deutscher Unternehmer
- Kunze, Anne (* 1981), deutsche investigative Journalistin
- Kunze, Annelore (1920–2013), deutsche Schauspielerin und Sprecherin
- Kunze, August (1892–1959), deutscher Politiker, Gewerkschaftsfunktionär
- Kunze, Axel Bernd (* 1972), deutscher Erziehungswissenschaftler und katholischer Sozialethiker
- Kunze, Betty (1787–1867), Malerin und Sängerin
- Kunze, Carl Ernst (1801–1869), deutscher Richter und Politiker, MdL
- Kunze, Christian (* 1962), deutscher Klassischer Archäologe
- Kunze, Corinna (1963–2022), deutsche Handballspielerin
- Kunze, Dagmar (1941–2023), deutsche Malerin, Grafikerin und Illustratorin
- Kunze, Dana (* 1961), US-amerikanischer Wasserspringer
- Kunze, Daniel (* 1988), österreichischer Regisseur
- Kunze, Danilo (* 1971), deutscher Fußballspieler
- Kunze, David (* 1998), deutscher Synchronsprecher
- Kunze, Detlef (1941–2021), deutscher Kinderarzt, Hochschullehrer und Ärztevertreter
- Kunze, Egon (1930–2010), deutscher Chemiker
- Kunze, Emil (1901–1994), deutscher Klassischer Archäologe
- Kunze, Eric (* 1971), US-amerikanischer Broadway-Musicaldarsteller und Sänger
- Kunze, Erich (1905–1992), deutsch-finnischer Hochschullehrer, Literaturwissenschaftler und Übersetzer
- Kunze, Fabian (* 1998), deutscher Fußballspieler
- Kunze, Falk (* 1968), deutscher Fußballspieler
- Kunze, Florian (* 1981), deutscher Wirtschaftswissenschaftler
- Kunze, Fredo (* 1936), deutscher Drechsel-Künstler
- Kunze, Friedrich Gotthold (1807–1876), deutscher Lehrer und Autor
- Kunze, Fritz-Joachim (1924–2023), deutscher General
- Kunze, Gerhard (1892–1954), deutscher Pastor
- Kunze, Gerhard (1924–2006), deutscher Fußballschiedsrichter
- Kunze, Gerhard Wilhelm (* 1906), US-amerikanischer Angehöriger des nationalsozialistischen Amerikadeutschen Bundes
- Kunze, Gustav (1793–1851), deutscher Botaniker, Bryologe, Spongiologe, Entomologe und Arzt
- Kunze, Hagen (* 1973), deutscher Publizist, Musikkritiker und Dramaturg
- Kunze, Hansjörg (* 1959), deutscher Leichtathlet und Olympiamedaillengewinner
- Kunze, Harry (* 1948), deutscher Fußballspieler
- Kunze, Heinz Rudolf (* 1956), deutscher RocksängerHeinz Rudolf Kunze (* 1956)

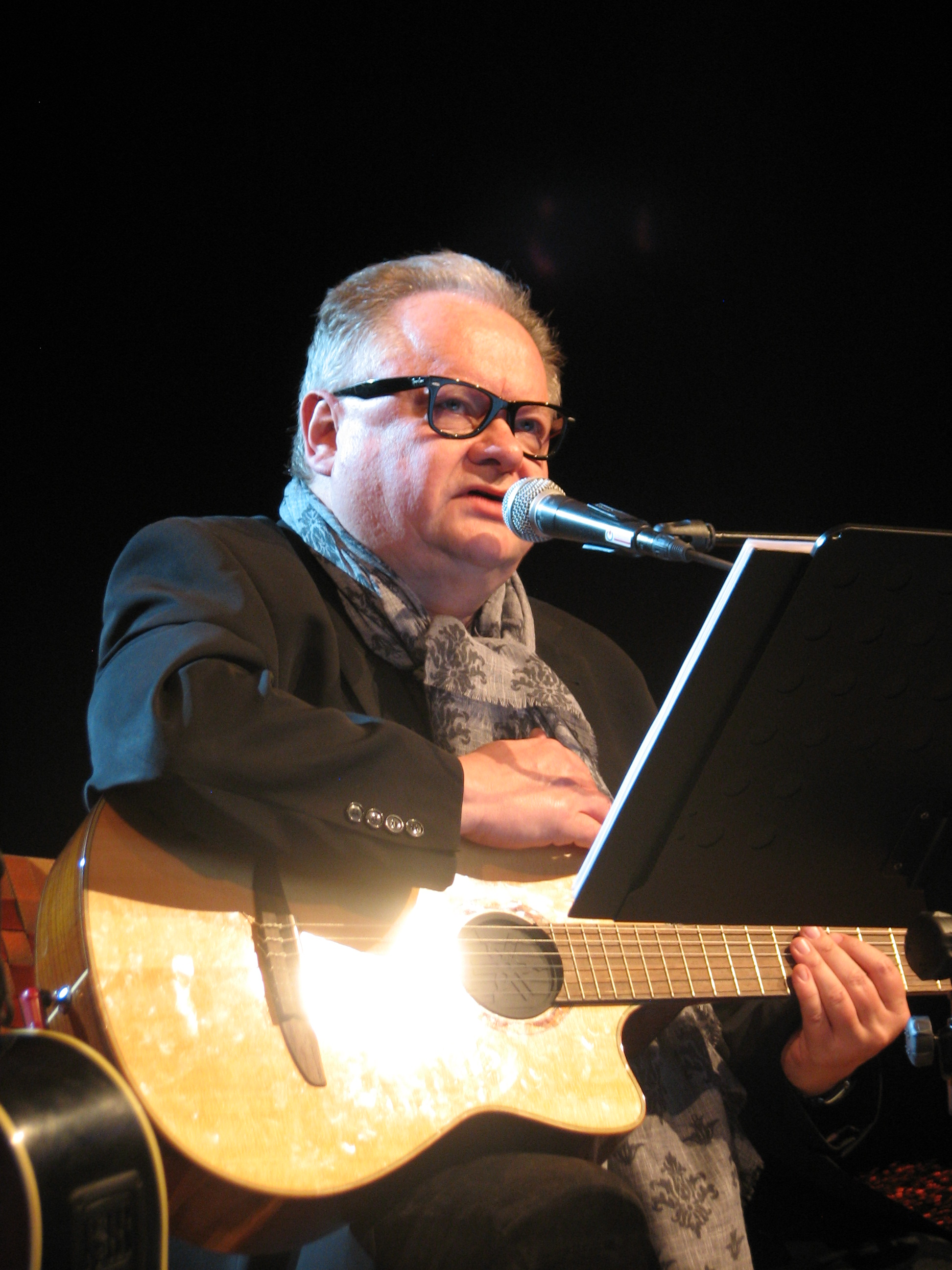
Heinz Rudolf Kunze (* 1956)

- Kunze, Herbert (1895–1975), deutscher Kunsthistoriker und Direktor des Angermuseums
- Kunze, Herbert (1908–2007), deutscher Eishockey- und Tennisspieler sowie Eishockeyfunktionär
- Kunze, Herbert (1913–1981), deutscher Maler
- Kunze, Horst (1909–2000), deutscher Bibliothekar, Generaldirektor der Deutschen Staatsbibliothek (Ostberlin)
- Kunze, Horst (* 1956), deutscher Fußballspieler
- Kunze, Janine (* 1974), deutsche Schauspielerin und Moderatorin
- Kunze, Jens (* 1967), deutscher Historiker
- Kunze, Joachim (1930–2013), deutscher Politiker (SED), Oberbürgermeister von Suhl
- Kunze, Joachim (* 1966), deutscher Trompeter, Komponist und Musikpädagoge
- Kunze, Johann Christoph (1744–1807), deutscher Pietist und evangelischer Missionar
- Kunze, Johannes (1865–1927), deutscher Theologe und Hochschullehrer
- Kunze, Johannes (1892–1959), deutscher Politiker (CDU), MdL, MdB
- Kunze, Johannes (* 1909), deutscher Lehrer und nationalsozialistischer Funktionär
- Kunze, Johannes Franz († 1910), deutscher Verwaltungsjurist und Landrat
- Kunze, Jörg (* 1968), deutscher Handballspieler
- Kunze, Jörg (* 1983), deutscher Schauspieler und Musiker
- Kunze, Julia (* 1976), deutsche Schauspielerin
- Kunze, Jürgen (* 1937), deutscher Sprachwissenschaftler, Computerlinguist und Hochschullehrer
- Kunze, Jürgen (* 1945), deutscher Ökonom und Politiker (BSW, FDP), MdA
- Kunze, Kahena (* 1991), brasilianische Seglerin
- Kunze, Karl (1840–1895), deutscher Philologe und erster Herausgeber von „Kunzes Kalender“
- Kunze, Karl (1863–1927), deutscher Bibliothekar und Historiker
- Kunze, Kerstin (* 1971), deutsche Schachspielerin
- Kunze, Klaus (* 1953), deutscher Jurist, Heimatforscher, Genealoge und Autor
- Kunze, Konrad (* 1939), deutscher Germanistischer Mediävist, Sprachforscher und Namenforscher
- Kunze, Konradin (* 1977), deutscher Schauspieler, Regisseur und Autor
- Kunze, Ludwig (1805–1890), deutscher Mathematiker und Gymnasiallehrer
- Kunze, Lukas (* 1998), deutscher Fußballspieler
- Kunze, Maik (* 1977), deutscher Fußballspieler und Fußballtrainer
- Kunze, Mandy (* 1978), deutsche Malerin und Vertreterin der „Neuen Leipziger Schule“
- Kunze, Matthias (* 1952), deutscher Klavierbauer in Mecklenburg
- Kunze, Max (* 1944), deutscher Klassischer Archäologe
- Kunze, Max Friedrich (1838–1921), deutscher Forstwissenschaftler
- Kunze, Michael (* 1943), deutscher Liedtexter, Schriftsteller und LibrettistMichael Kunze (* 1943)

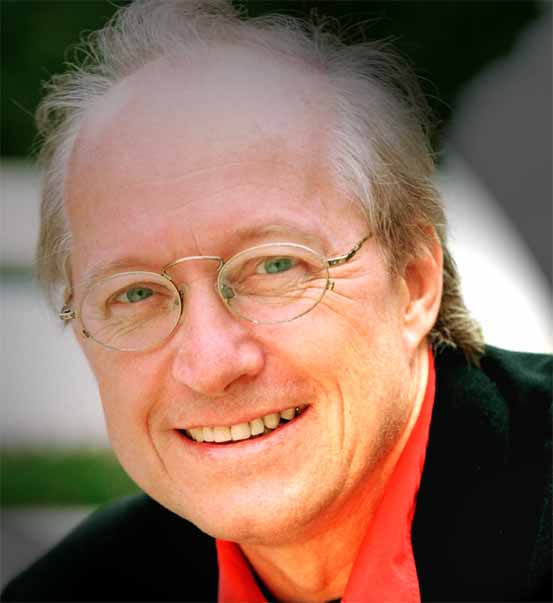
Michael Kunze (* 1943)

- Kunze, Michael (* 1944), deutscher Politiker (NDPD)
- Kunze, Michael (* 1961), deutscher Künstler
- Kunze, Olena (* 1975), ukrainisch-deutsche Komponistin, Autorin, Klavierpädagogin und Unternehmerin
- Kunze, Olivia-Patrizia (* 1989), deutsche Schauspielerin, Sängerin und Musicaldarstellerin
- Kunze, Otto (* 1884), deutscher Politiker (USPD/KPD/KAG/SPD), MdL Preußen
- Kunze, Otto (1895–1936), deutscher SA-Führer und -funktionär
- Kunze, Paul (1892–1977), deutscher Maler, Graphiker und Kunsterzieher in Bremerhaven
- Kunze, Paul (1897–1986), deutscher Physiker
- Kunze, Paul (1904–1983), niederländischer Fechter
- Kunze, Peter (* 1942), deutscher Sorabist
- Kunze, Ralph Qno (* 1971), deutscher Musiker und Maler
- Kunze, Ray (1928–2014), US-amerikanischer Mathematiker
- Kunze, Reiner (* 1933), deutscher Schriftsteller, literarischer Übersetzer und DDR-DissidentReiner Kunze (* 1933)

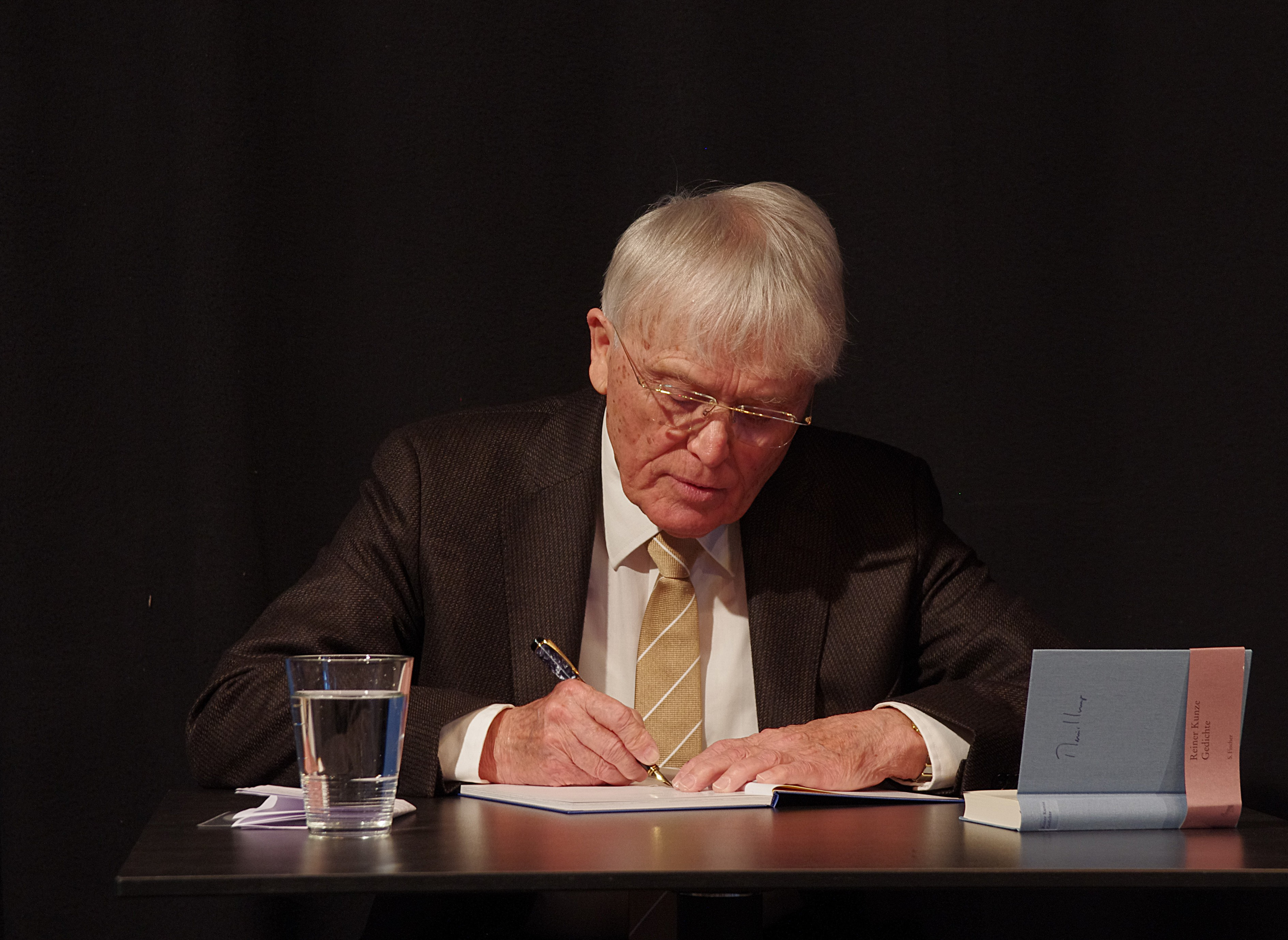
Reiner Kunze (* 1933)

- Kunze, Richard (1872–1945), deutscher Lehrer, Publizist und Politiker (NSDAP), MdR, MdL
- Kunze, Rolf (1926–2010), deutscher Pädagoge und Holzschnitzer
- Kunze, Rolf-Ulrich (* 1968), deutscher Historiker
- Kunze, Rüdiger (* 1949), deutscher Weltmeister im Rudern
- Kunze, Sarah (* 2002), deutsche Synchronsprecherin
- Kunze, Selma (* 2002), deutsche Schauspielerin
- Kunze, Sepp (* 1988), deutscher Fußballspieler
- Kunze, Stefan (1933–1992), deutscher Musikwissenschaftler
- Kunze, Stephan (1772–1851), deutscher Theologe, Dichter und Heimatforscher
- Kunze, Thomas (* 1963), deutscher Historiker und AutorThomas Kunze (* 1963)

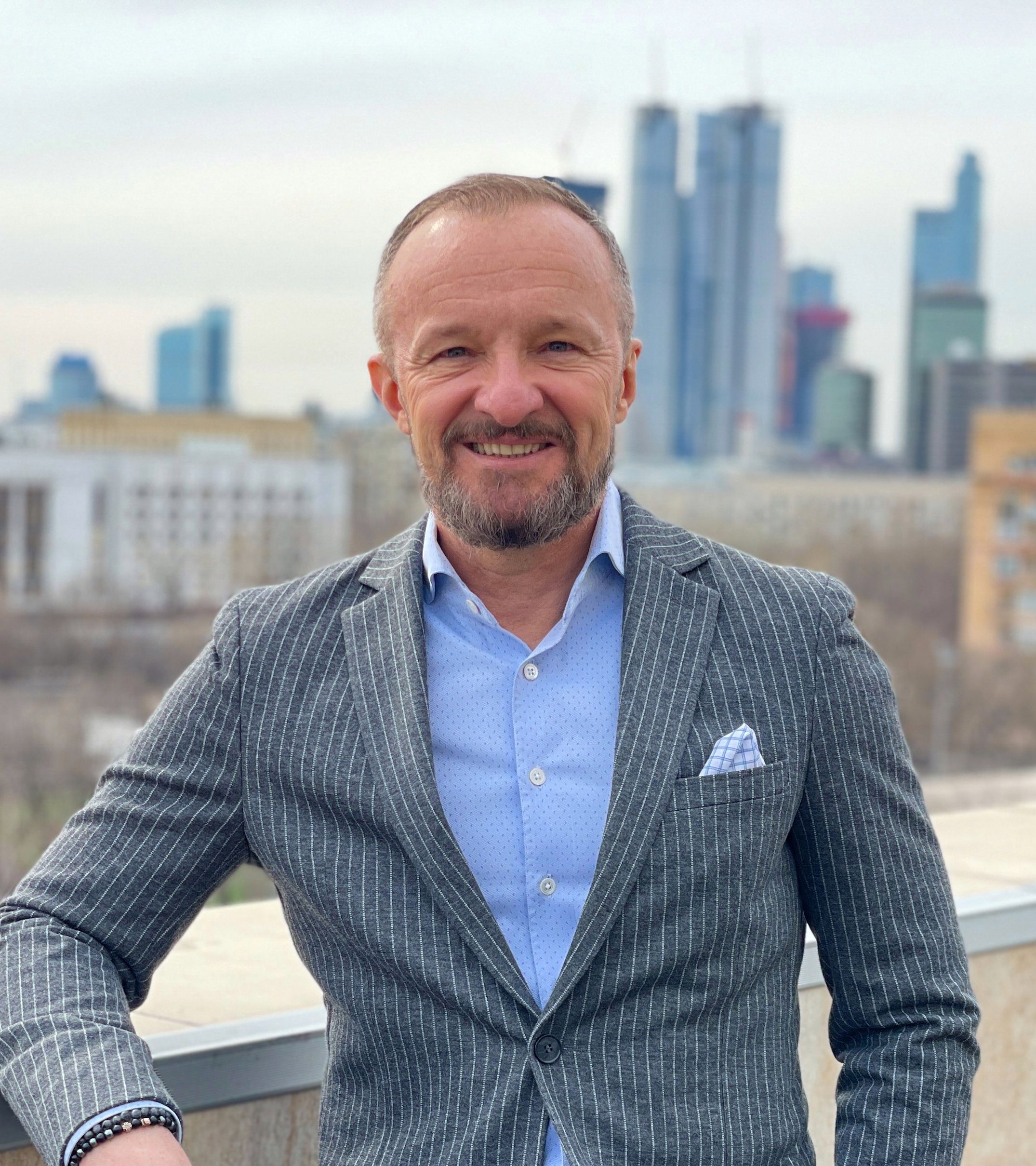
Thomas Kunze (* 1963)

- Kunze, Tobias (* 1981), deutscher Slam-Poet, Rapper und Autor
- Kunze, Torsten (* 1969), deutscher Jurist, Generalstaatsanwalt in Frankfurt am Main
- Kunze, Volkmar (* 1954), deutscher Politiker (FDP), Dozent und ehemaliger Oberbürgermeister
- Kunze, Walter (1884–1972), deutscher Politiker (DDP, CDU); MdA
- Kunze, Walter (1898–1977), deutscher Politiker (LDP/FDP), Finanzminister in Brandenburg, Bezirksamtsleiter in Altona
- Kunze, Walther (1890–1952), deutscher Bauingenieur
- Kunze, Werner (1890–1970), deutscher Mathematiker und Kryptoanalytiker beim Auswärtigen Amt
- Kunze, Werner (1909–1986), deutscher Verwaltungsbeamter und Politiker (SPD), MdL, MdB
- Kunze, Werner (1927–2025), deutscher Betriebswirt und Autor
- Kunze, Wilhelm (1894–1960), deutscher Generalmajor
- Kunze, Wolfgang (1926–2016), deutscher Brauwissenschaftler
- Kunze, Yvonne (* 1978), deutsche Shorttrackerin
- Kunze-Concewitz, Robert (* 1967), österreichischer Manager
- Kunze-Götte, Erika (* 1931), deutsche Klassische Archäologin
- Kunze-Libnow, Ramona (* 1957), deutsche Schauspielerin und SynchronsprecherinRamona Kunze-Libnow (* 1957)

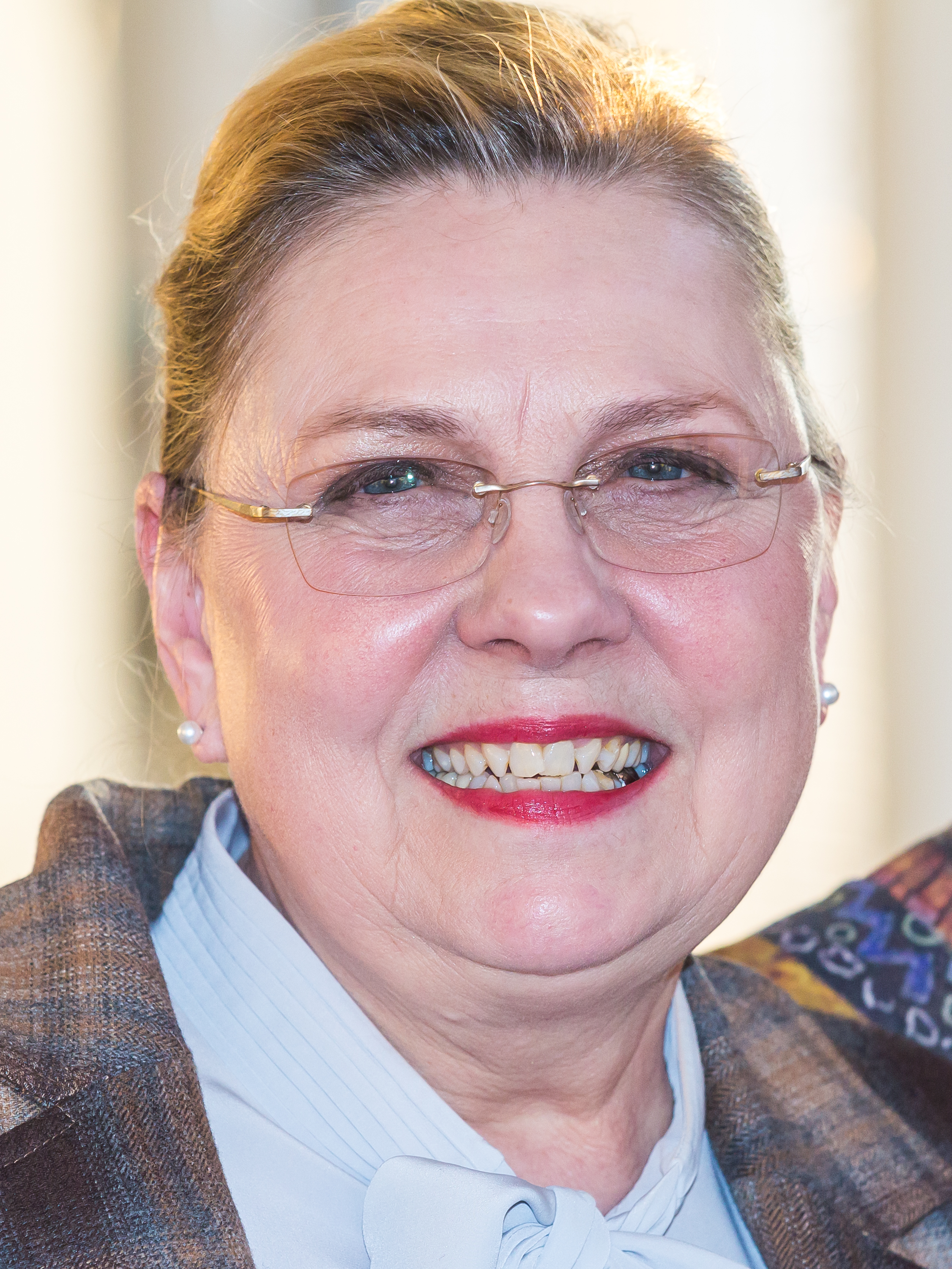
Ramona Kunze-Libnow (* 1957)

- Kunzek von Lichton, August (1795–1865), österreichischer Physiker, Mathematiker und Hochschullehrer
- Künzel, Carl (1808–1877), deutscher Autographensammler
- Künzel, Carl G. (* 1906), deutscher Unternehmer
- Künzel, Carmela, deutsche Schönheitskönigin und Schauspielerin sowie Fotomodell
- Künzel, Erich (1922–2009), deutscher Veterinärmediziner und Anatom an der Freien Universität Berlin
- Kunzel, Erich (1935–2009), US-amerikanischer Dirigent
- Künzel, Franz (1900–1986), deutscher Politiker (SdP), MdR
- Künzel, Franz Peter (1925–2023), deutscher Übersetzer
- Künzel, Gerhard (* 1923), deutscher Diplomat und SED-Funktionär, Botschafter der DDR
- Künzel, Gero (* 1962), deutscher Maler
- Künzel, Hermann, deutscher Bürgermeister und Politiker, MdL
- Künzel, Ingrid (* 1938), deutsche Schwimmerin
- Künzel, Johannes (1899–1978), deutscher Politiker (NSDAP), MdR
- Künzel, Johannes (1931–2008), deutscher Sänger (Bassbariton) und Gesangspädagoge
- Künzel, Jürgen (* 1974), deutscher Motorradrennfahrer
- Künzel, Karl (1889–1945), österreichischer Filmproduktionsleiter, Herstellungs- und Herstellungsgruppenleiter
- Künzel, Lutz (1951–2024), deutscher Musiker, Komponist, Textdichter und Arrangeur
- Künzel, Martha (1900–1957), biologisch-dynamische Pflanzenzüchterin im KZ Dachau
- Künzel, Michael (* 1973), deutscher Eisschnellläufer
- Künzel, Otto (1903–1966), deutscher Verwaltungsbeamter und Politiker (SPD), MdL Württemberg-Hohenzollern und Beigeordneter, Verfolgter des NS-Regimes
- Künzel, Rainer (* 1942), deutscher Ökonom
- Künzel, Tobias (* 1964), deutscher Sänger, Frontmann der Gruppe „Die Prinzen“Tobias Künzel (* 1964)

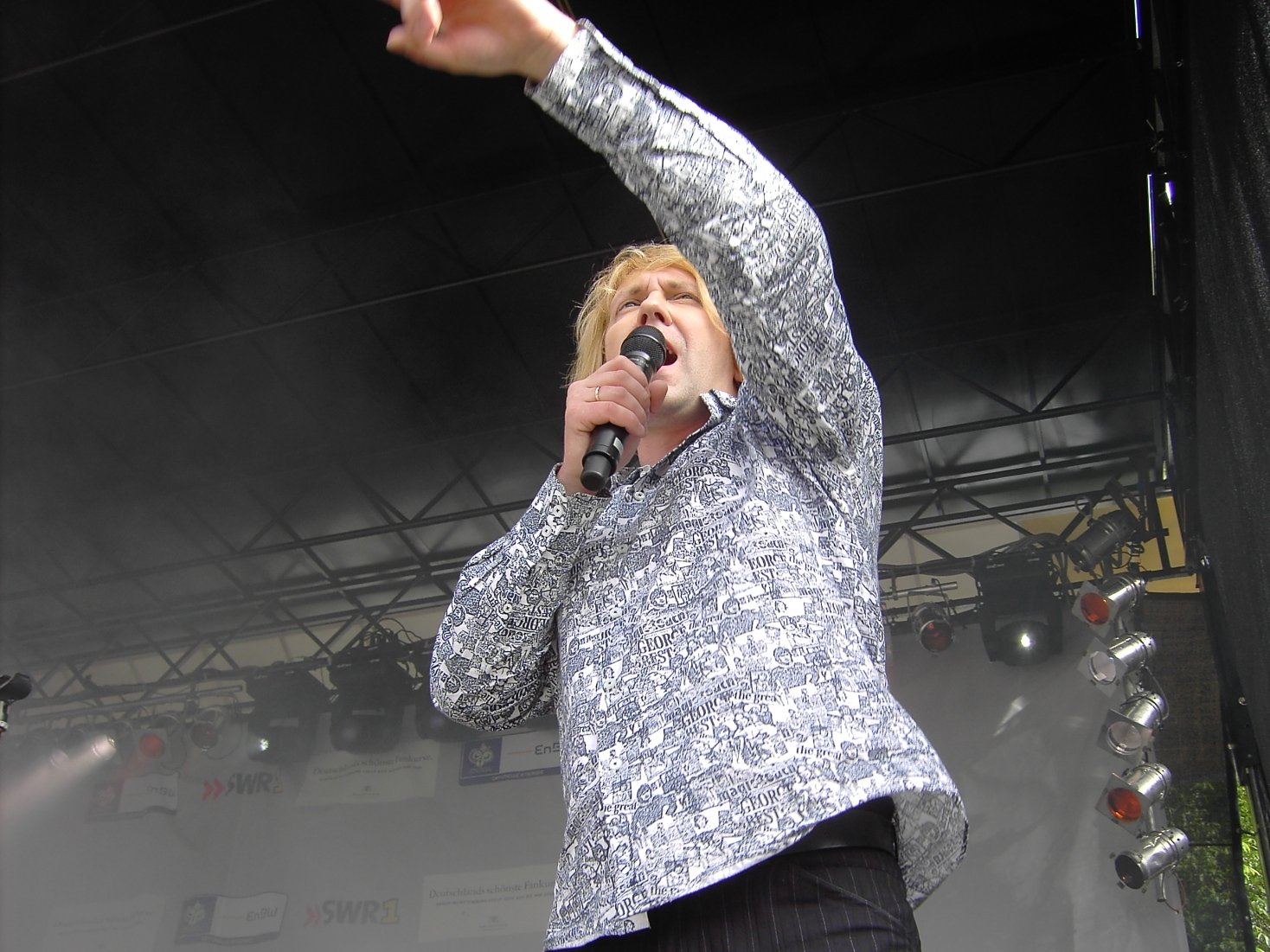
Tobias Künzel (* 1964)

- Künzel, Walter (1928–2021), deutscher Zahnmediziner, letzter Rektor der Medizinischen Akademie Erfurt
- Künzel, Wolfgang (* 1936), deutscher Gynäkologe und Geburtshelfer
- Kunzelmann, Adalbero (1898–1975), deutscher Augustiner, Kirchenmusiker und Autor
- Kunzelmann, Dieter (1939–2018), deutscher politischer Aktivist der 68er-Bewegung, Kopf der Terrorgruppe Tupamaros West-Berlin, MdA
- Kunzelmann, Stephan (* 1978), deutscher Schwimmer
- Kunzemann, Heinrich Friedrich (1899–1944), deutscher Verwaltungsbeamter, Parteifunktionär (NSDAP) und Mitglied des Provinziallandtages der Provinz Hessen-Nassau
- Kunzen, Adolph Carl (1720–1781), deutscher Komponist und Organist
- Kunzen, Friedrich Ludwig Æmilius (1761–1817), deutscher Komponist und Dirigent
- Kunzen, Johann Paul (1696–1757), deutscher Komponist und Organist
- Kunzendorf, Joachim, deutscher Synchronregisseur und Sprecher
- Kunzendorf, Nina (* 1971), deutsche Schauspielerin
- Kunzendorf, Nora (* 1985), deutsche Synchronsprecherin
- Kunzenmann, Werner (1920–2012), österreichischer Verleger, Publizist und Diakon
- Künzer, Franz (1819–1881), deutscher katholischer Theologe, Jurist und Politiker (DRP), MdR
- Künzer, Franz (1864–1947), deutscher Verwaltungsjurist und Abgeordneter in Preußen
- Künzer, Nia (* 1980), deutsche Fußballfunktionärin und ehemalige FußballspielerinNia Künzer (* 1980)

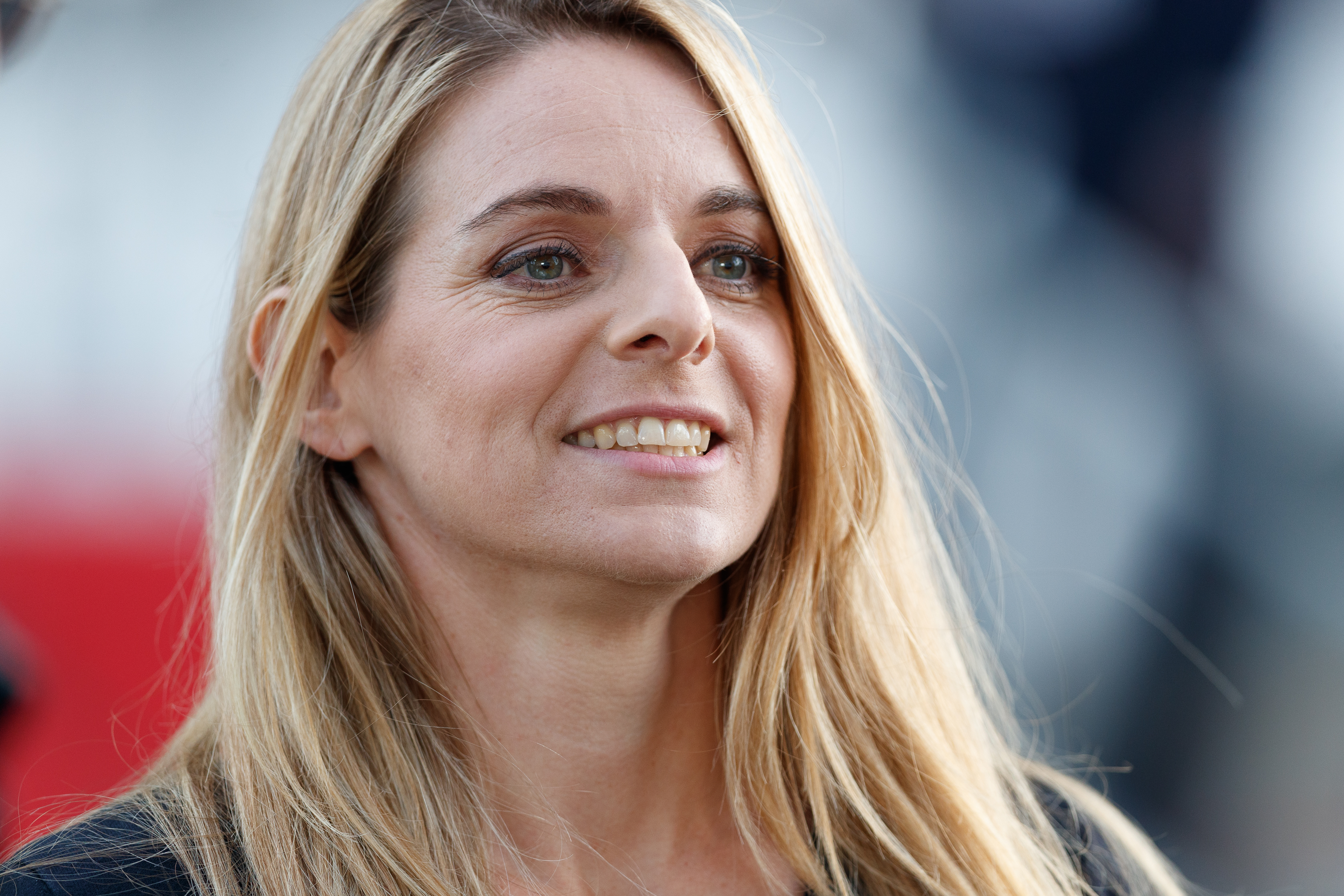
Nia Künzer (* 1980)

- Künzer-Riebel, Barbara (* 1954), deutsche Autorin und Begründerin der Initiative REGENBOGEN
- Kunzewitsch, Anatoli Demjanowitsch (1934–2002), russischer General der Chemiewaffen und Chemiker
- Kunzewitsch, Josaphat (1580–1623), Heiliger und Erzbischof von Polock

#### Kunzi
- Künzi, Adrian (* 1973), Schweizer Bankmanager
- Künzi, Gottfried (1864–1930), Schweizer Mosaist
- Künzi, Hans (1924–2004), Schweizer Mathematiker und Politiker (Freisinnig-Demokratische Partei)
- Kunzi, Ingo (* 1966), deutscher Trance-DJ und Musikproduzent
- Künzi, Niklaus (1936–2022), Schweizer Agrarwissenschaftler
- Künzi, Sandra (* 1969), schweizerische Autorin, Musikerin und "Spoken Word"-Performerin
- Künzi, Tobias (* 1998), Schweizer Badmintonspieler
- Künzig, Andrea (* 1963), deutsche Fotografin
- Künzig, Carl, deutscher Jurist und Wirtschaftsfunktionär
- Künzig, Johannes (1897–1982), deutscher Volkskundler und Institutsbegründer
- Künzig, Susanne (* 1964), deutsche Handballschiedsrichterin
- Kunzinger, Michael (* 1968), österreichischer Mathematiker

#### Kunzl
- Künzl, Ernst (* 1939), deutscher Klassischer Archäologe
- Künzl, Hannelore (1940–2000), deutsche Kunsthistorikerin
- Künzl, Reiner (* 1938), deutscher Veterinär und Sanitätsoffizier
- Künzl, Simone (* 1992), deutsche Poolbillardspielerin
- Künzle, Hans (* 1961), Schweizer Versicherungsmanager
- Künzle, Hans Peter (* 1951), Schweizer Jazzmusiker
- Künzle, Johann (1857–1945), Schweizer katholischer Theologe, Wegbereiter der modernen Phyto-Therapie
- Künzle, Johannes (1749–1820), Schweizer Politiker
- Künzle, Martin (* 1980), Schweizer Skisprungtrainer
- Künzle, Michael (* 1965), Schweizer Politiker, Stadtpräsident von Winterthur
- Künzle, Mike (* 1993), Schweizer Eishockeyspieler
- Künzle, Ruth (* 1972), Schweizer Eishockeyspielerin
- Künzler, Albert (1911–1982), Schweizer Eishockeyspieler
- Künzler, Alexander (* 1962), deutscher Boxsportler
- Künzler, August (1901–1983), schweizerisch-tansanischer Gärtner und Unternehmer
- Künzler, Conrad († 1637), Schweizer Ratsherr, Vogteischreiber und Gemeindepräsident
- Künzler, Gertrud (* 1935), deutsche Handballspielerin
- Künzler, Jakob (1871–1949), Schweizer Zimmermann, evangelischer Diakon, Missionar und Arzt
- Künzler, Laura (* 1996), Schweizer VolleyballspielerinLaura Künzler (* 1996)

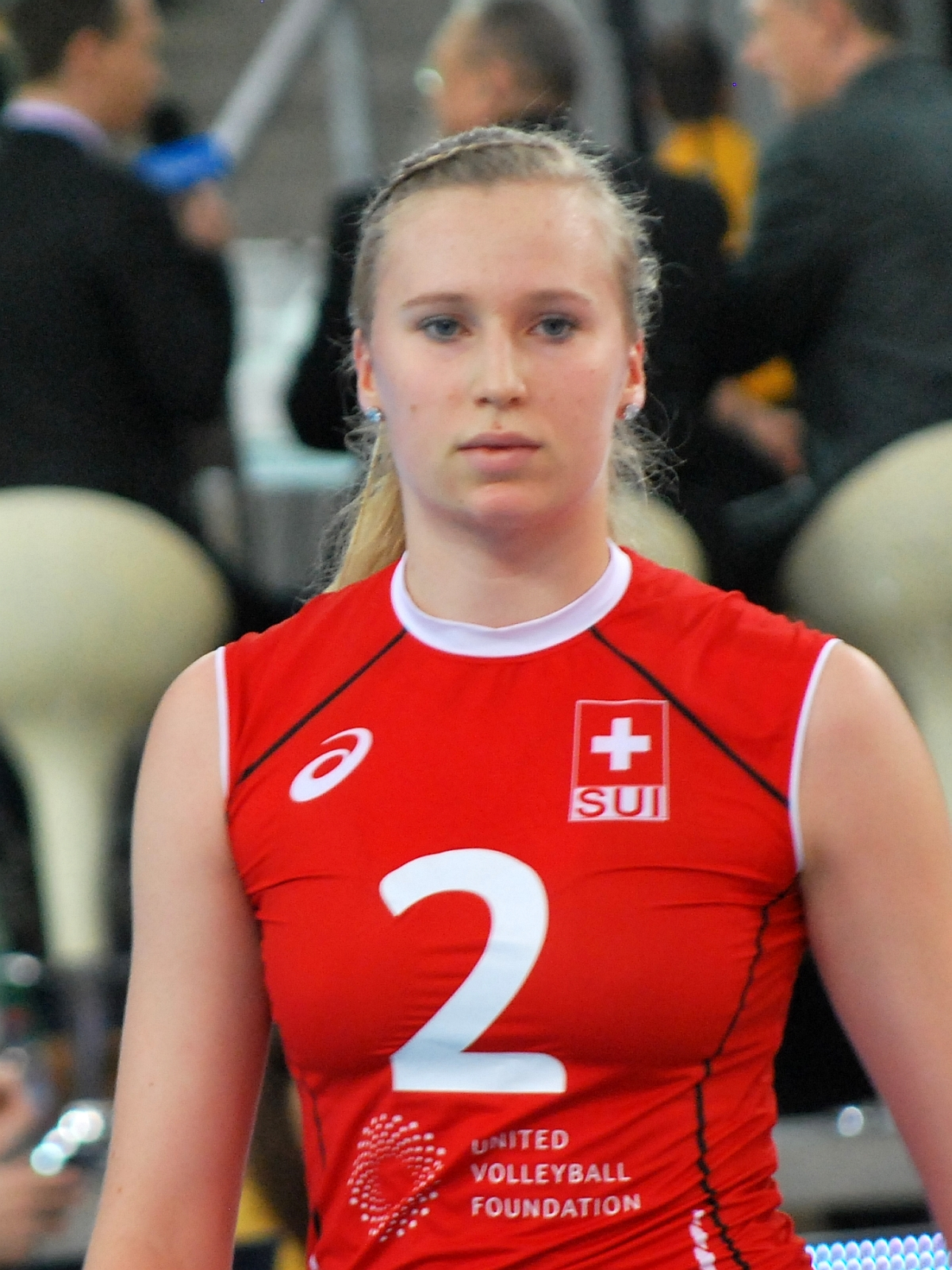
Laura Künzler (* 1996)

- Kunzler, Martin (* 1947), deutscher Jazzbassist und Musikjournalist
- Künzler, Mathis (* 1978), Schweizer Schauspieler
- Kunzler, Michael (1951–2014), deutscher katholischer Theologe
- Künzler, Michèle (* 1961), Schweizer Politikerin (GPS)
- Künzler, Wilhelm (1906–1994), deutscher Politiker (KPD)
- Künzler-Behncke, Rosemarie (1926–2021), deutsche Schriftstellerin
- Künzli, Anton (1771–1852), Schweizer Politiker
- Künzli, Arnold (1832–1908), Schweizer Politiker
- Künzli, Arnold (1919–2008), Schweizer Politologe, Philosoph und Radikaldemokrat
- Künzli, Fritz (1946–2019), Schweizer FussballspielerFritz Künzli (1946–2019)

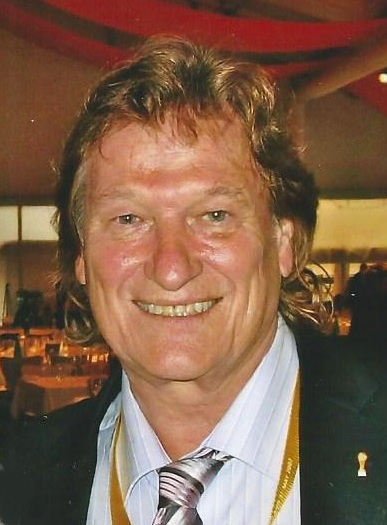
Fritz Künzli (1946–2019)

- Künzli, Otto (* 1948), schweizerischer Goldschmied und Hochschullehrer
- Künzli, Raymond (* 1984), Schweizer Radrennfahrer
- Künzli-Tobler, Carl (1862–1925), Schweizer Kaufmann und Verleger von Ansichtskarten

#### Kunzm
- Kunzmann, Adolf (1920–1976), deutscher Verbandsfunktionär
- Kunzmann, Alfred (1923–2005), deutscher Industriekaufmann, Gewerkschafter und Senator (Bayern)
- Kunzmann, Anja (* 1993), deutsche Schauspielerin
- Kunzmann, Bernd (* 1952), deutscher Physiker und Politiker (SPD), MdL
- Kunzmann, Horst (1935–2016), deutscher Fußballspieler und -trainer
- Kunzmann, Horst (1937–1999), deutscher Fußballspieler
- Kunzmann, Johann Joseph (1773–1826), böhmischer Spitzenfabrikant und Unternehmer
- Kunzmann, Joseph (1814–1873), böhmischer k. k. Spitzen- und Weißwarenfabrikant, Gesellschafter und Unternehmer
- Kunzmann, Karl (1842–1918), böhmischer Spitzenfabrikant und Unternehmer
- Kunzmann, Karl Heinz (* 1930), deutscher Diplomat
- Kunzmann, Ludmilla (1774–1843), böhmische Spitzenhändlerin, Unternehmerin und Gesellschafterin
- Kunzmann, Miriana (* 1991), deutsche Schauspielerin
- Kunzmann, Peter (* 1965), deutscher Fußballspieler
- Kunzmann, Thaddäus (* 1964), deutscher Politiker (CDU), MdL
- Kunzmann-Müller, Barbara, deutsche Sprachwissenschaftlerin, Slawistin, Russistin, Südslawistikerin, Polonistikerin

#### Kunzo
- Kunzo, František (* 1954), slowakischer Fußballspieler
- Kunzo, Radoslav (* 1974), slowakischer Fußballspieler

#### Kunzr
- Kunzru, Hari (* 1969), britischer Journalist und RomancierHari Kunzru (* 1969)

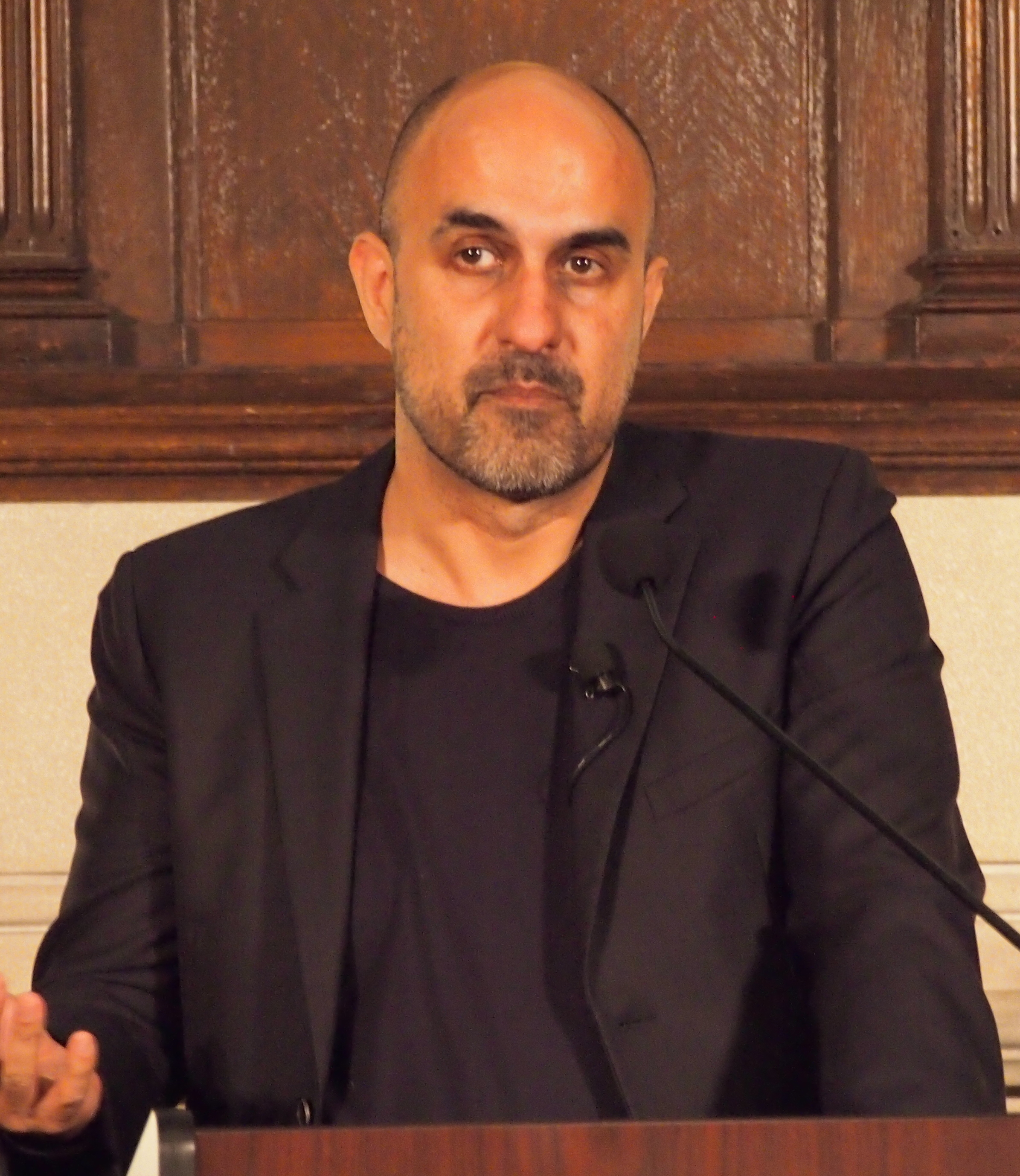
Hari Kunzru (* 1969)